# 日産自動車の車種一覧
日産自動車の車種一覧（にっさんじどうしゃのしゃしゅいちらん）では、日産自動車から発売されている車種、今後発売予定の車種、以前発売していた車種について記述する。なお本項では、日産自動車の前身であるダット自動車製造の車種と、1966年に日産自動車に吸収合併されたプリンス自動車工業の車種についても述べる。

## その他（業務用車両など）

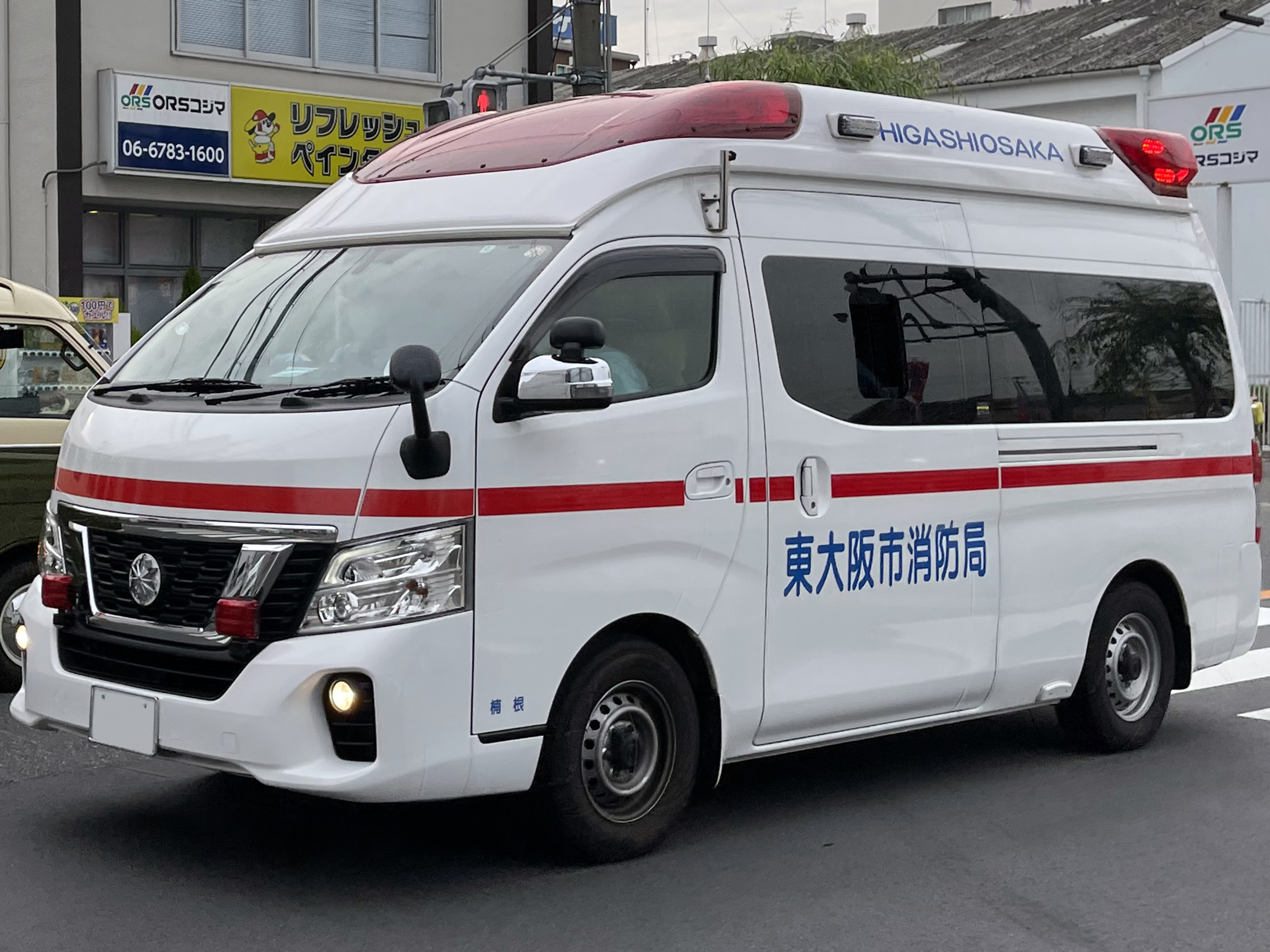
パラメディック
- NV400救急車（電気自動車）[3]

- パラメディック

## 海外向け現行車種

### 商用車
- NV500
- U41 CAMION（日産ディーゼルコンドルS）
- U41 BUSETA（マイクロバス）

## 今後の車種展開
「今後発売が予想される車種」及び「今後販売終了が予想される車種」、また同様の意味を持つ節の設置についてはプロジェクトとして禁止されています。以下の節の追加には、ソースの明記を義務化する（極力一次ソースを優先する。一般紙・テレビの情報もメーカーに取材した物で、サイトに明記した情報が有れば可とする）。

### メーカーより今後生産終了・販売終了が公表されている車種
日産・GT-R - 2025年8月 生産終了
日産・エルグランド - 2025年8月 生産終了

## 過去の日本国内販売車種
| - ザウルス（レーシングカー） - ザウルスJr.（レーシングカー） |

## 過去の日本国外販売車種

### ダットサンブランドの車種
1981年にダットサンブランドが廃止される前は、車名のパターンは以下のように分かれていた。
エンジンの排気量に基づいて命名していた車種
- 240Z/260Z/280Z/280ZX（日本名：フェアレディZ） - S130型まで。Z31型から日産名義に変更。
- 200SX（日本名：シルビアまたはガゼール）　-　S110型まで。S12型から日産名義に変更。
- 240K（日本名：スカイライン）- R30型まで。R31以降はSKYLINEへ。
- 180L/200L/240L/280L（日本名：ローレル） - C230型まで。C31型からダットサン・ローレルに変更。
- 200C/220C/240C/260C/280C/300C（日本名：セドリック） - 430型まで。Y30型以後はCEDRICへ移行。
- 160J/New 510（日本名：バイオレット）
- 160B/180B/200B（日本名：ブルーバード） - 610型から910型まで。U11型からブルーバードへ移行。
- 100A/120A（日本名：チェリー）
- 100A/120A F-II（日本名：チェリーF-II）
- 120Y/130Y/140Y/150Y/160Y（日本名：サニー）B210型からB310型まで。B11型から日産名義に変更。

型式に基づいて命名していた車種
- ダットサントラック - 9代目まで。

上記とはまったく異なる命名がされた車種
- ダットサン・スポーツ - ダットサン・フェアレディ
- ダットサン・チェリー - 日産・パルサー、N10型からN12型まで。

### 日産ブランド統一化後（1981年以降）の車種
ダットサンブランドの命名規則のうち、エンジンの排気量に基づく命名規則はブランド解体後もしばらくは残っていた。例として、180SX/200SX/240SX、300ZX/350Z/370Zなどはこの名残といえる。

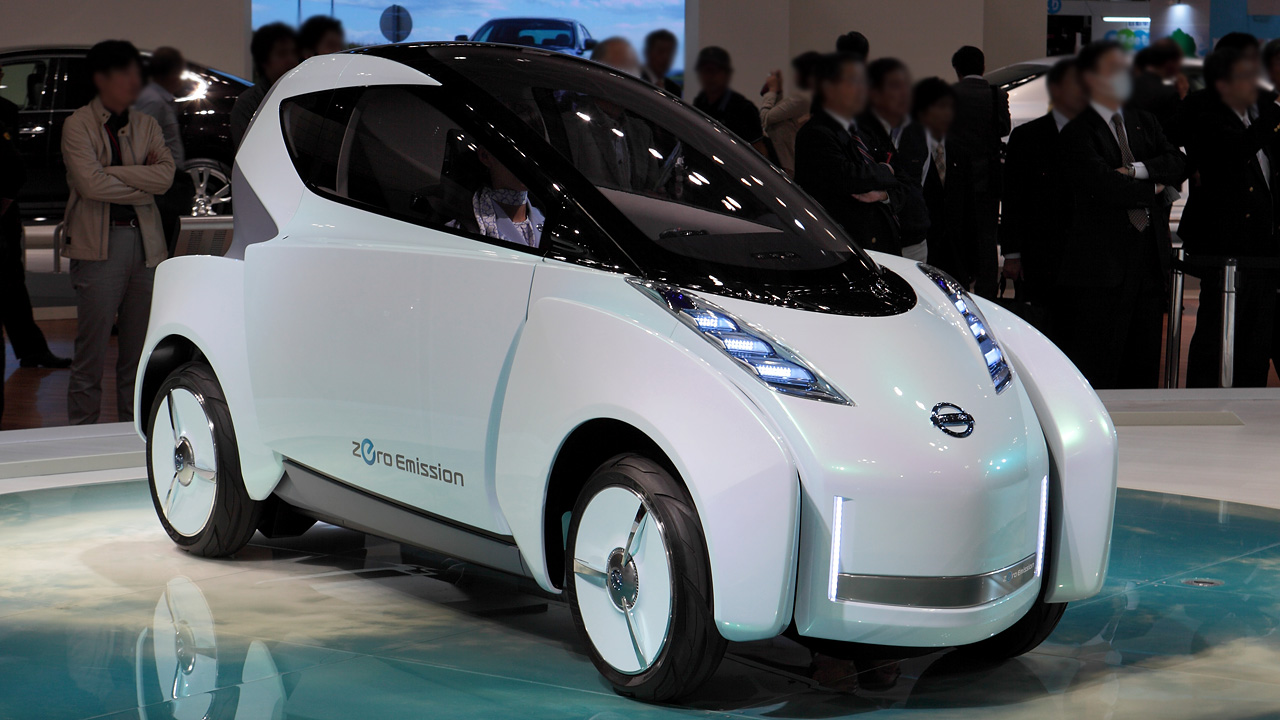
ウイングロード（Y10型ADバンをベースとするピックアップ）
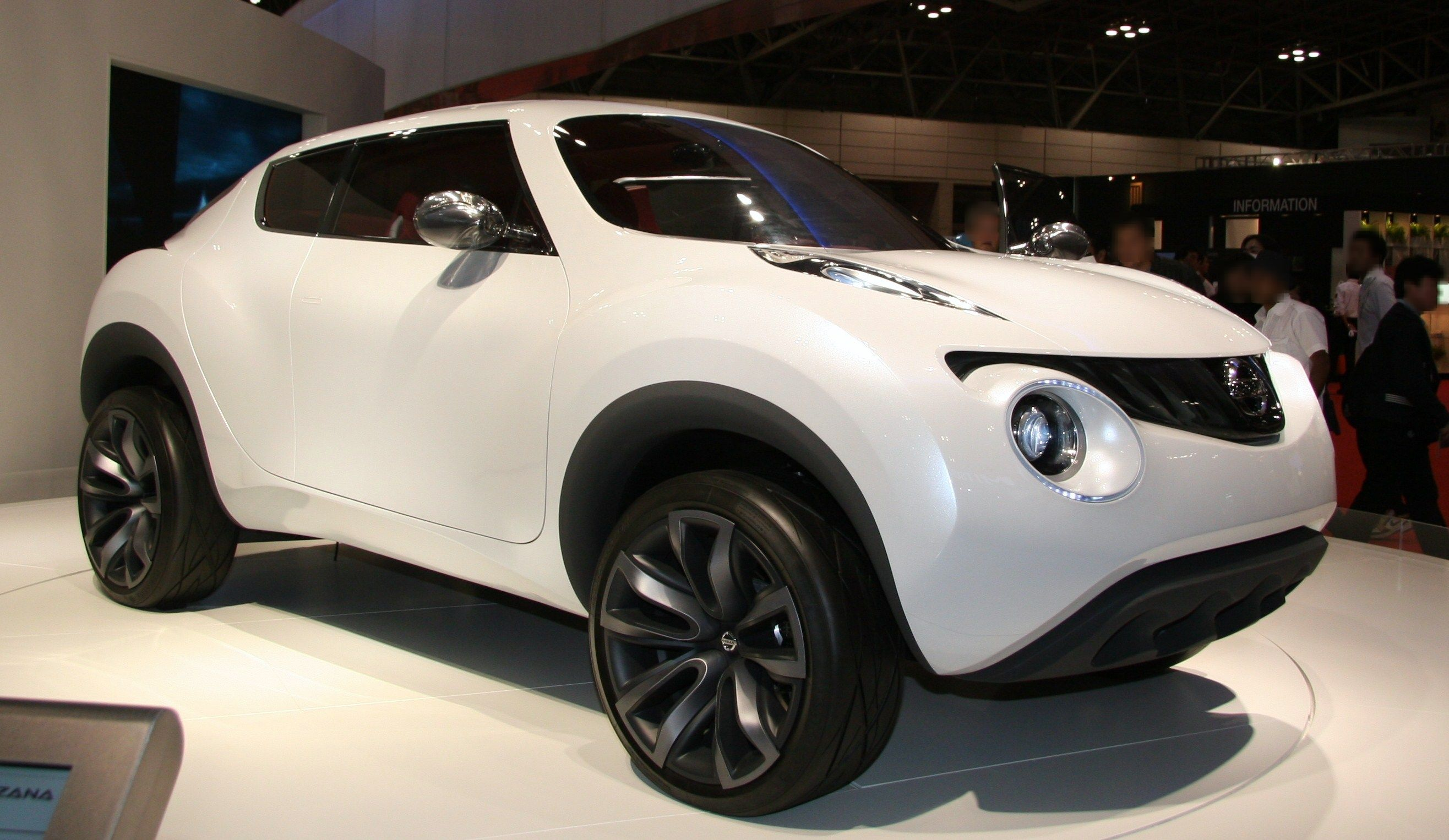
カザーナ

## コンセプトカー

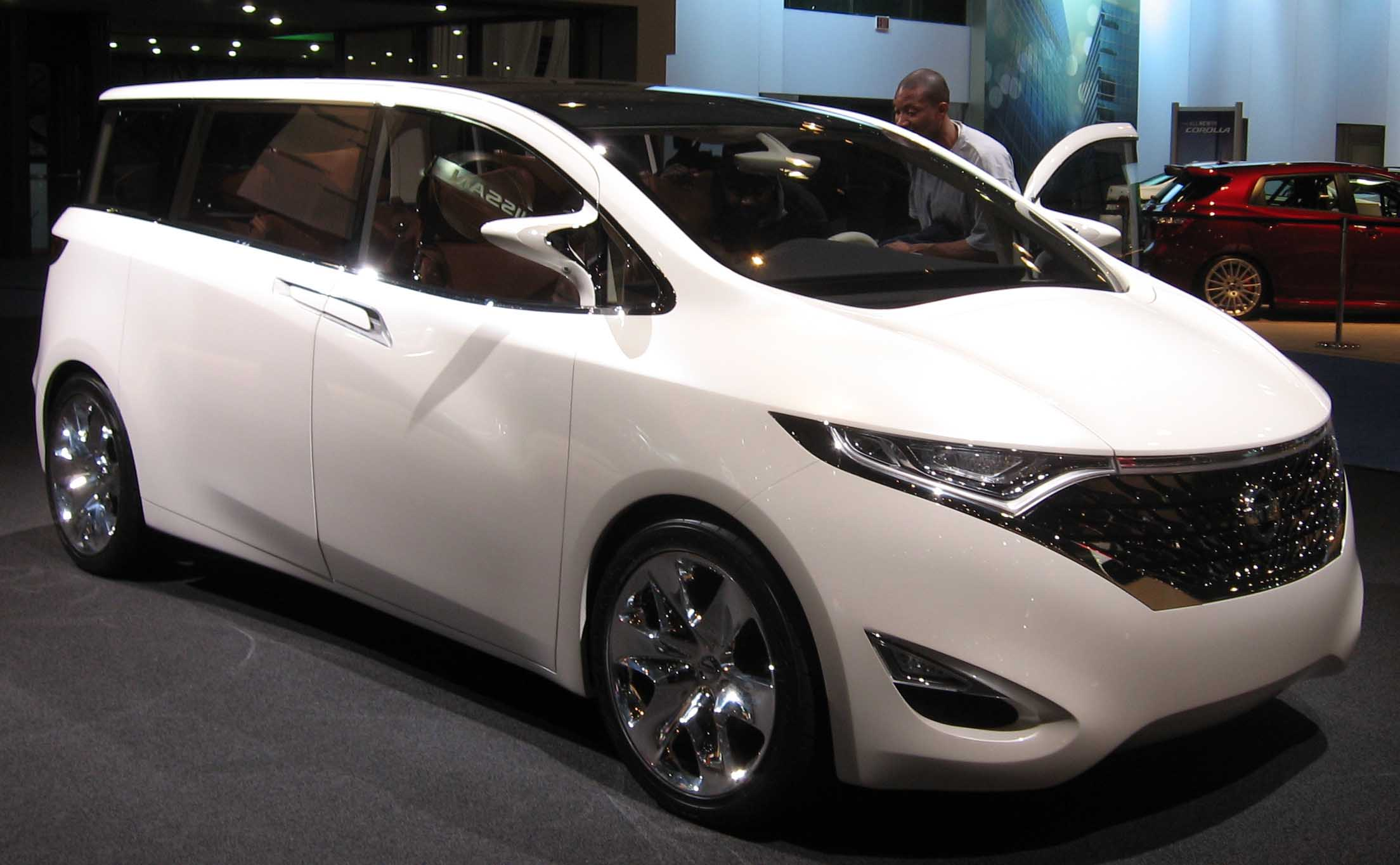
フォーラム
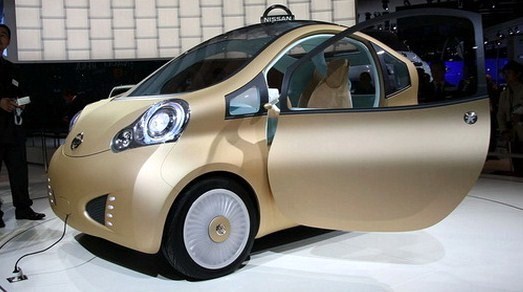
ニューヴ
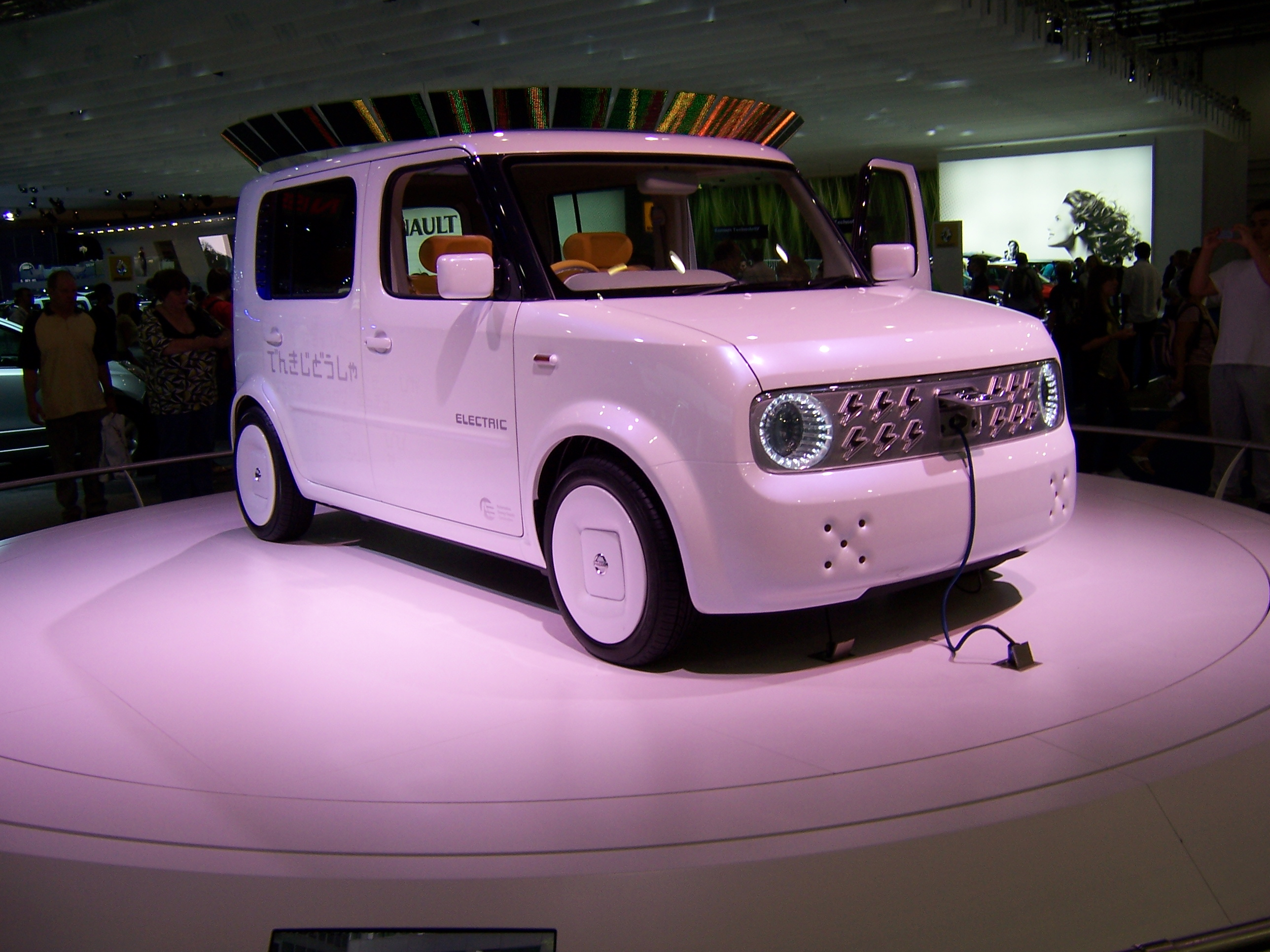
でんきキューブコンセプト

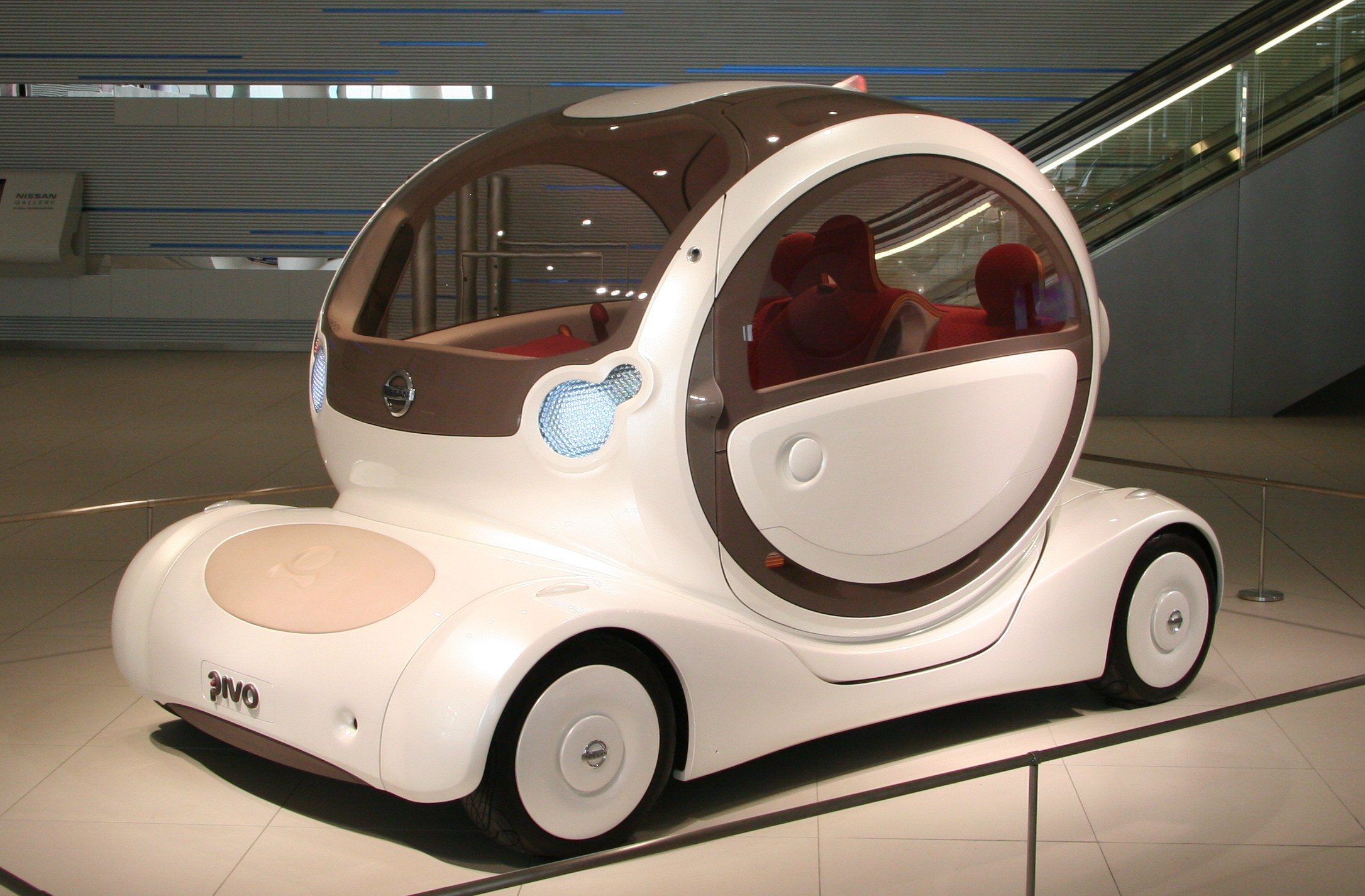
ピボ
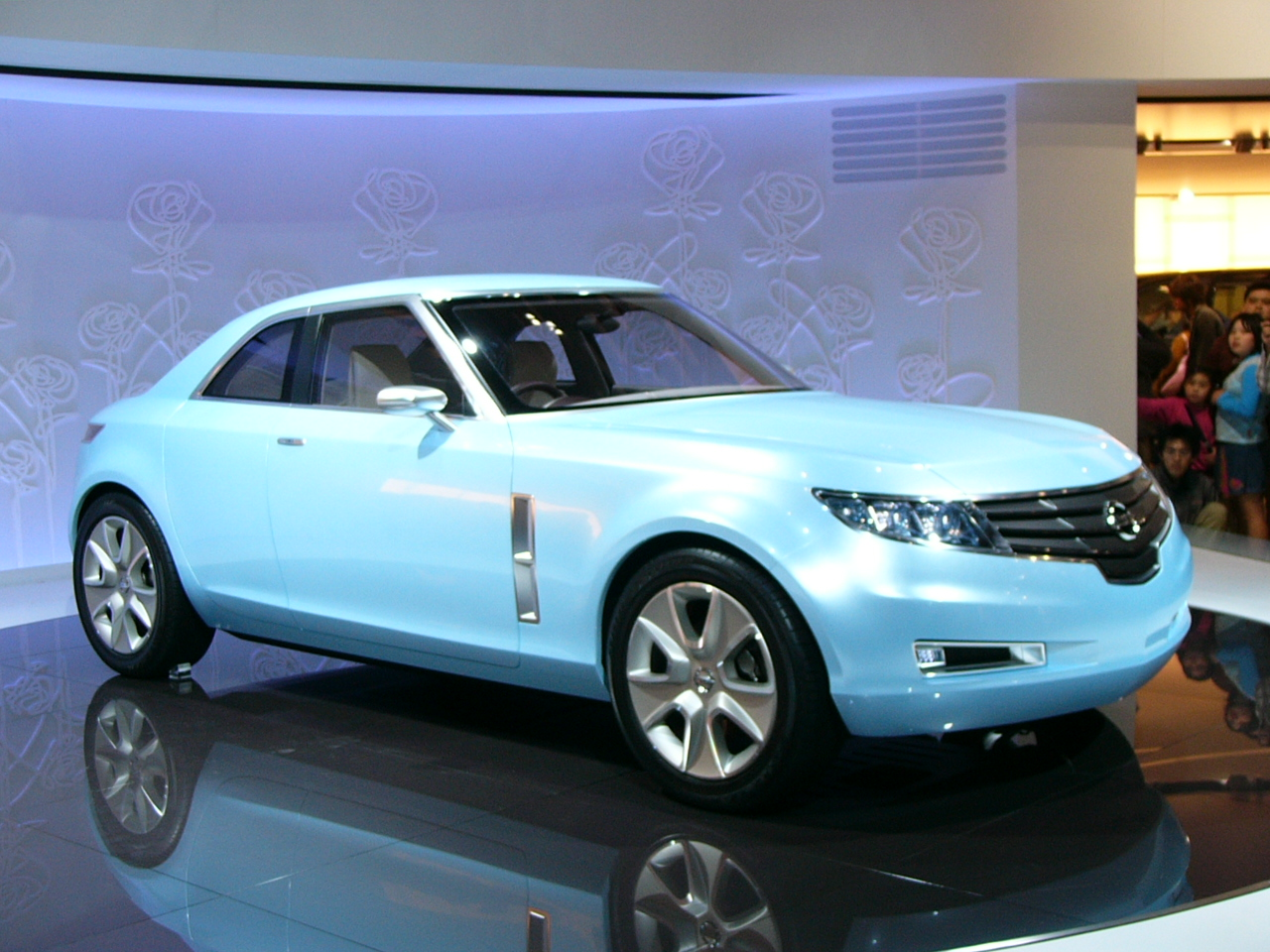
フォーリア
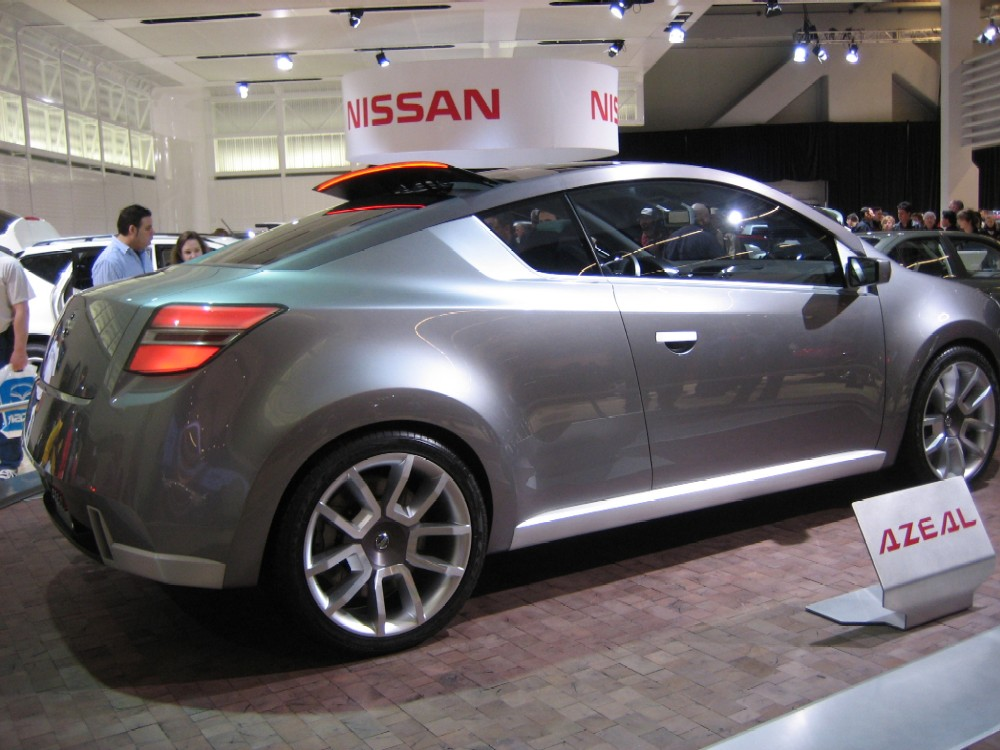
アズィール
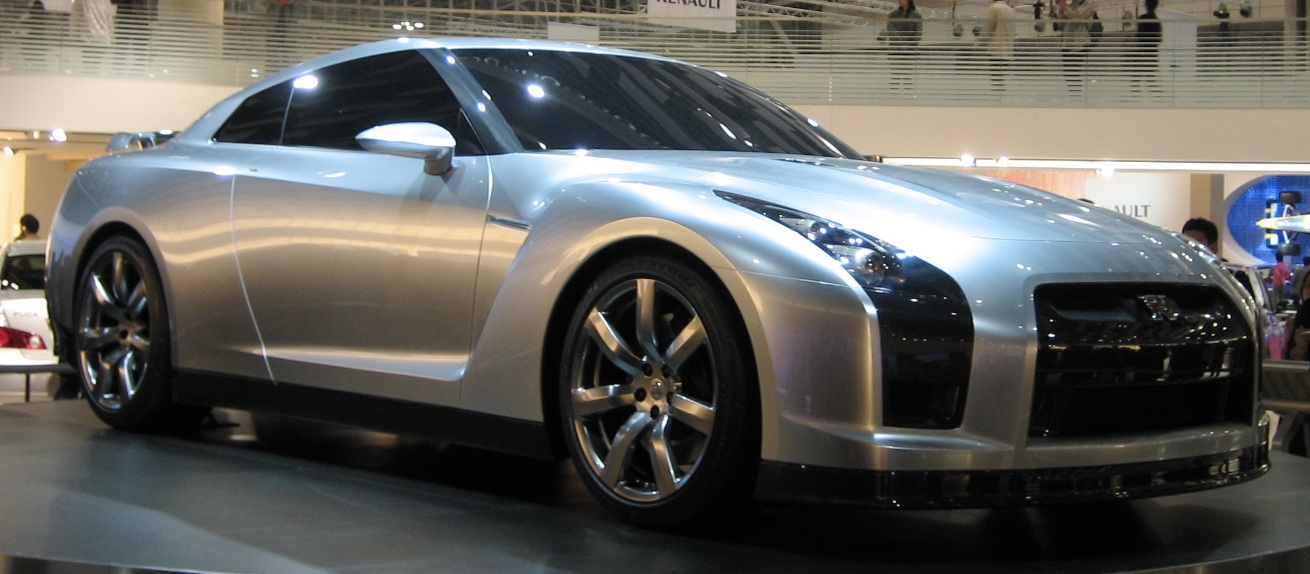
GT-Rプロト
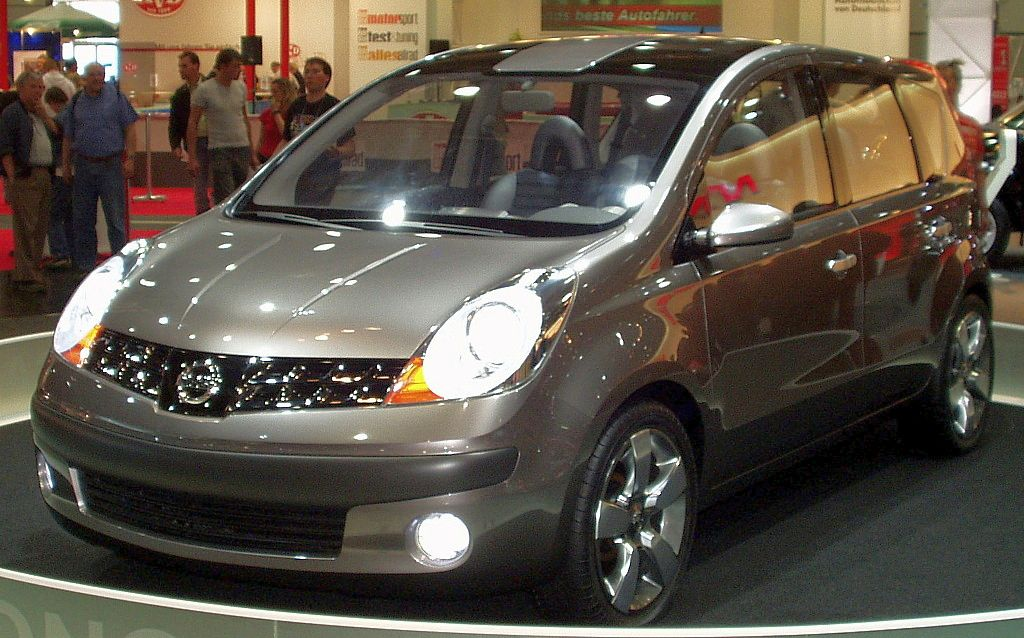
トーン

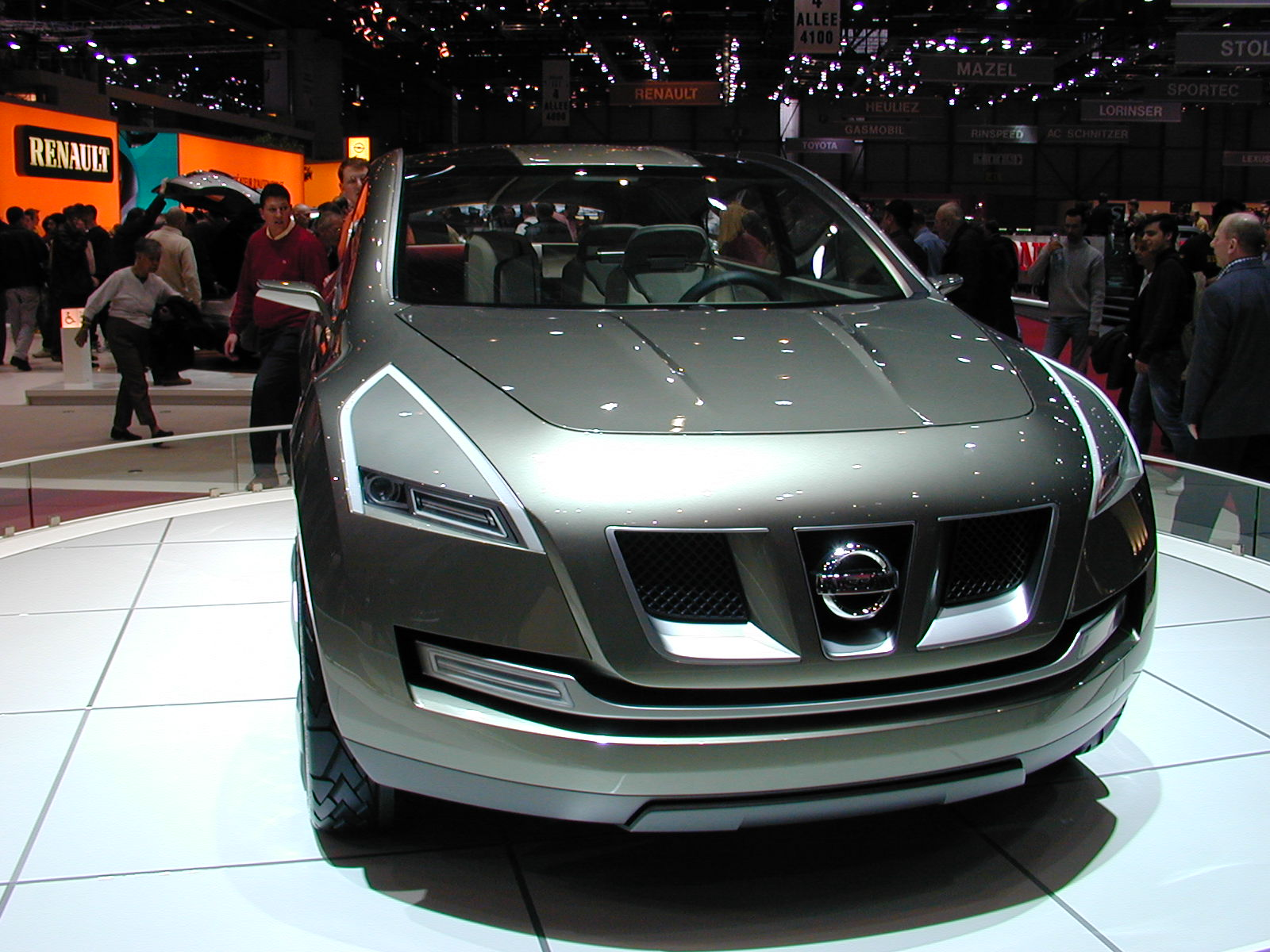
キャシュカイ コンセプト

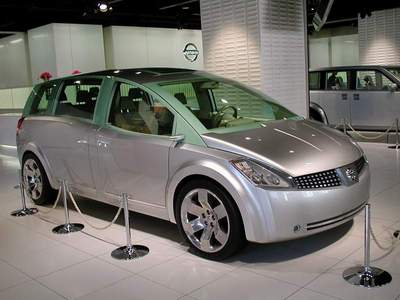
クエスト コンセプト

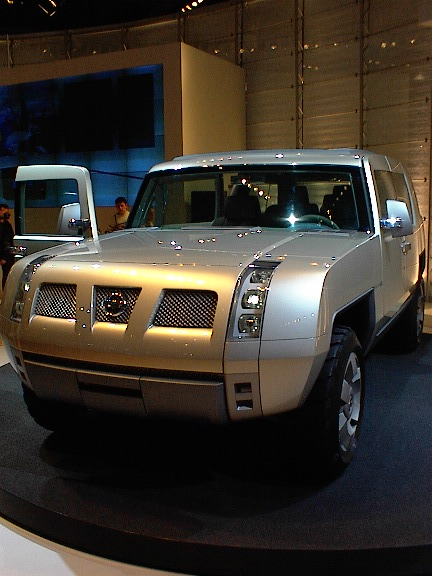
クロスボウ
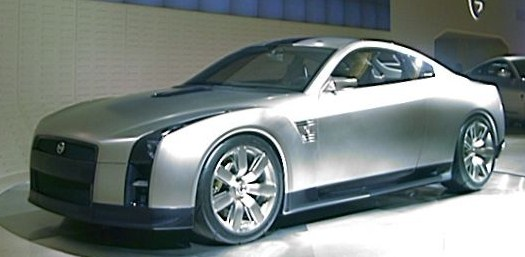
GT-Rコンセプト
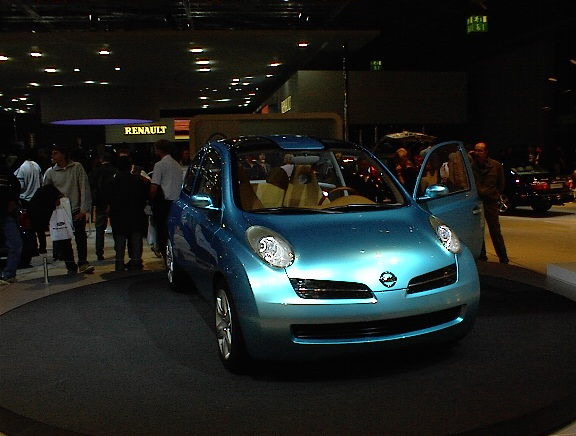
mm.e

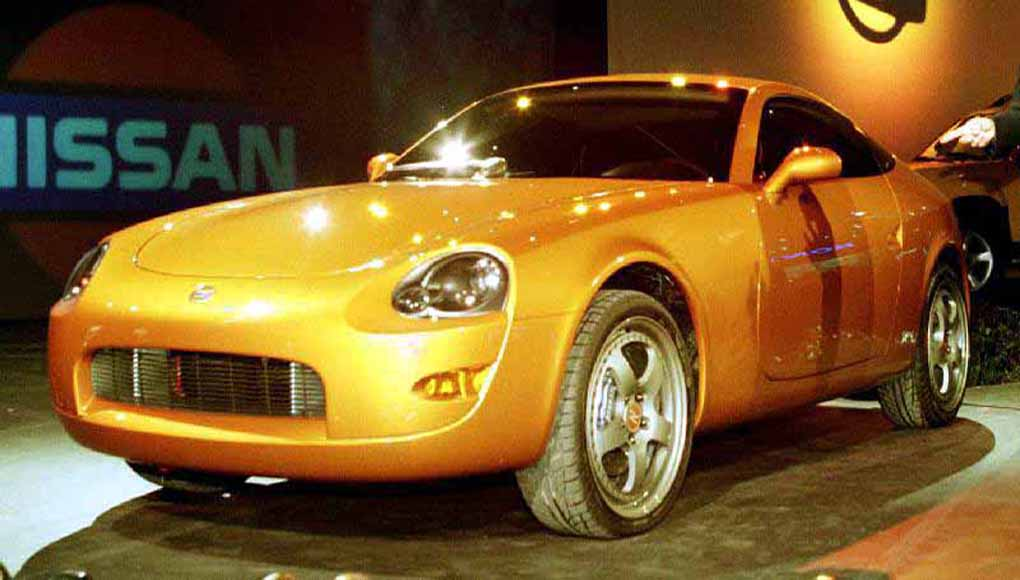
Z コンセプト
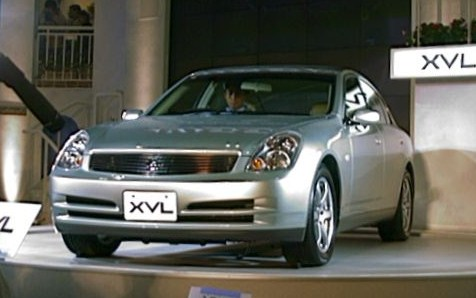
XVL
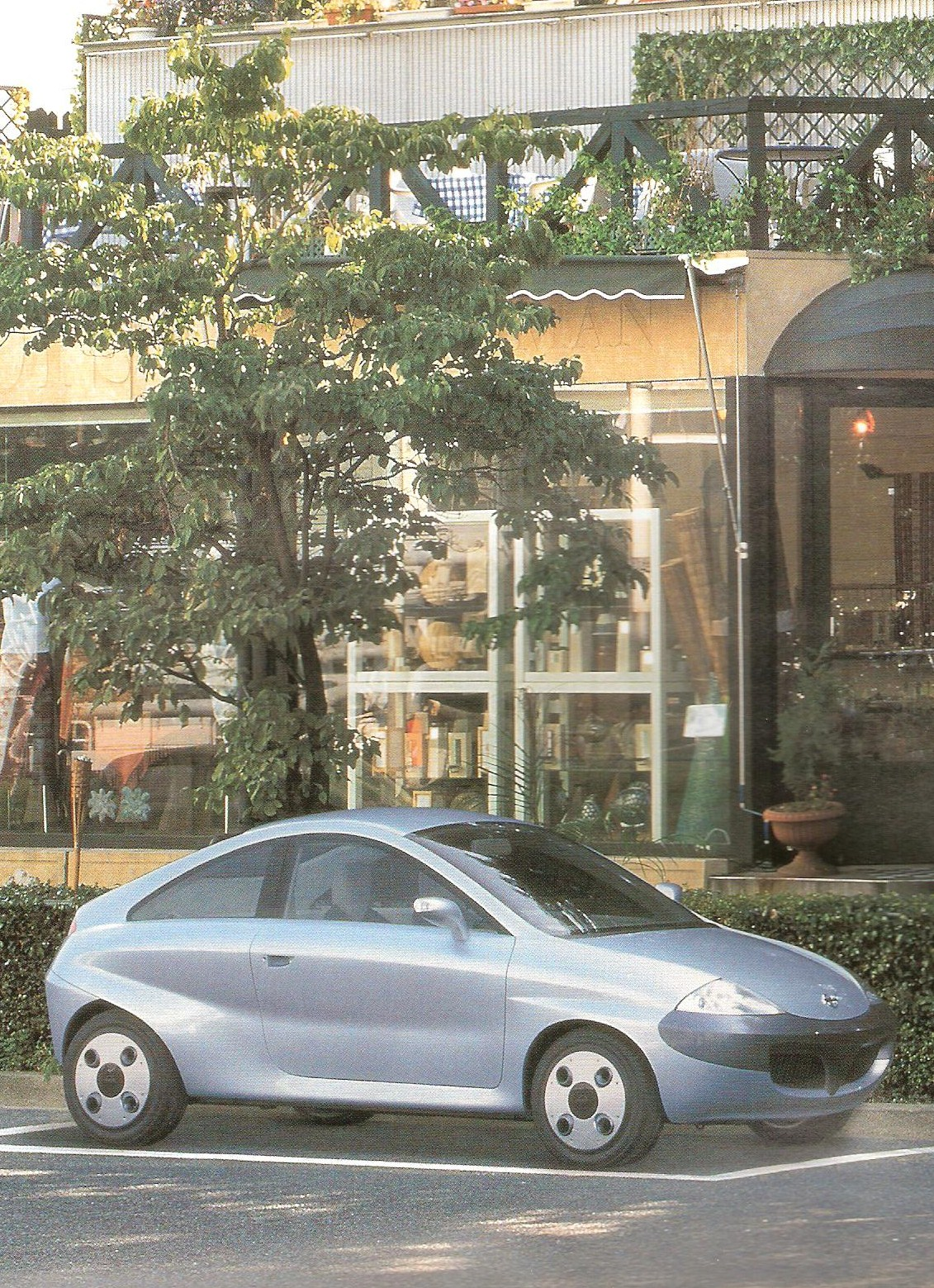
サイパクト

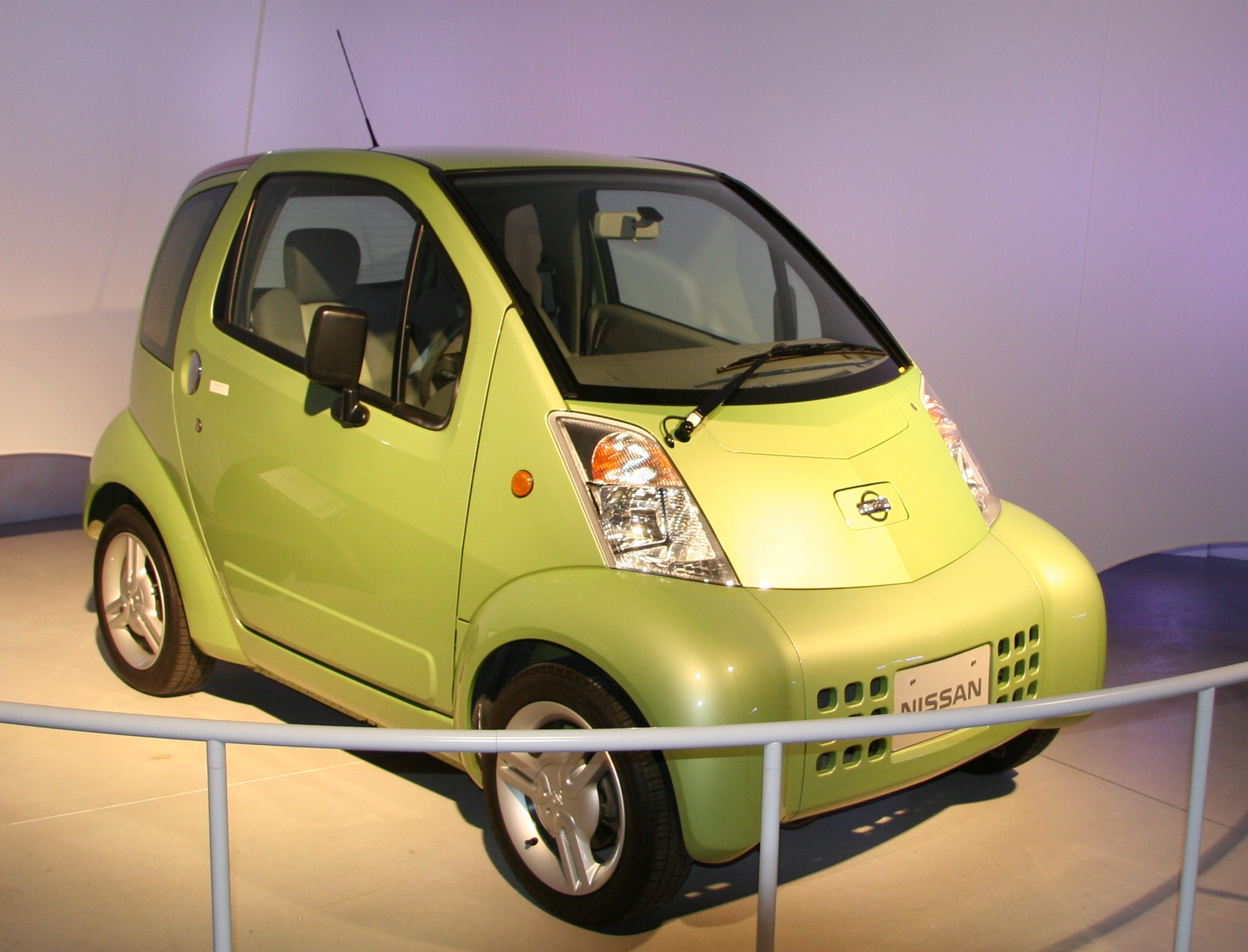
ハイパーミニ

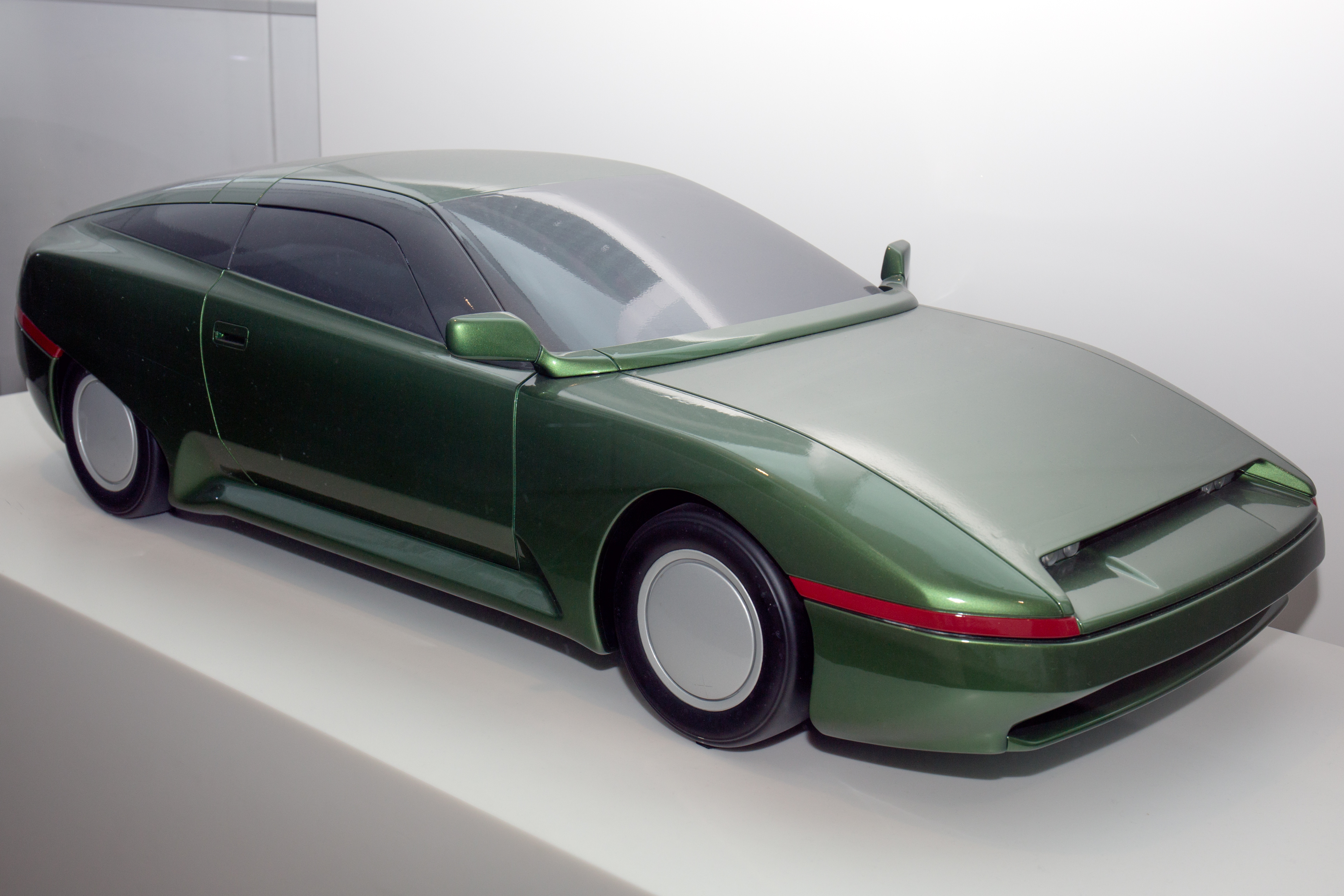
AP-X

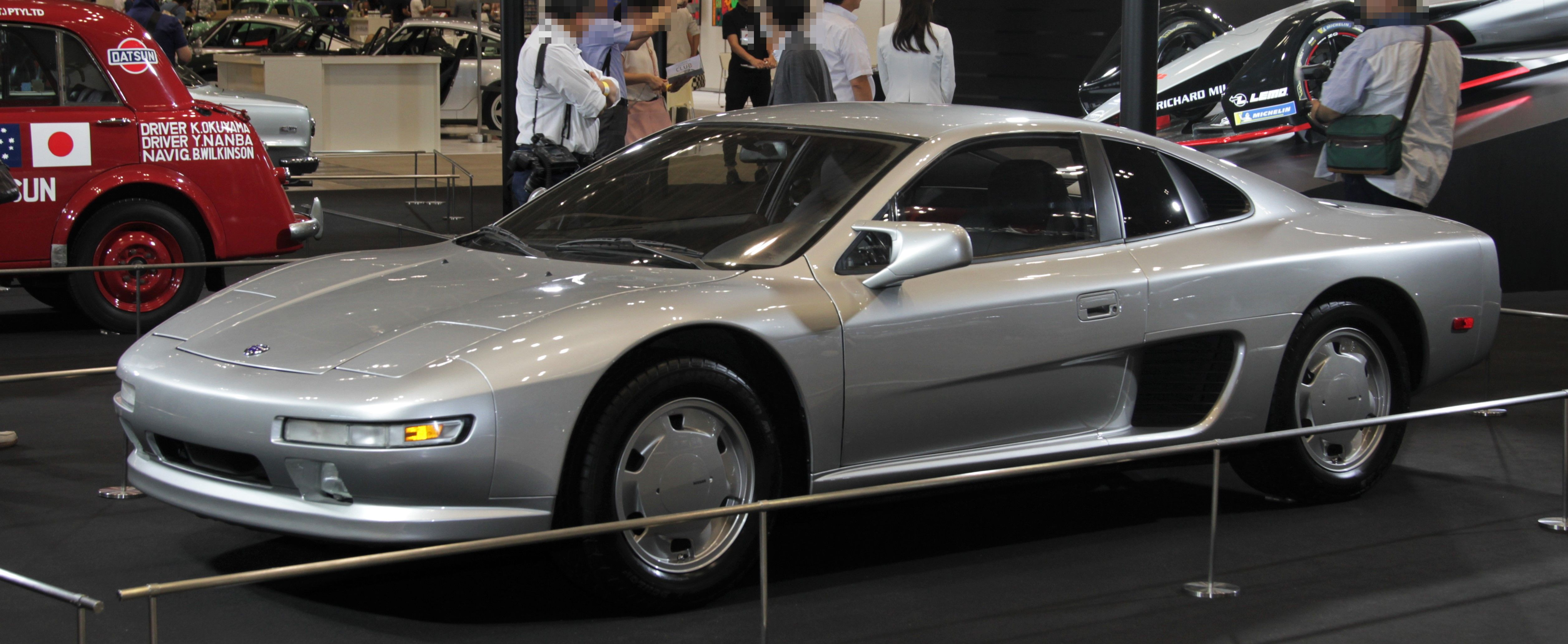
MID4-II
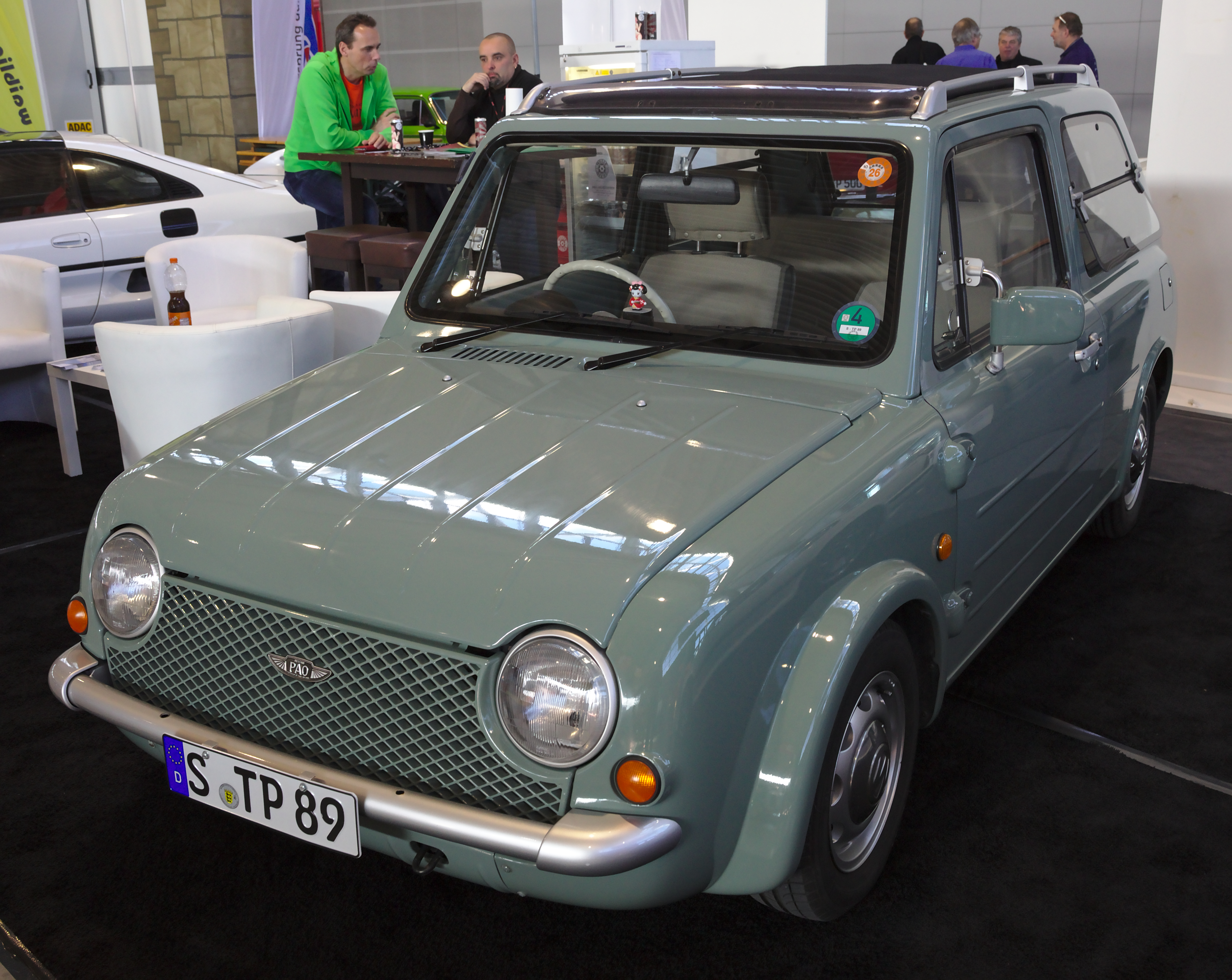
パオ

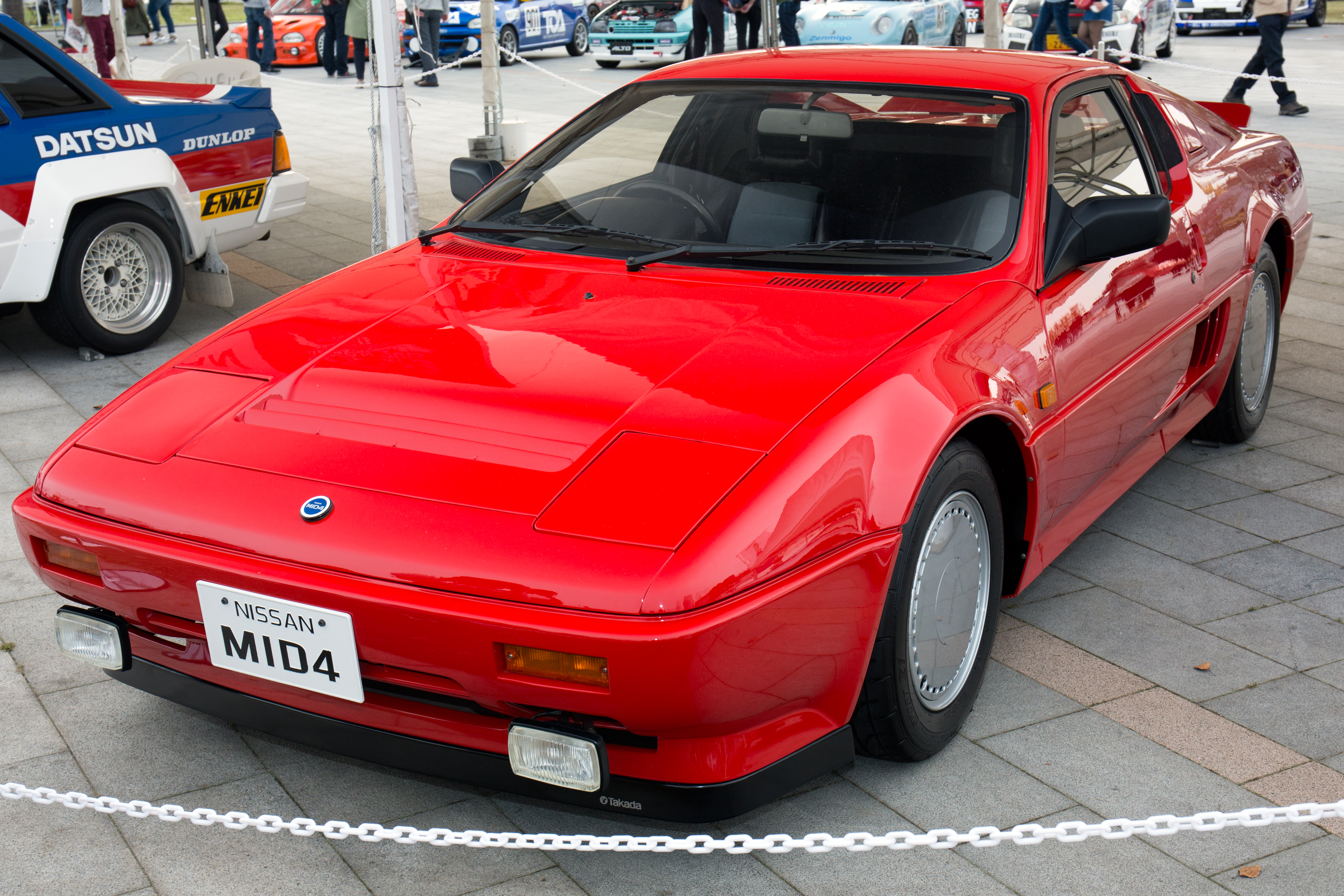
MID4
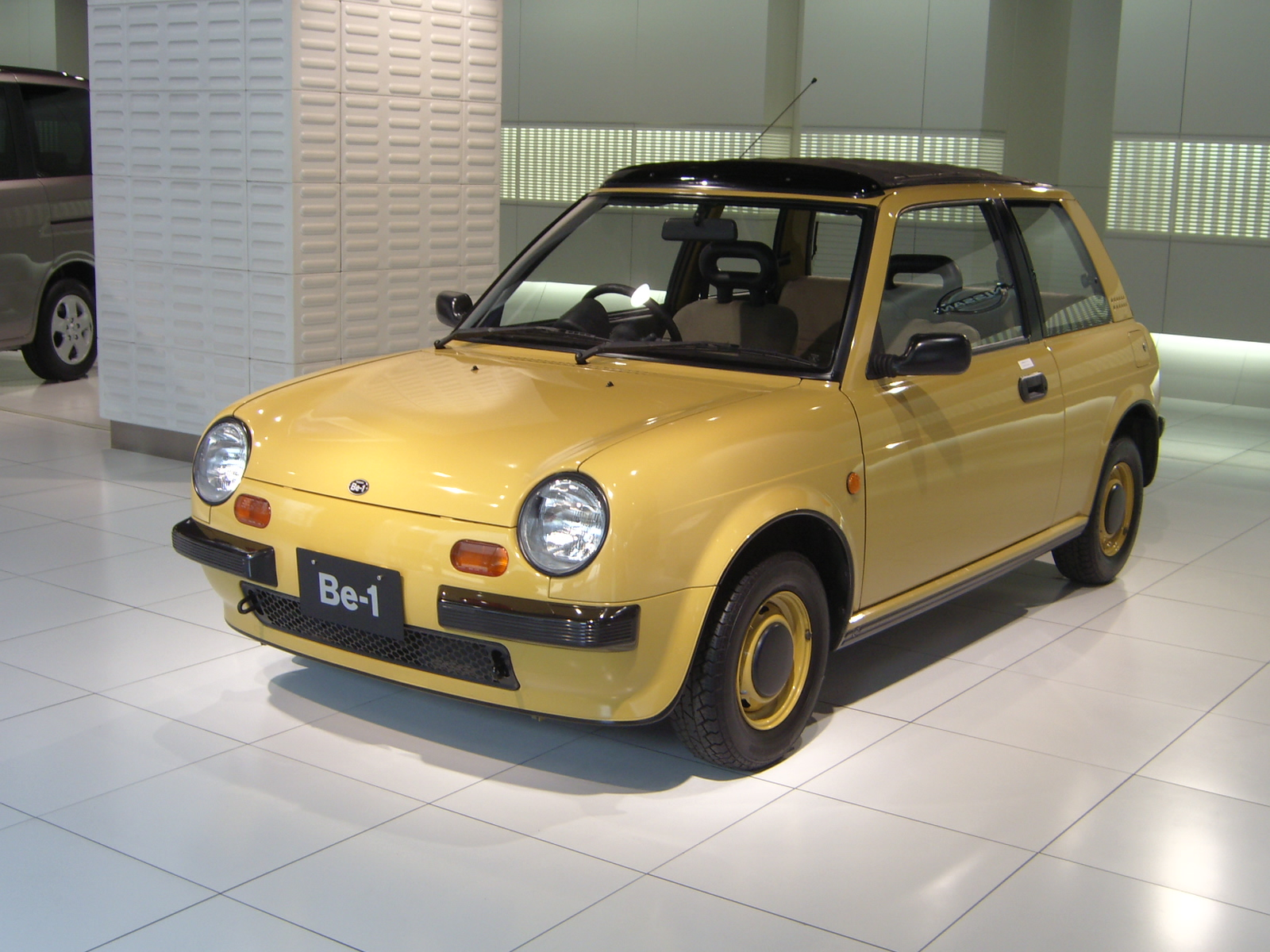
Be-1

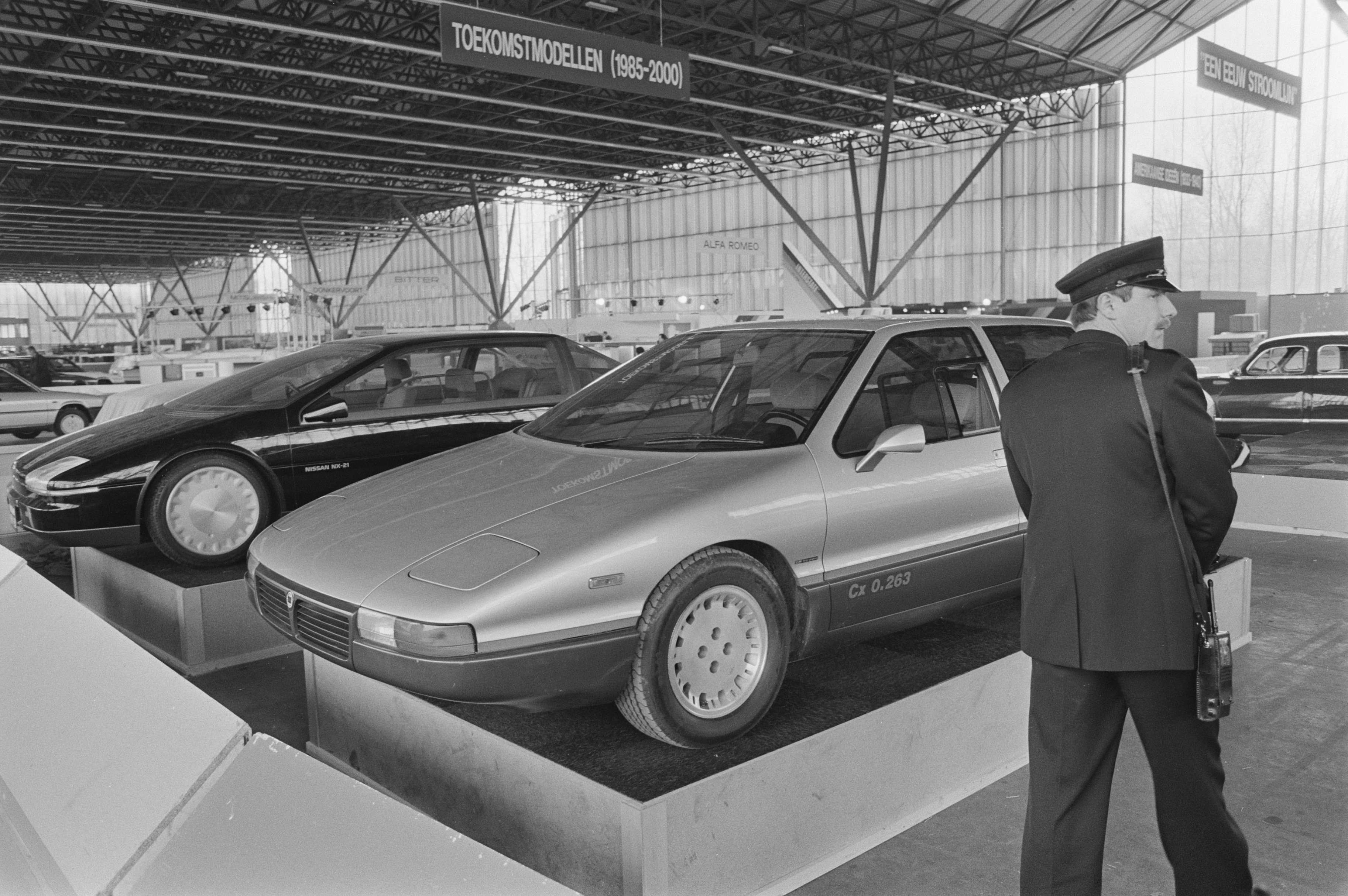
NX-21 (画像左)

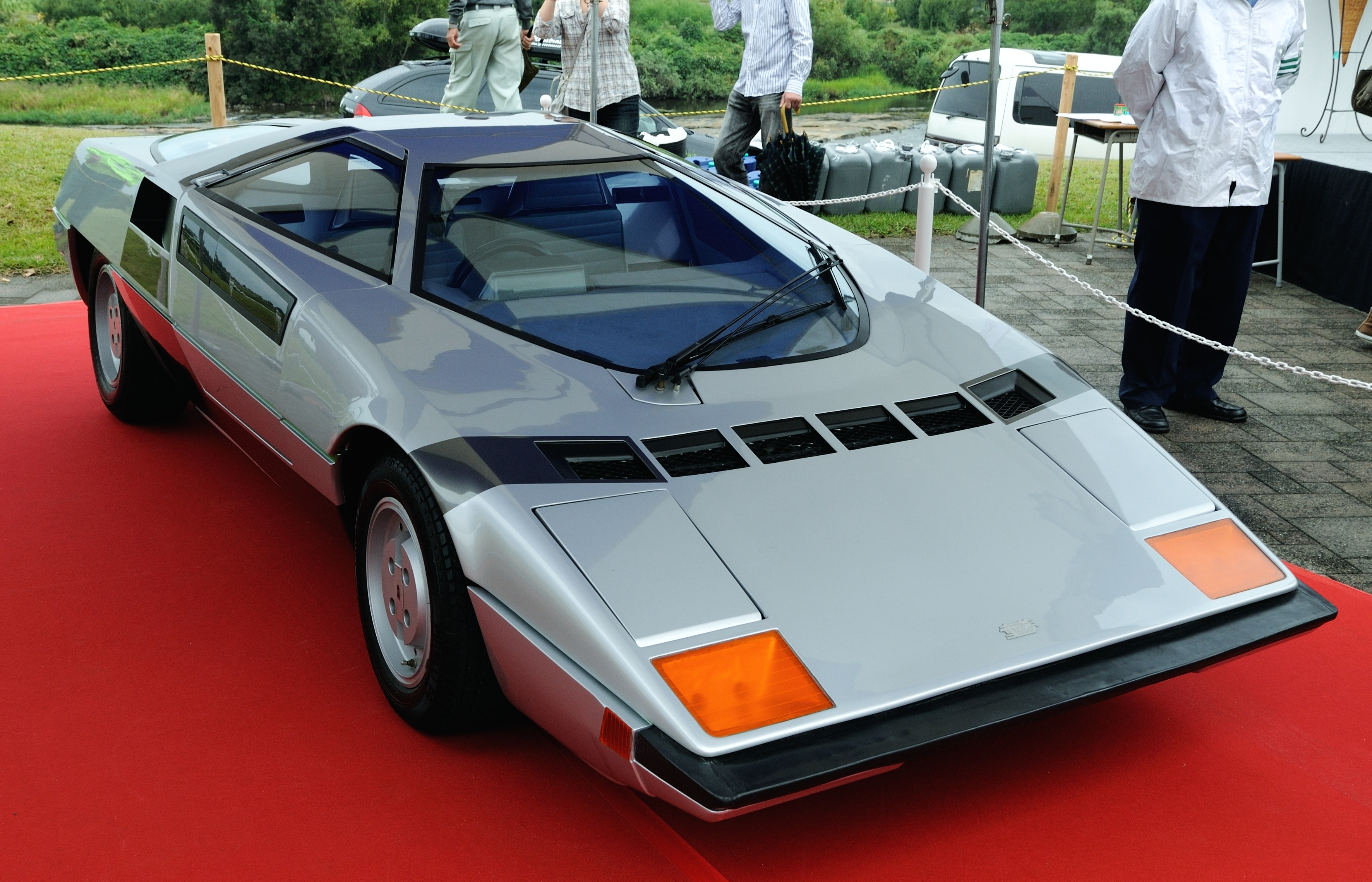
童夢-零

2023年

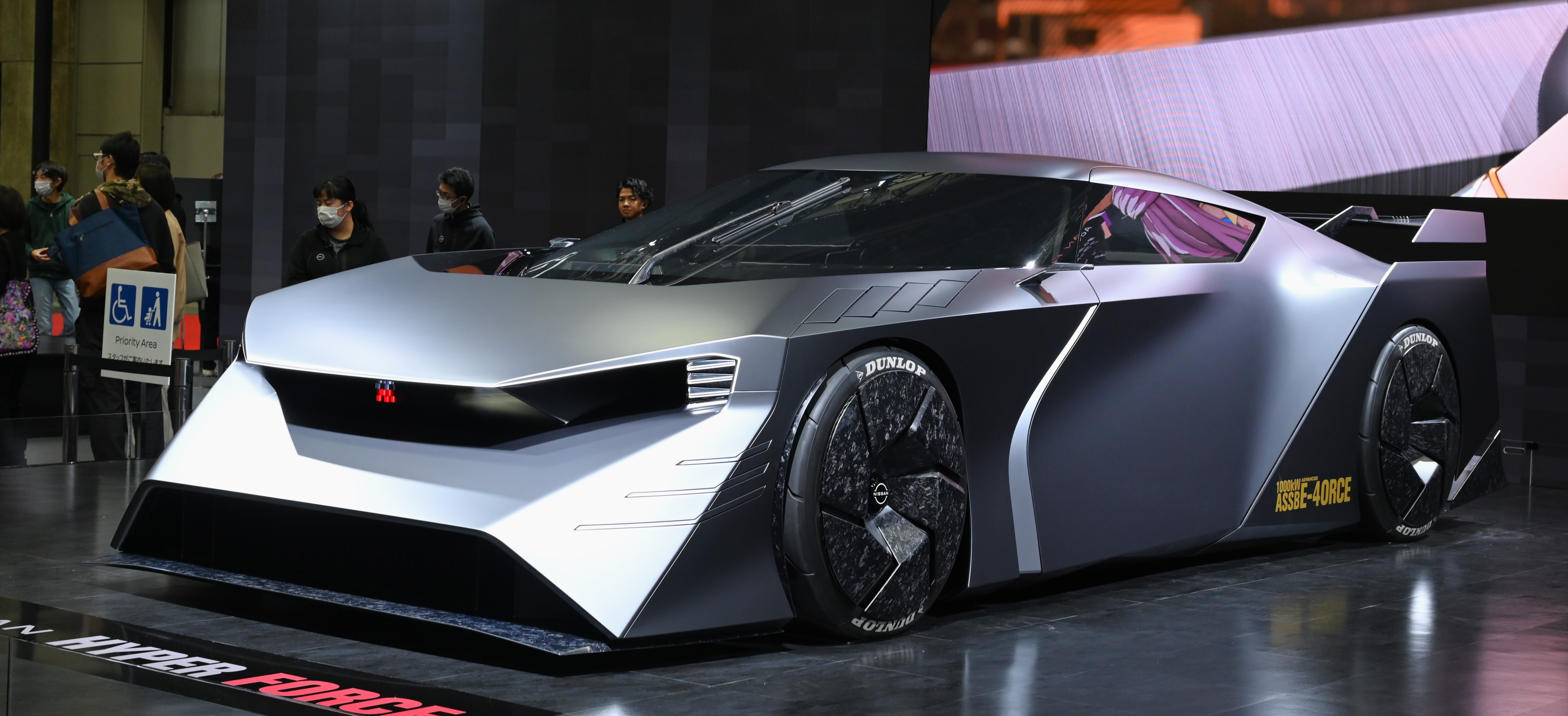
ハイパーフォース
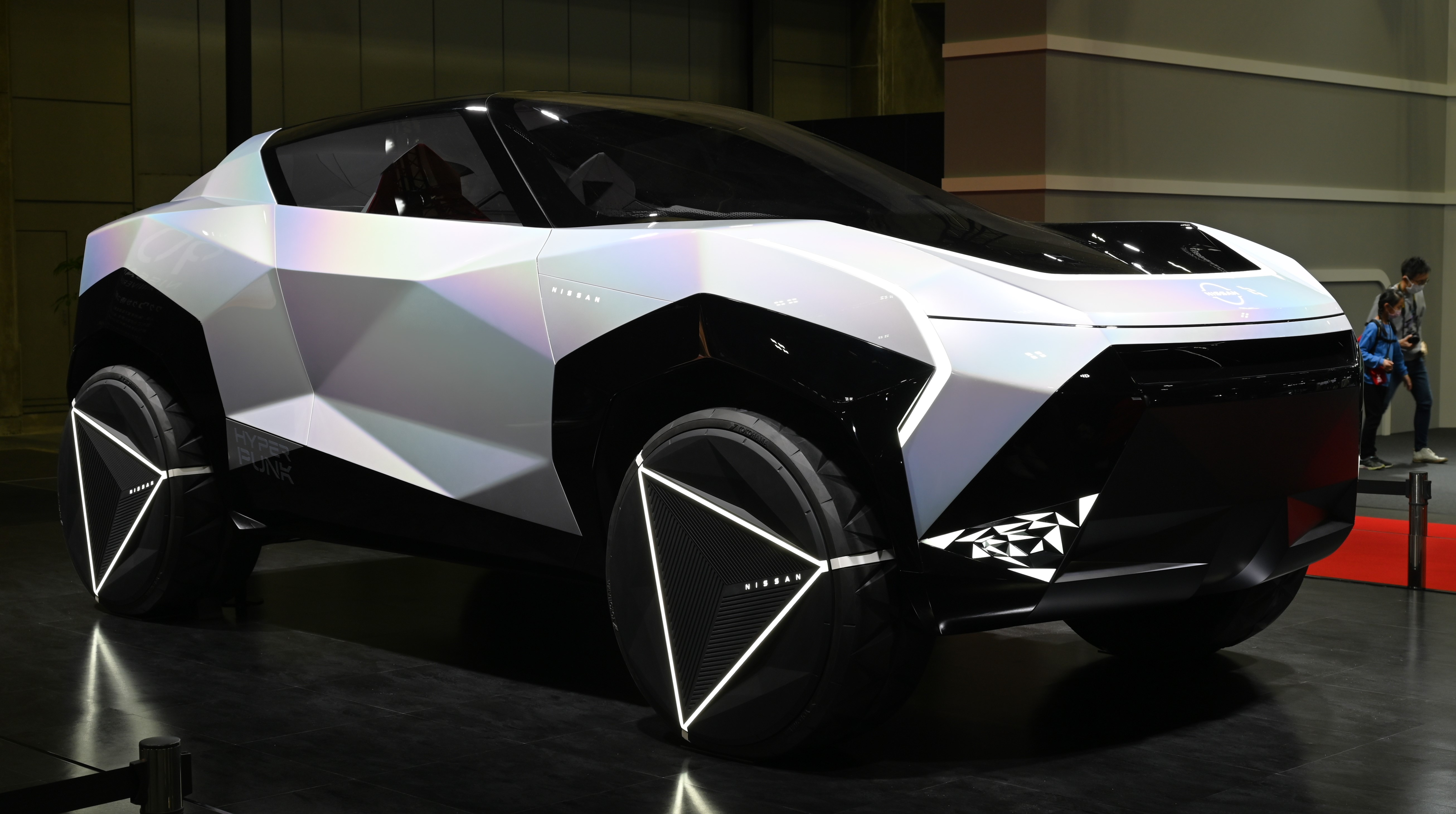
ハイパーパンク
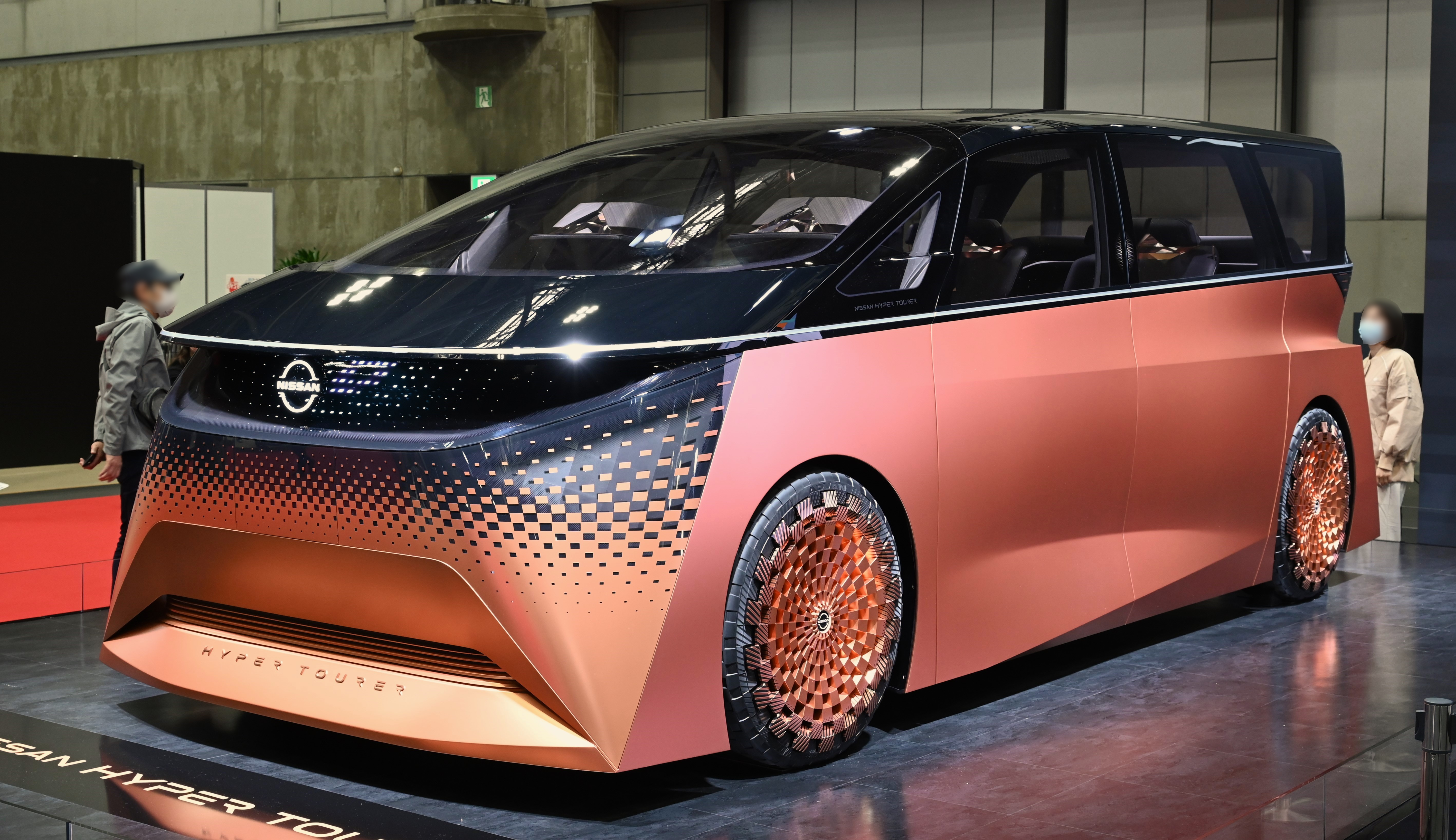
ハイパーツアラー
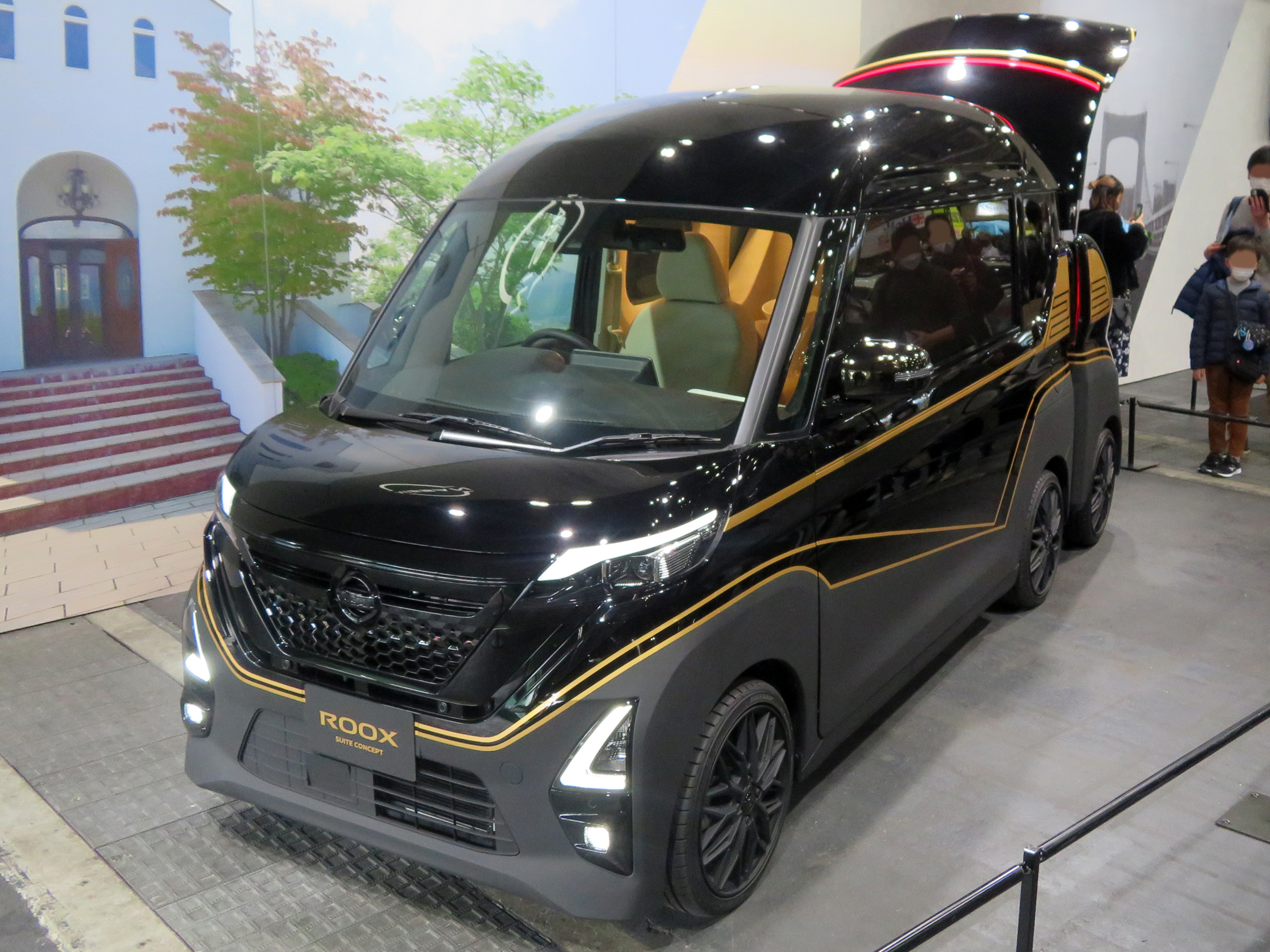
ROOX SUITE コンセプト
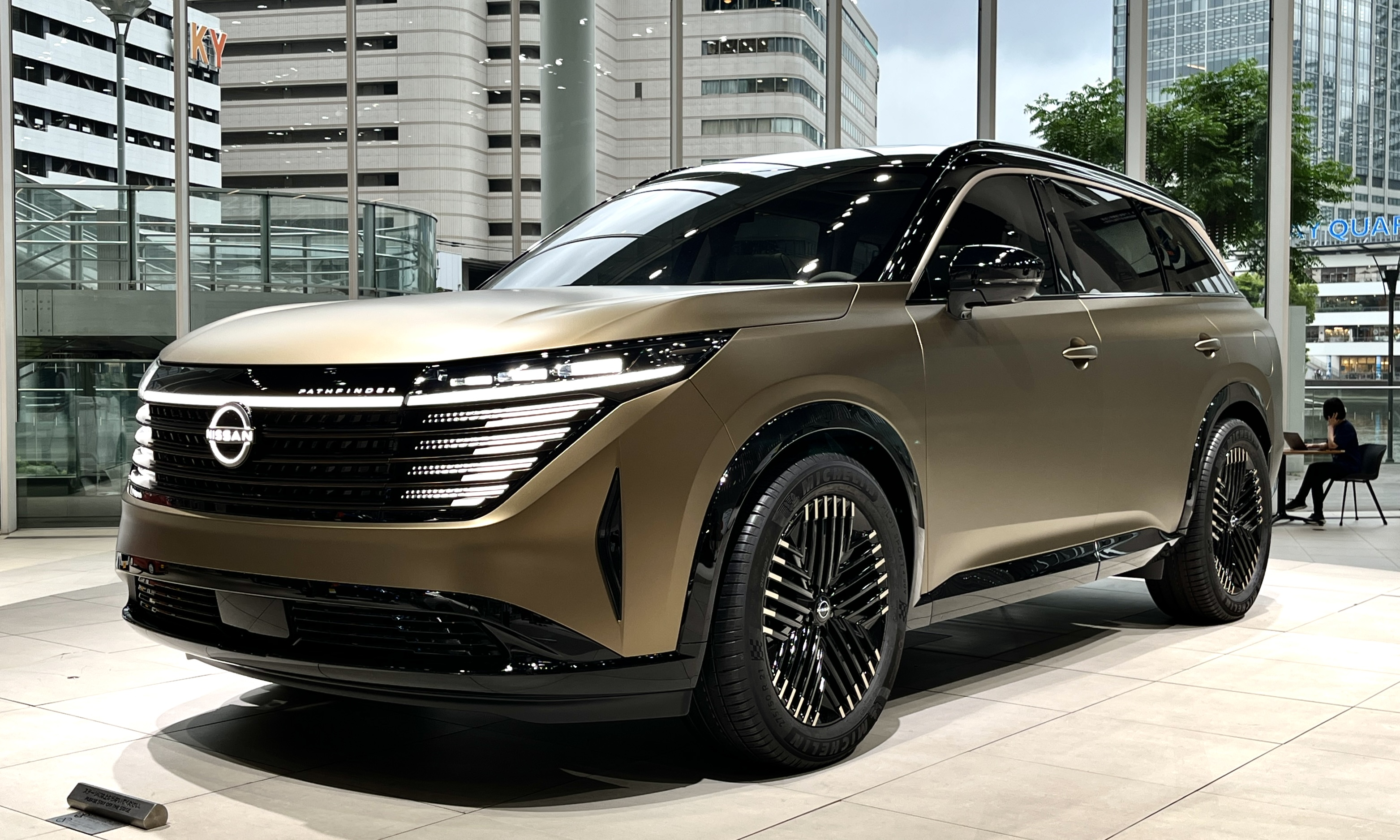
パスファインダー コンセプト
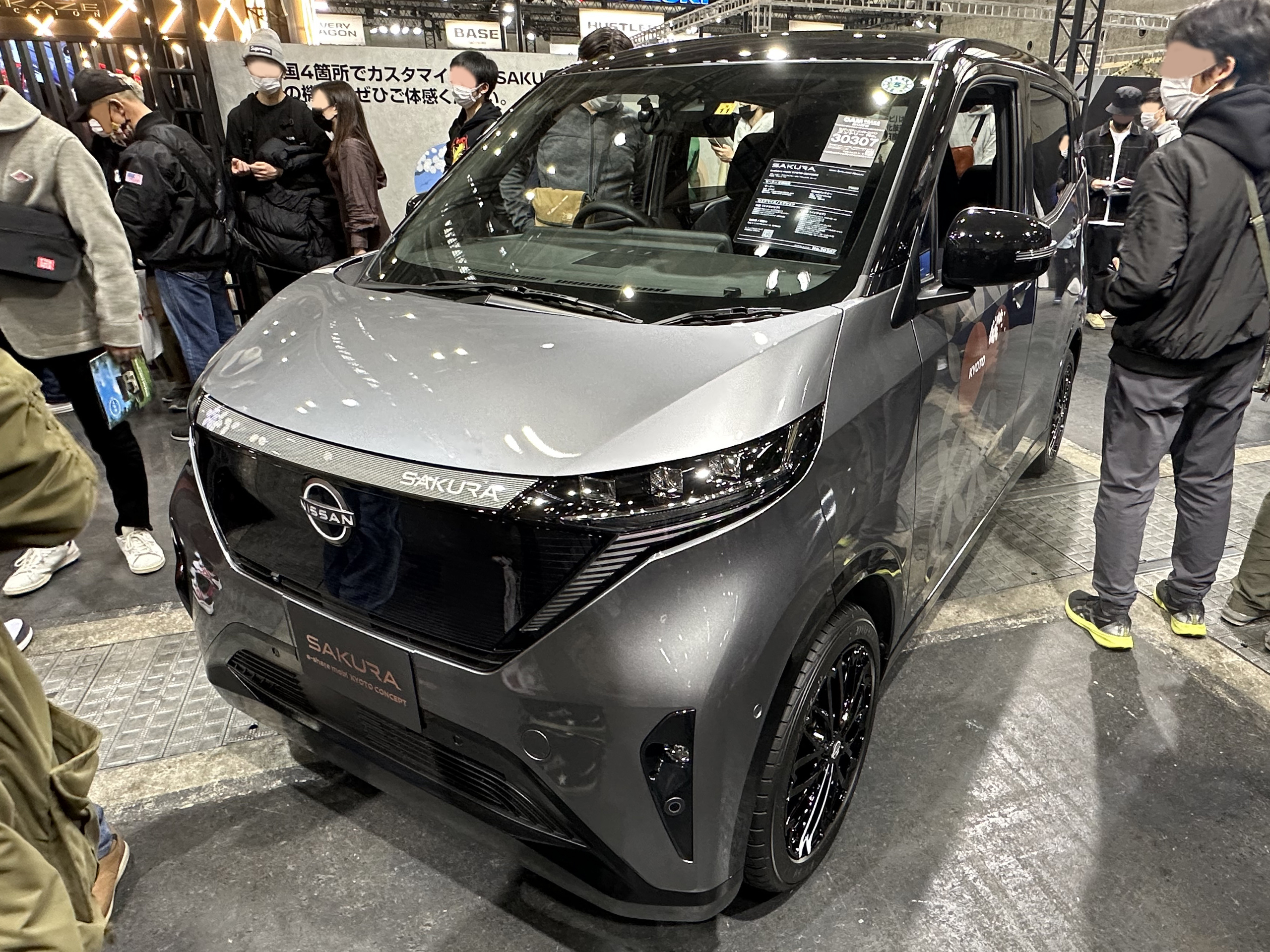
サクラ e-share mobi KYOTO コンセプト

- ハイパーアドベンチャー
- ハイパーアーバン
- コンセプト20-23

2021年

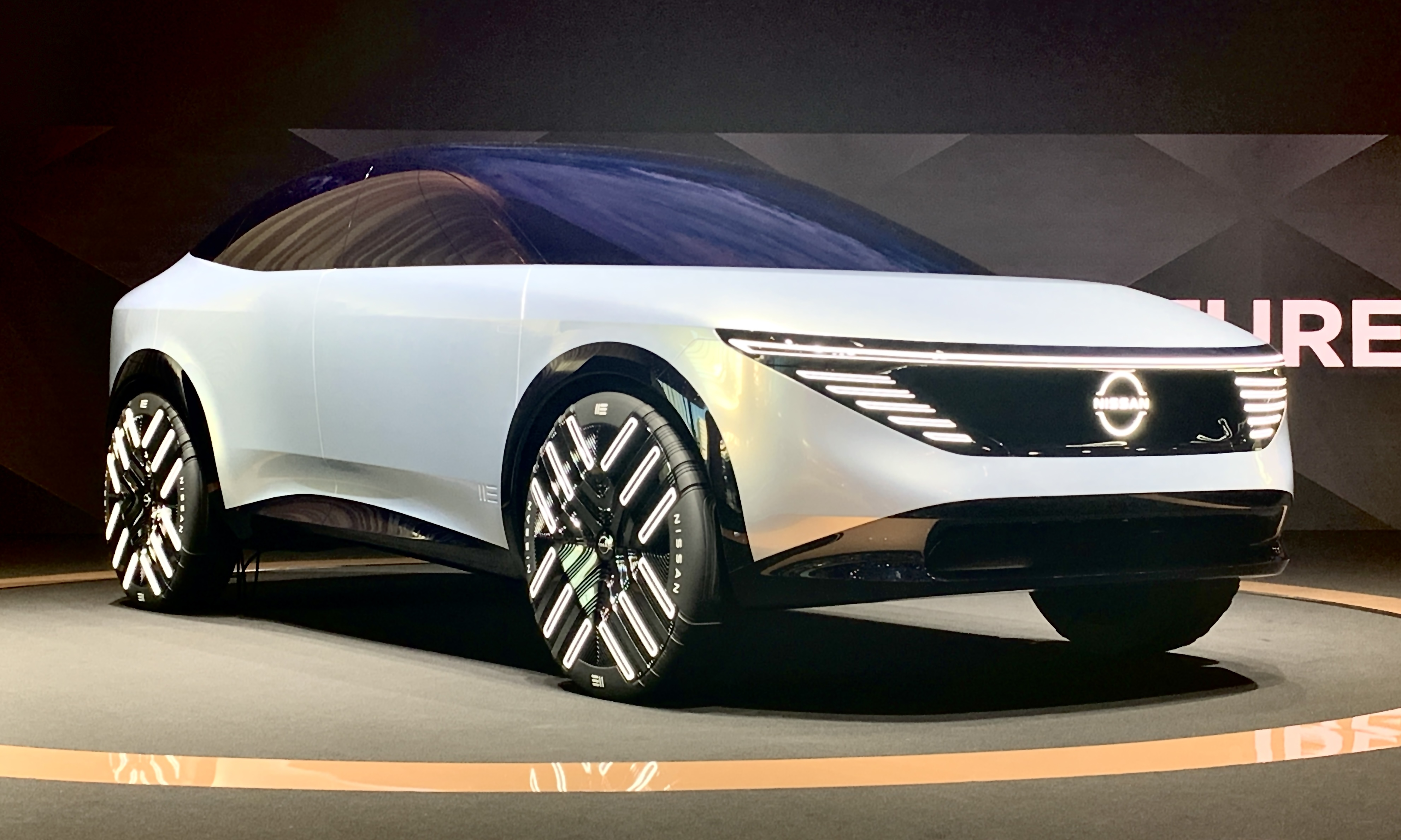
CHILL-OUT
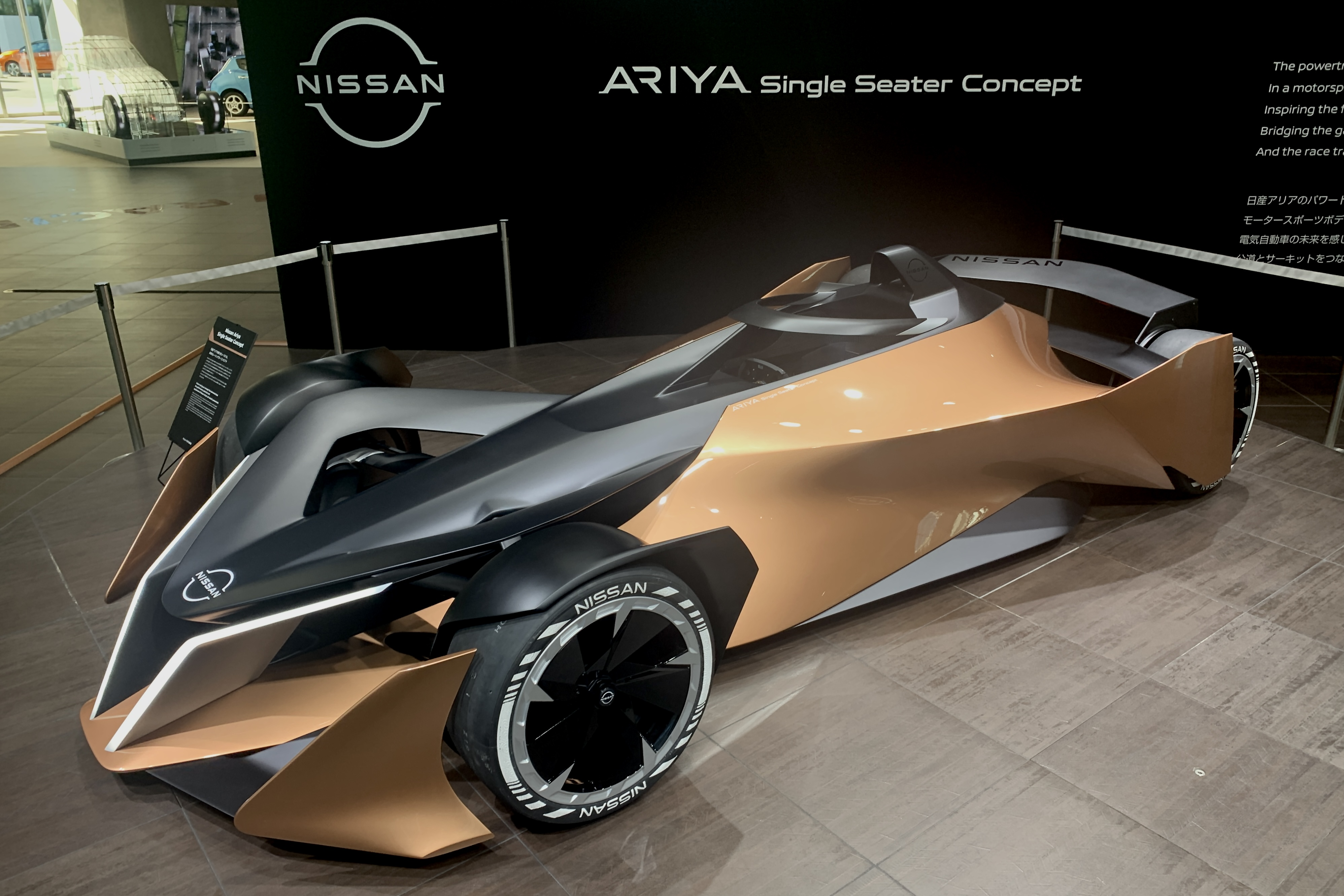
アリア シングルシーターコンセプト

- MAX-OUT
- HANG-OUT
- SURF-OUT

2020年

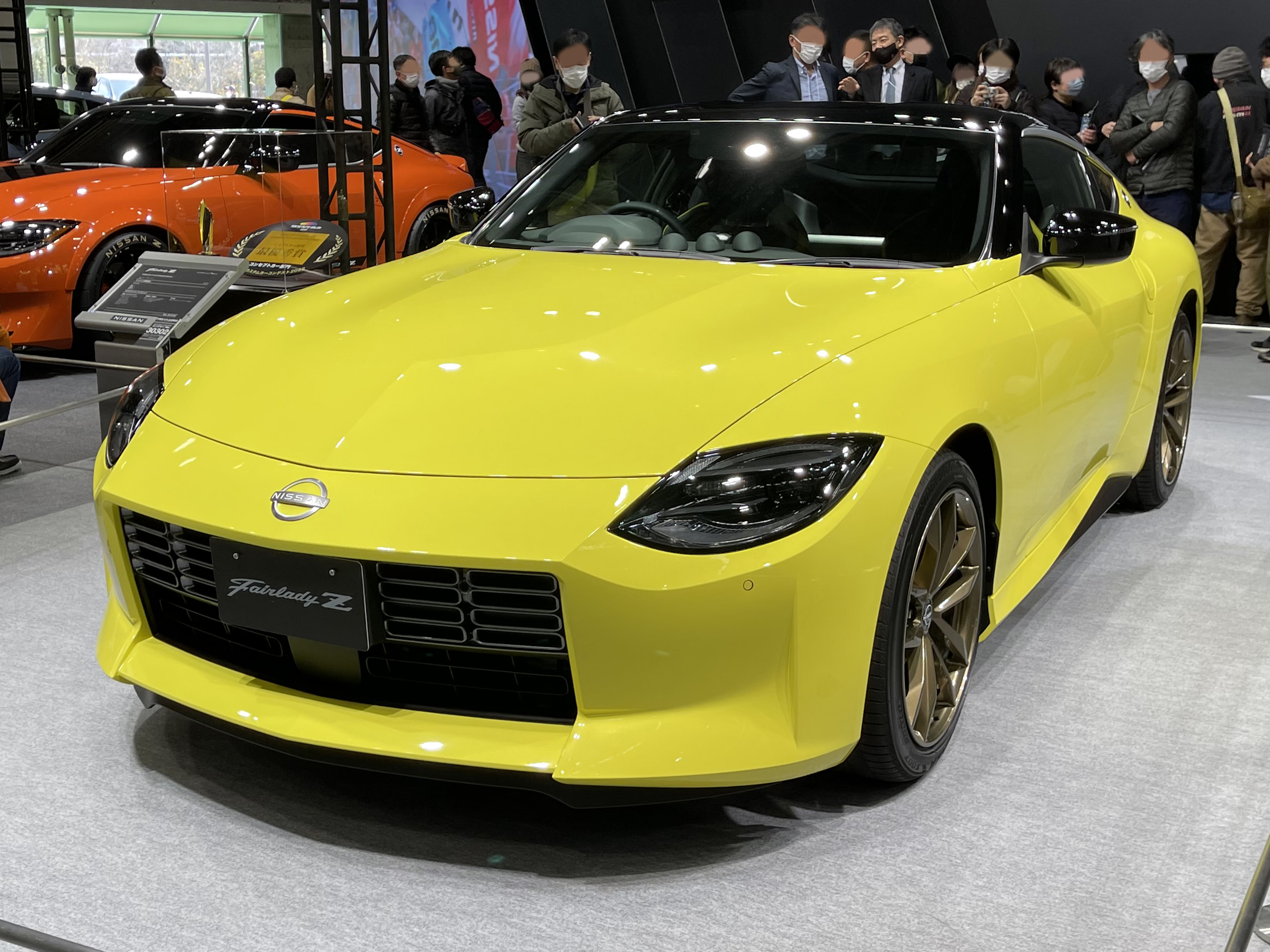
Z Proto
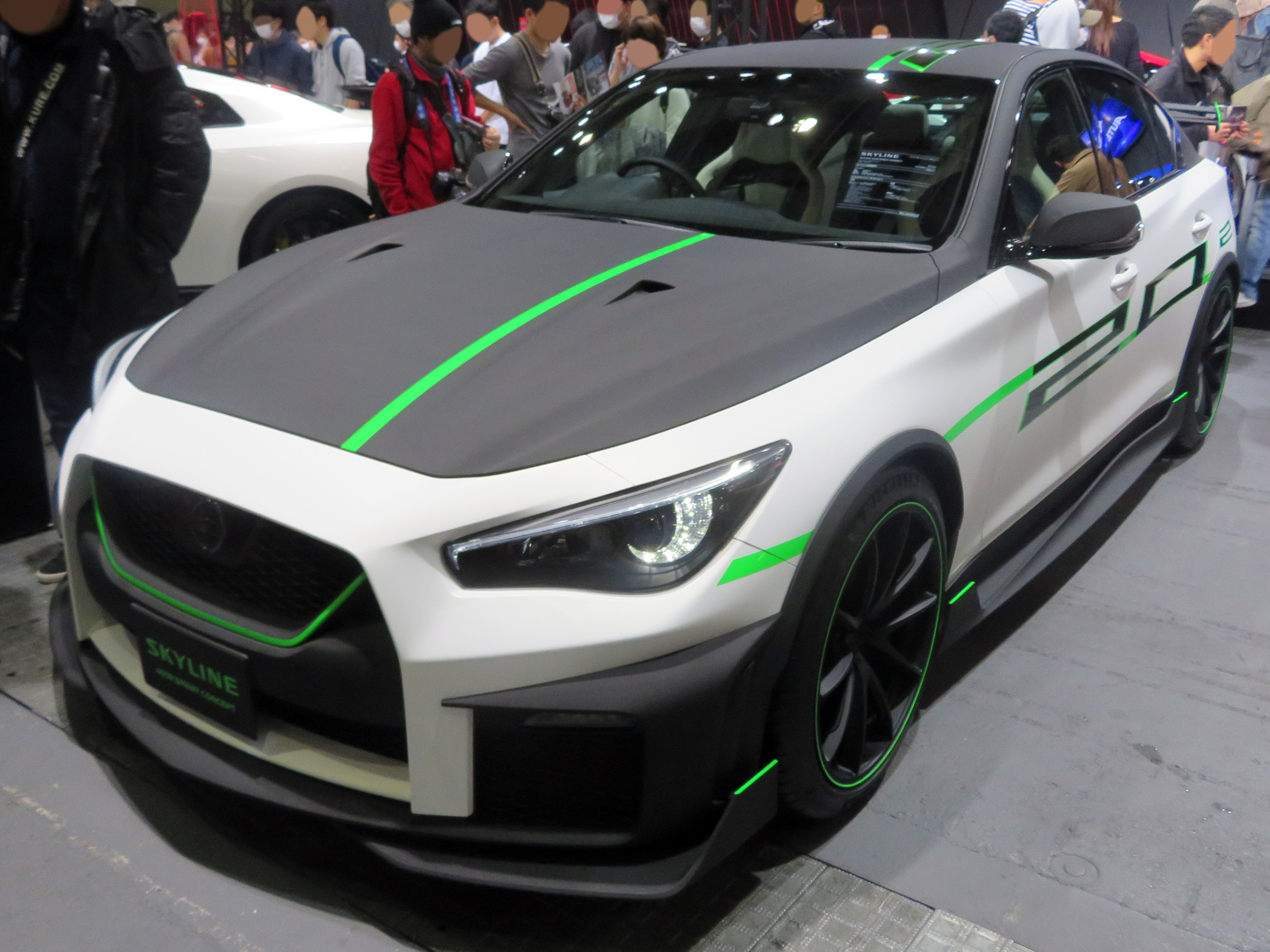
400R SPRINT CONCEPT

2019年

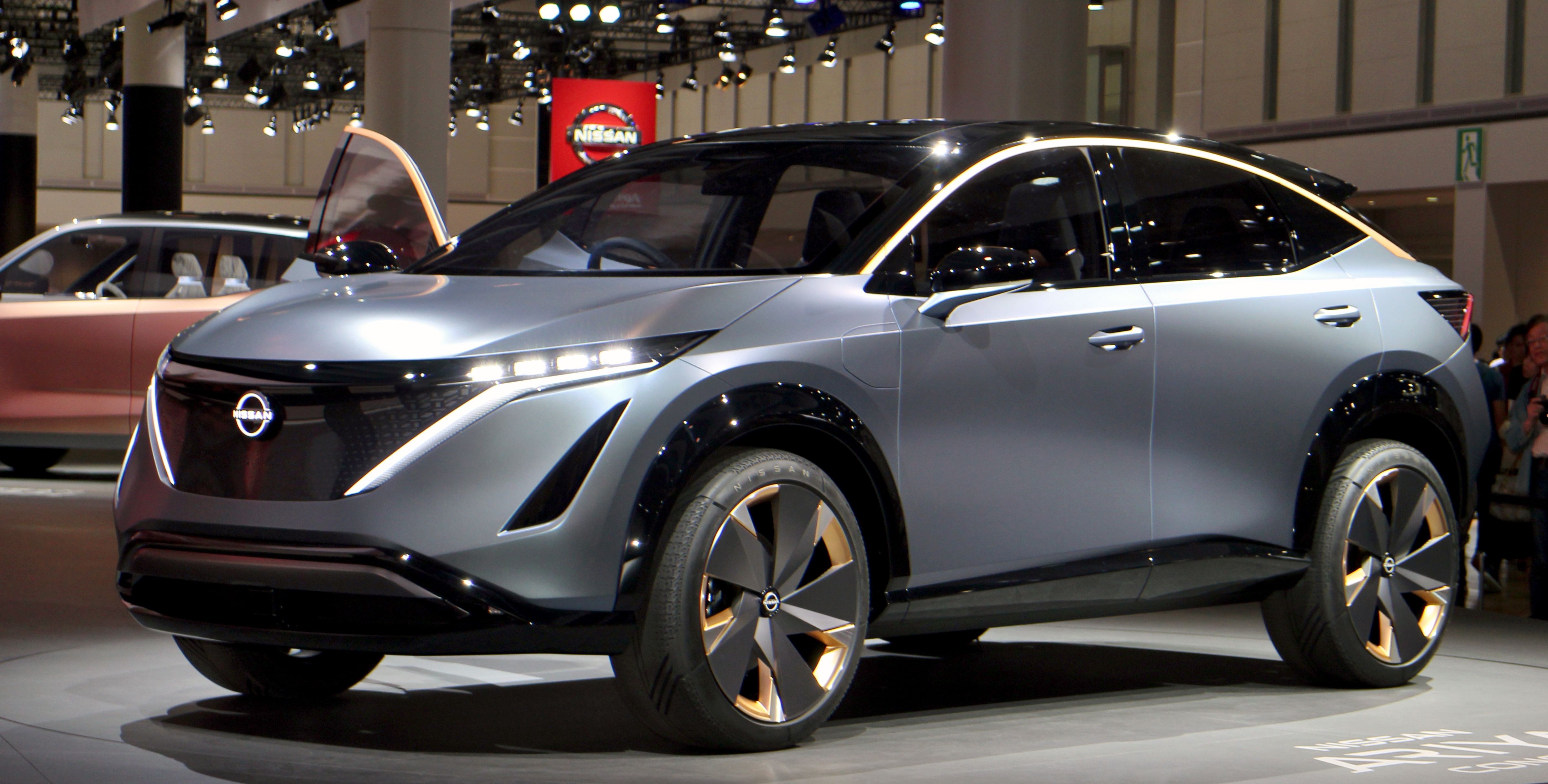
アリア コンセプト
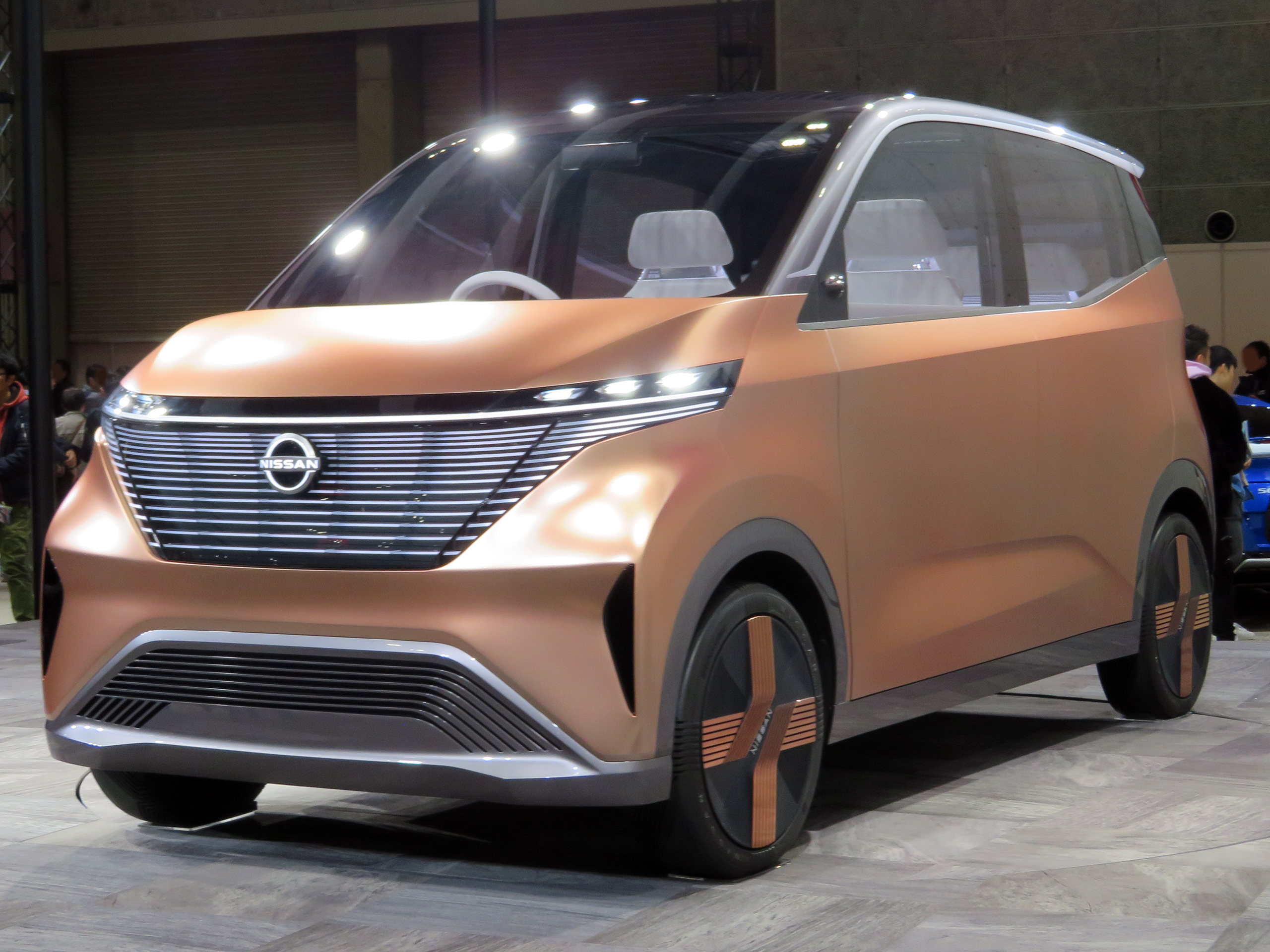
IMk
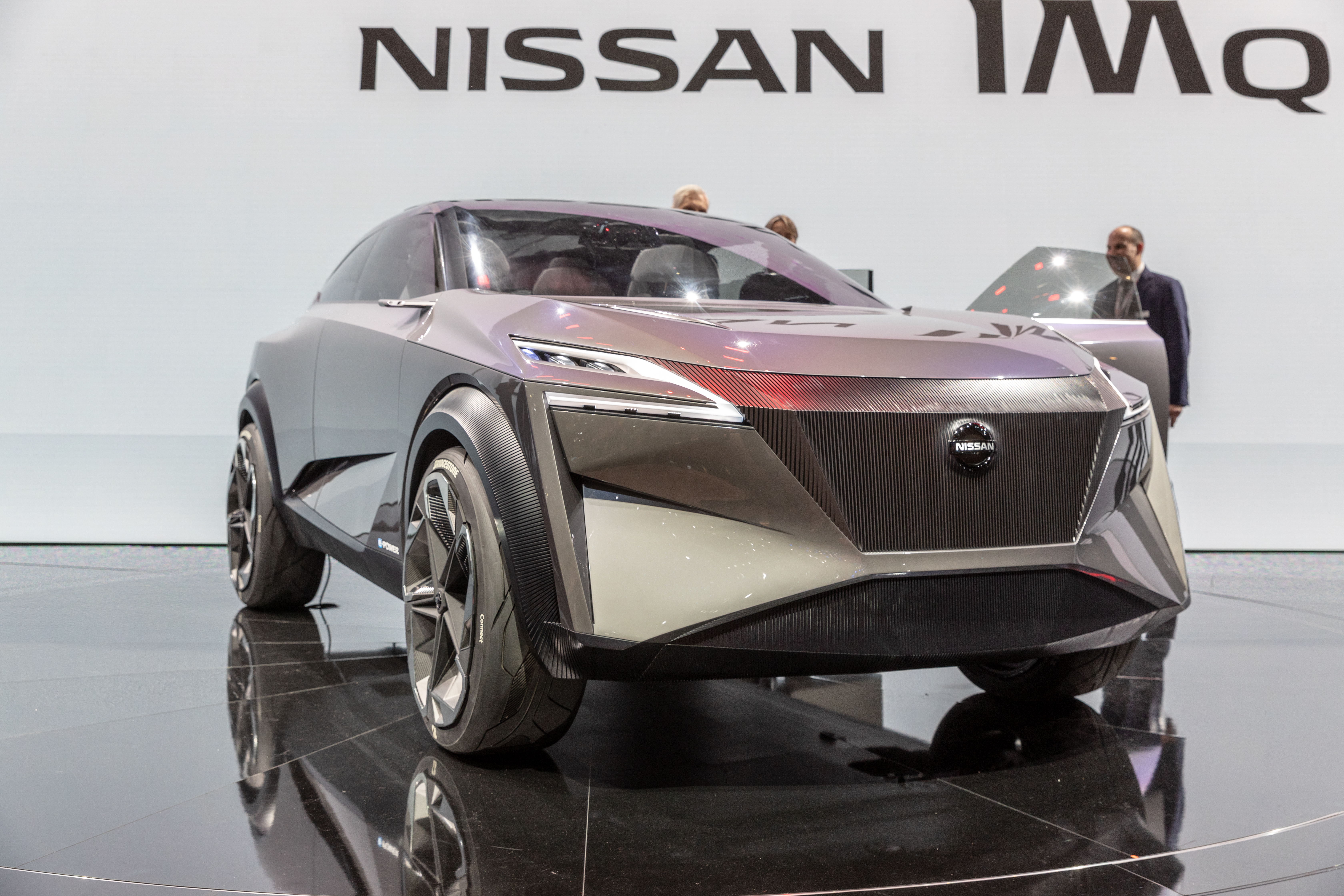
IMQ（フランス語版）
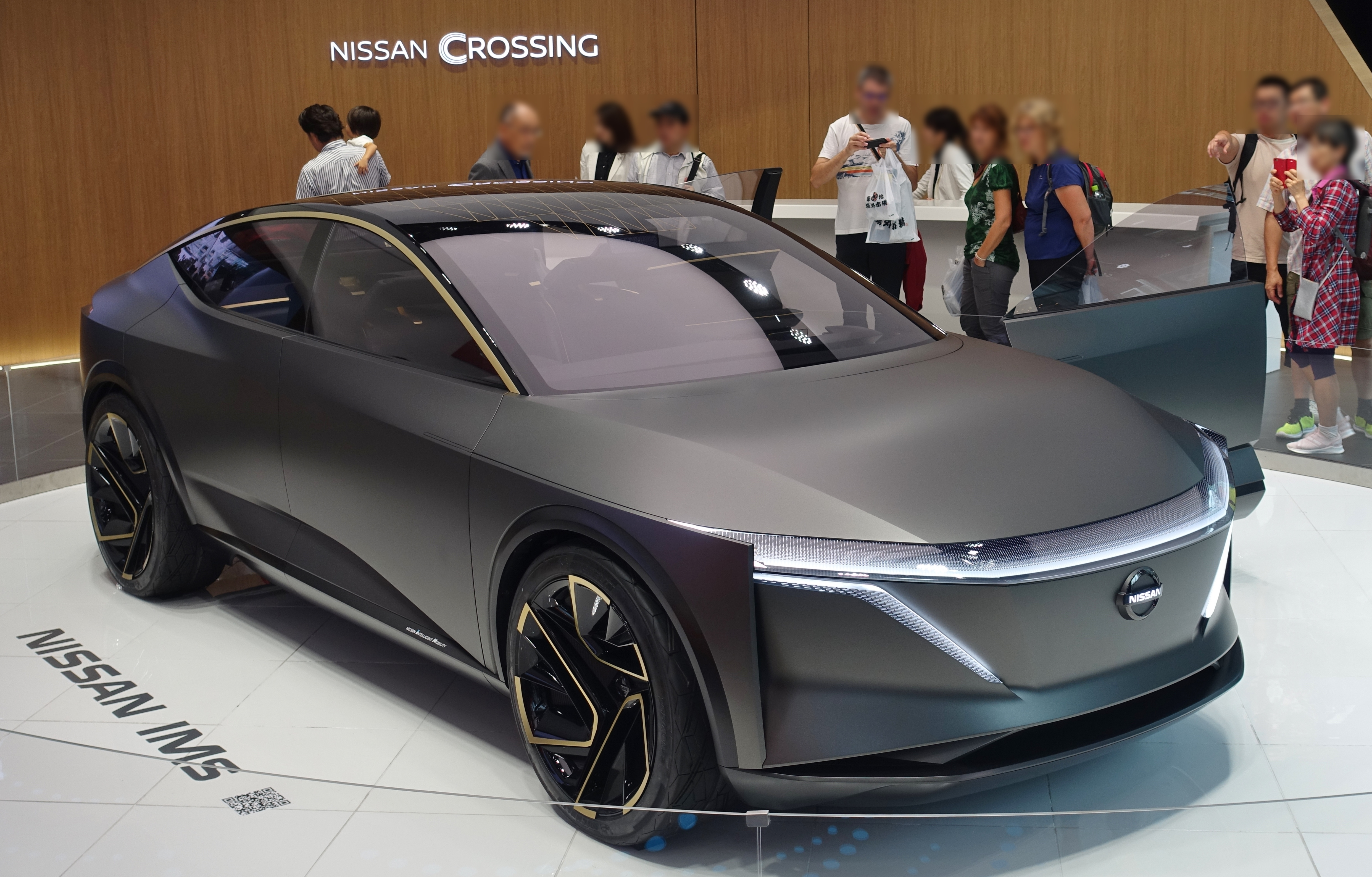
IMs
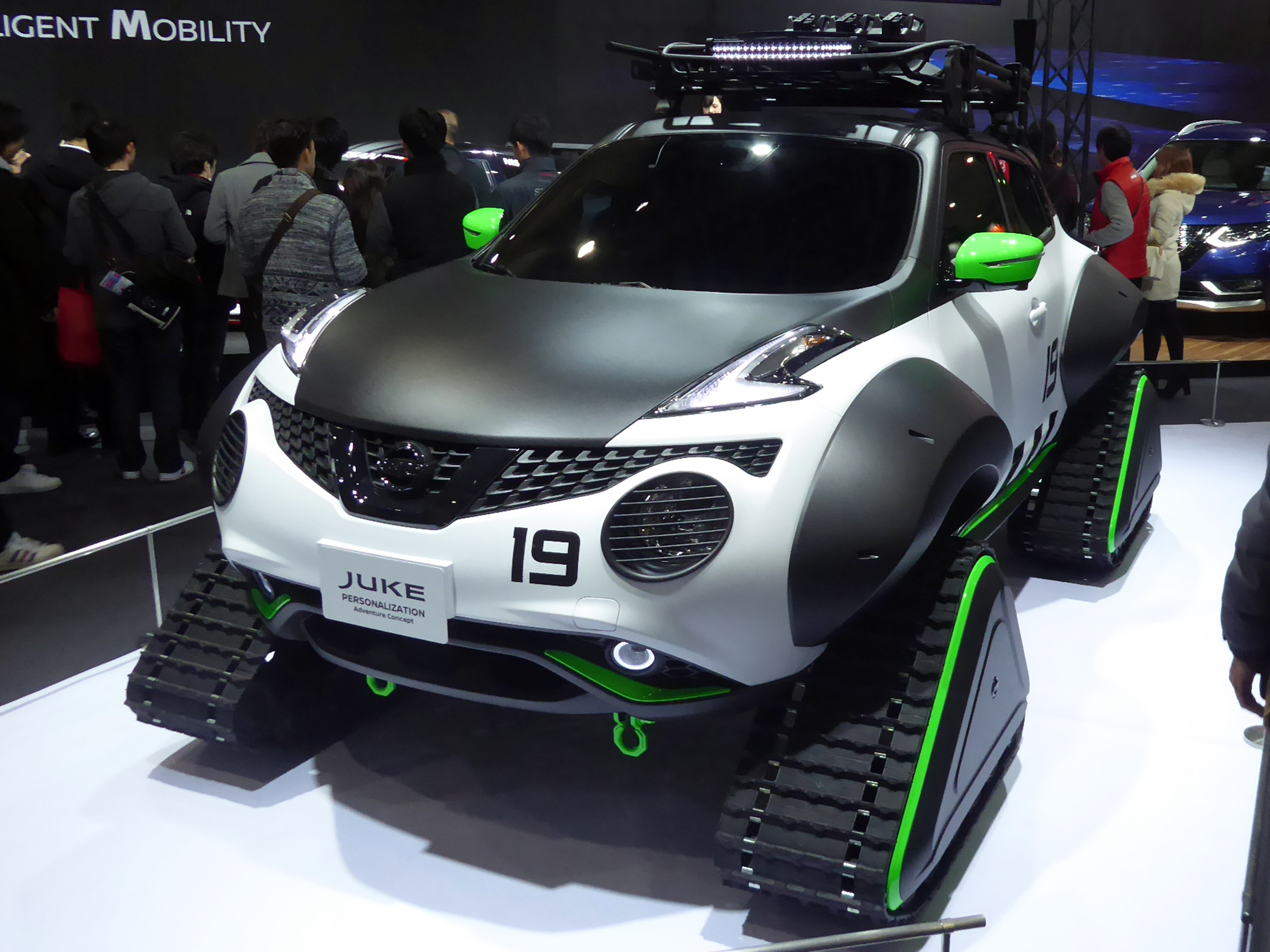
ジュークPersonalization Adventure Concept

2018年

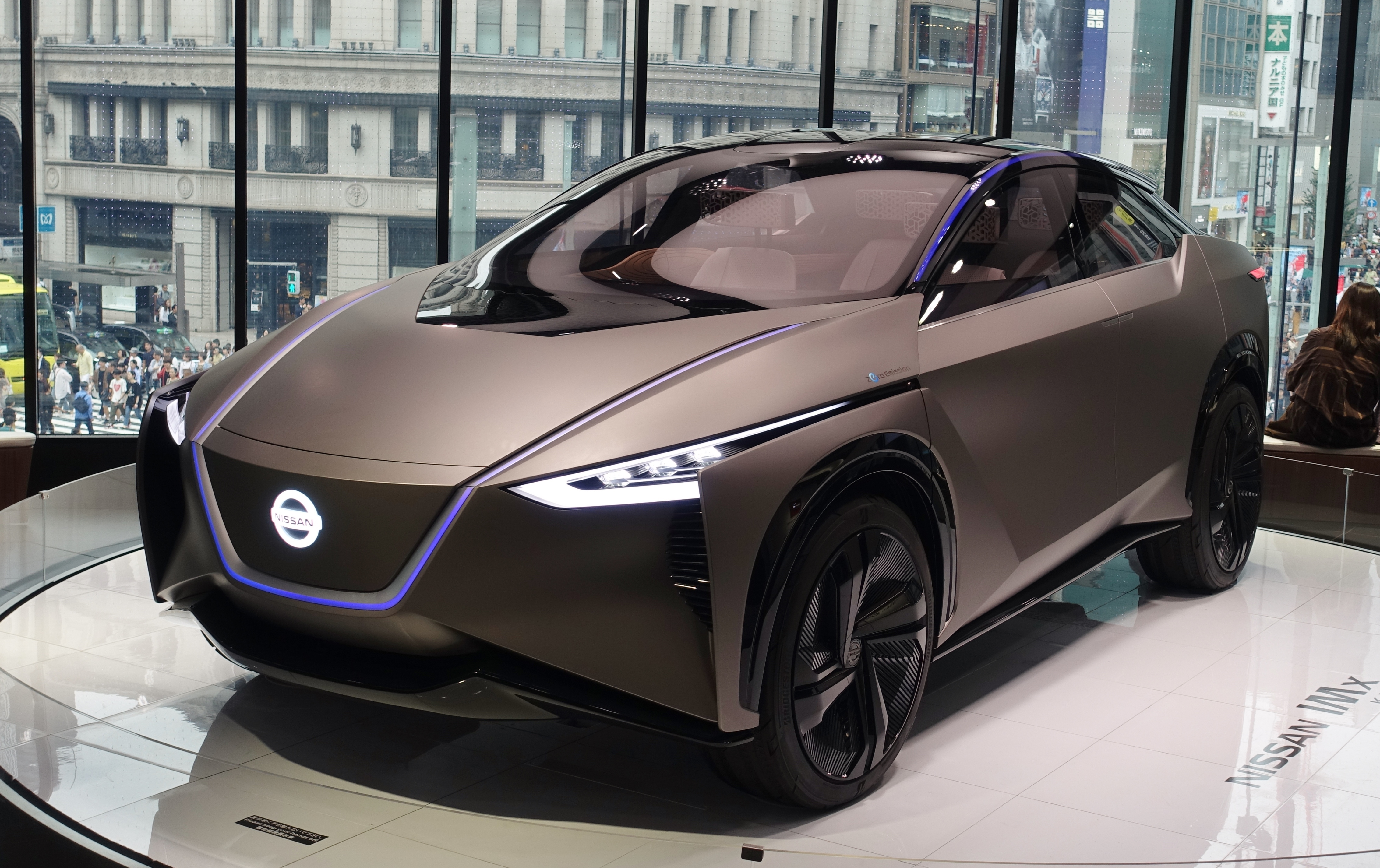
IMx KURO
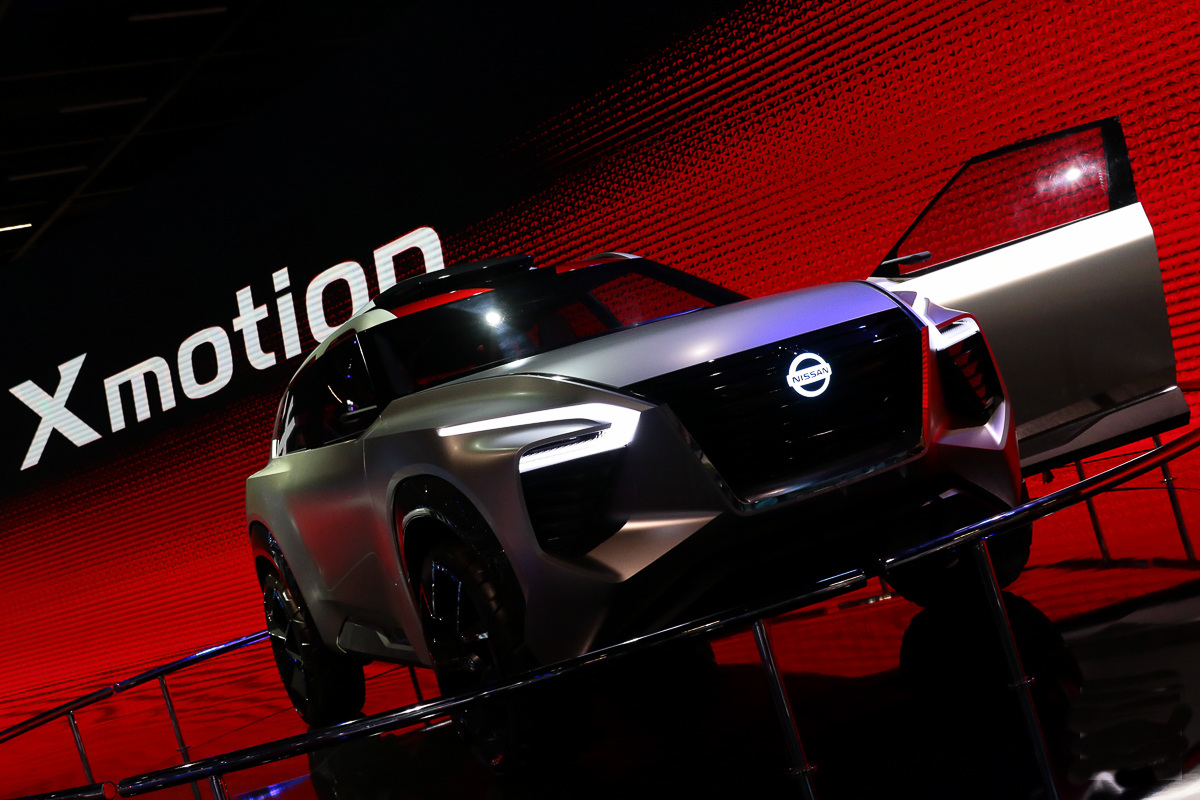
Xmotion コンセプト
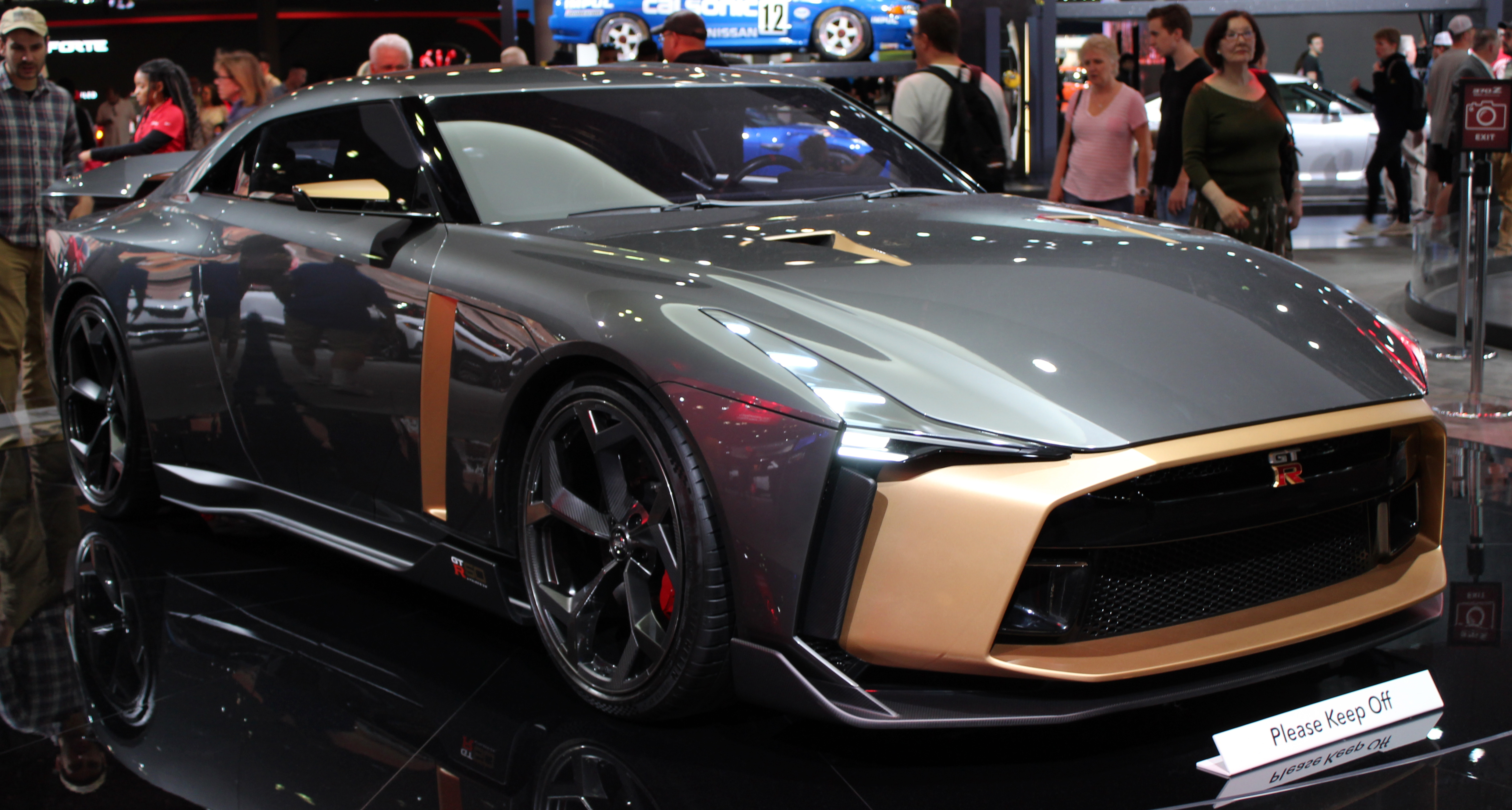
GT-R50コンセプト by イタルデザイン
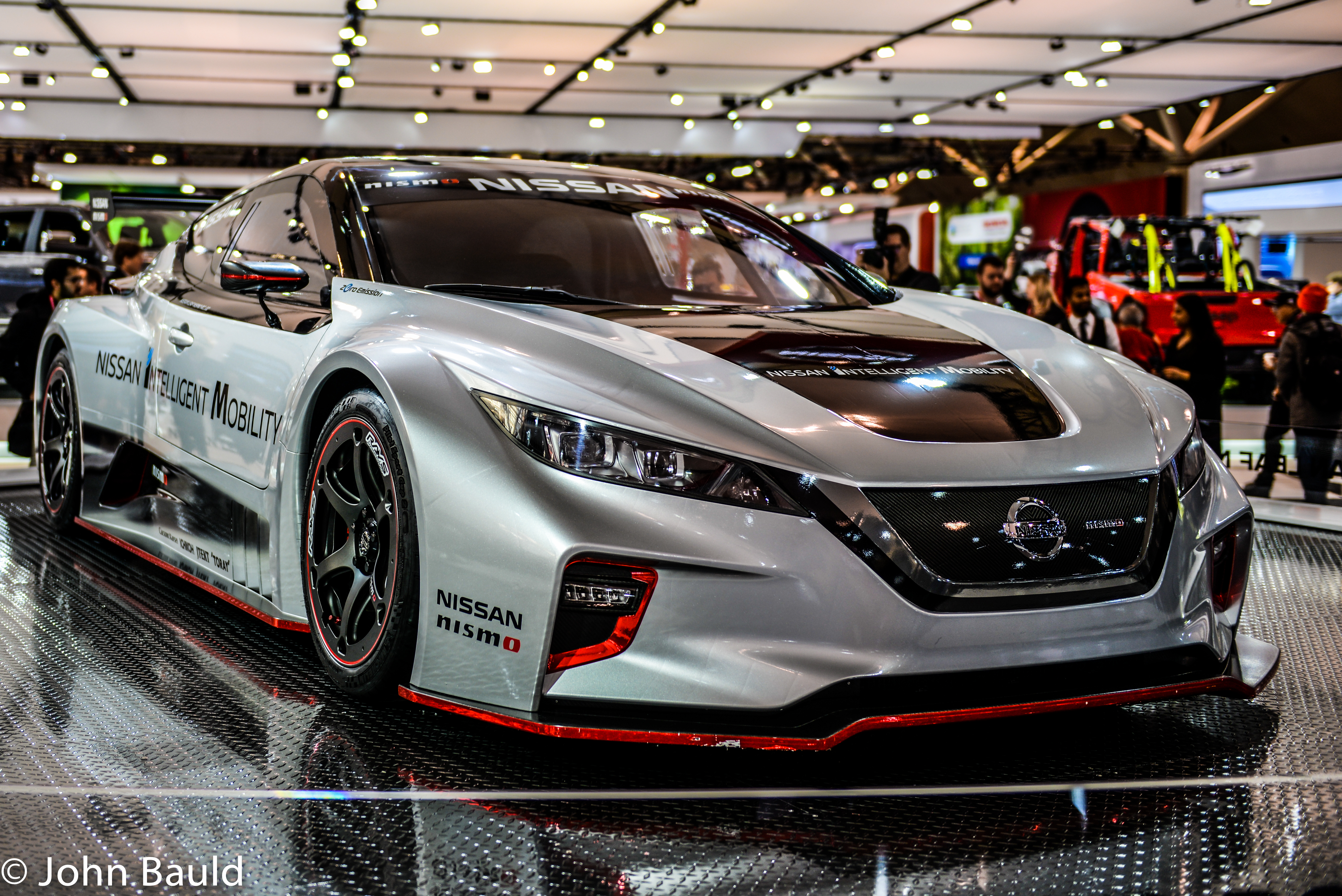
NISSAN LEAF NISMO RC

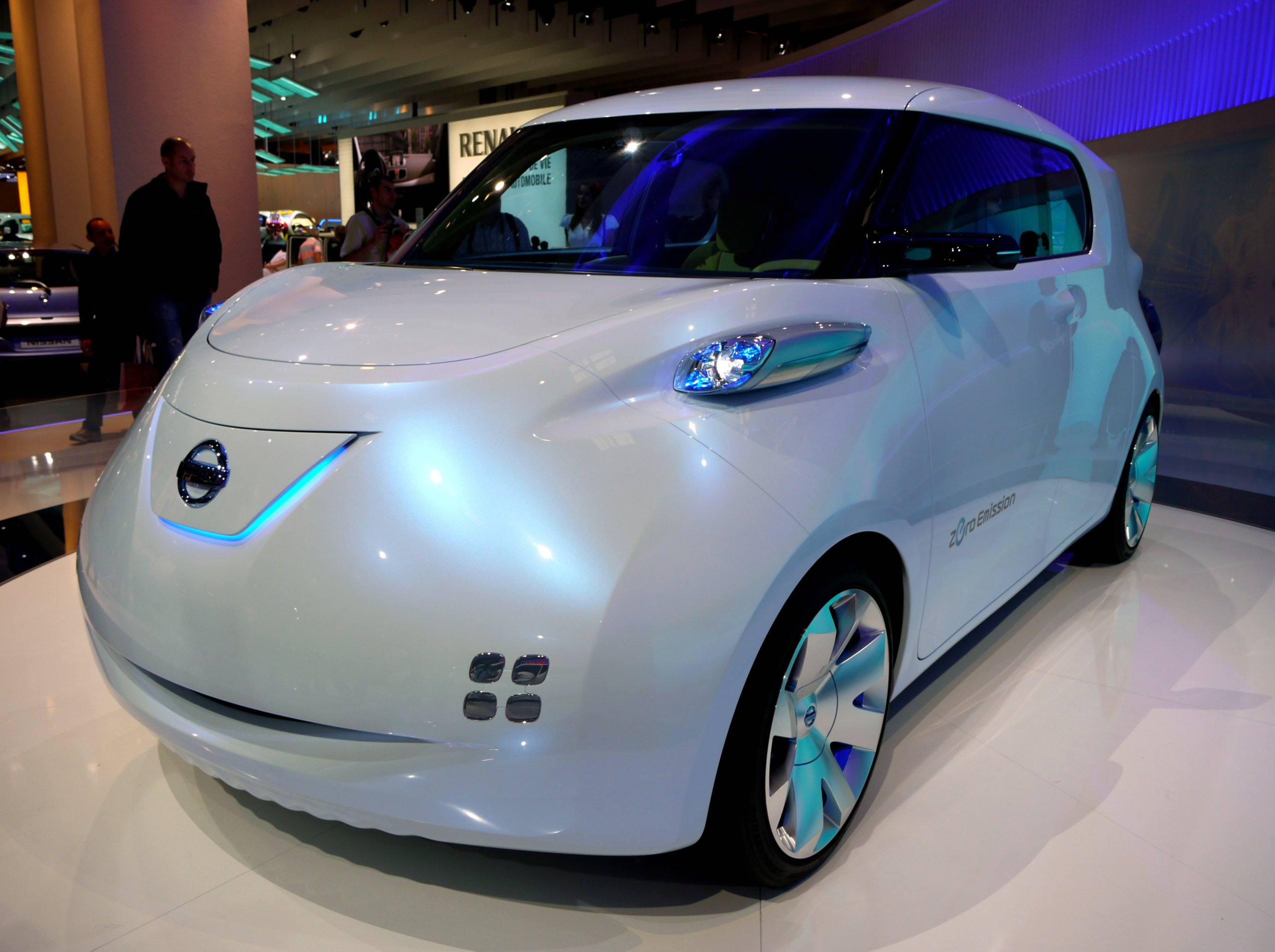
Townpod
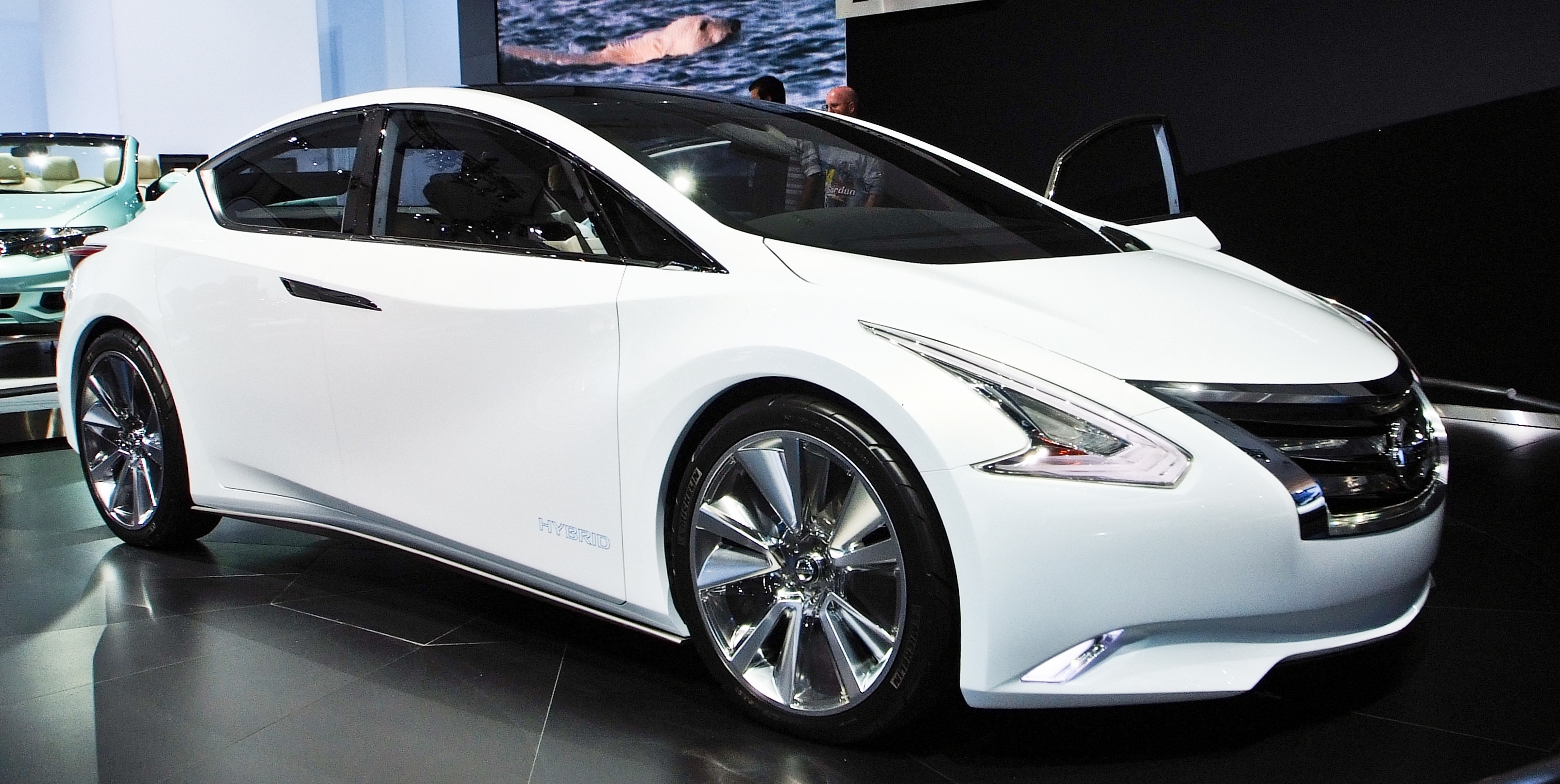
Ellure コンセプト
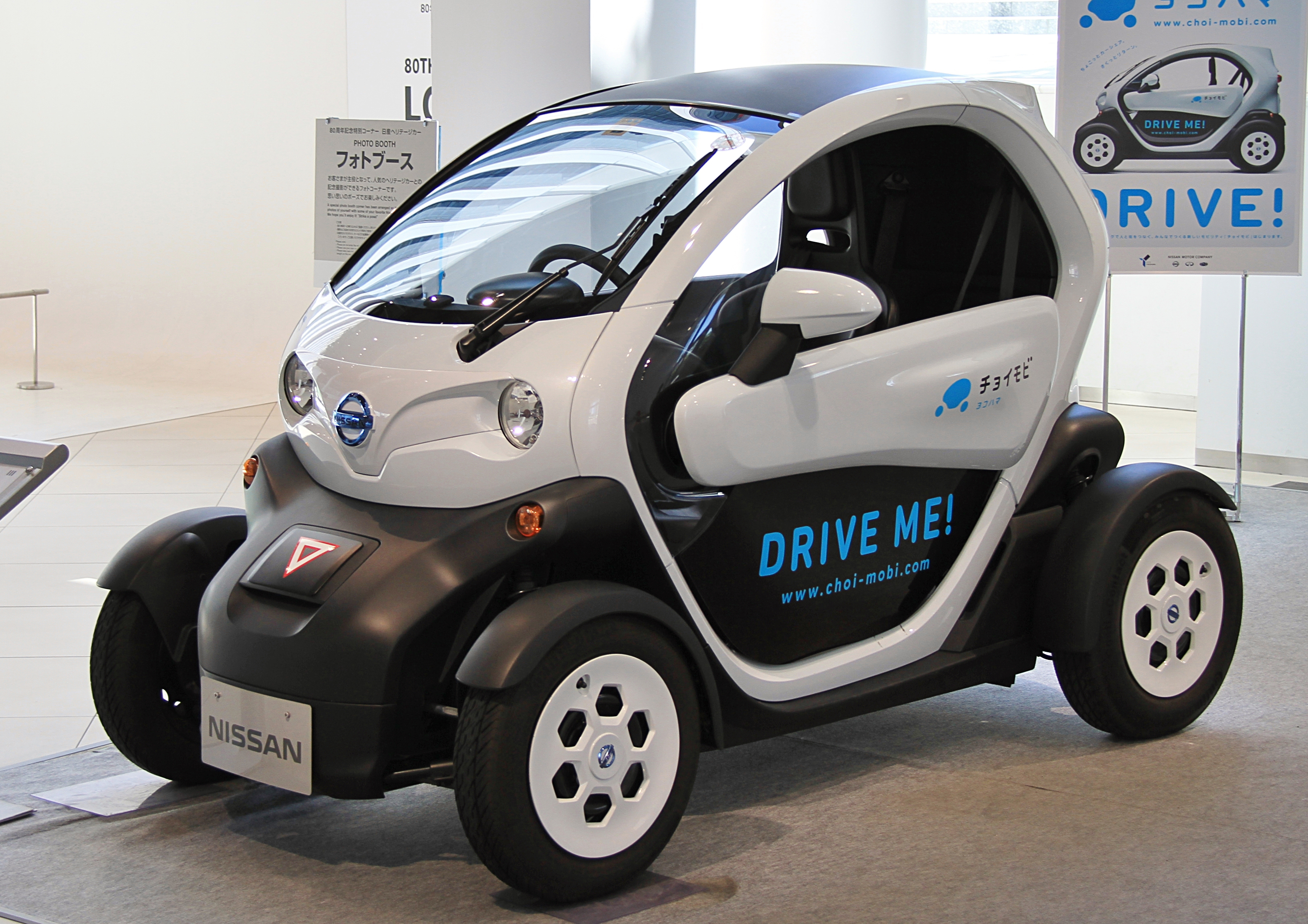
モビリティコンセプト

2017年

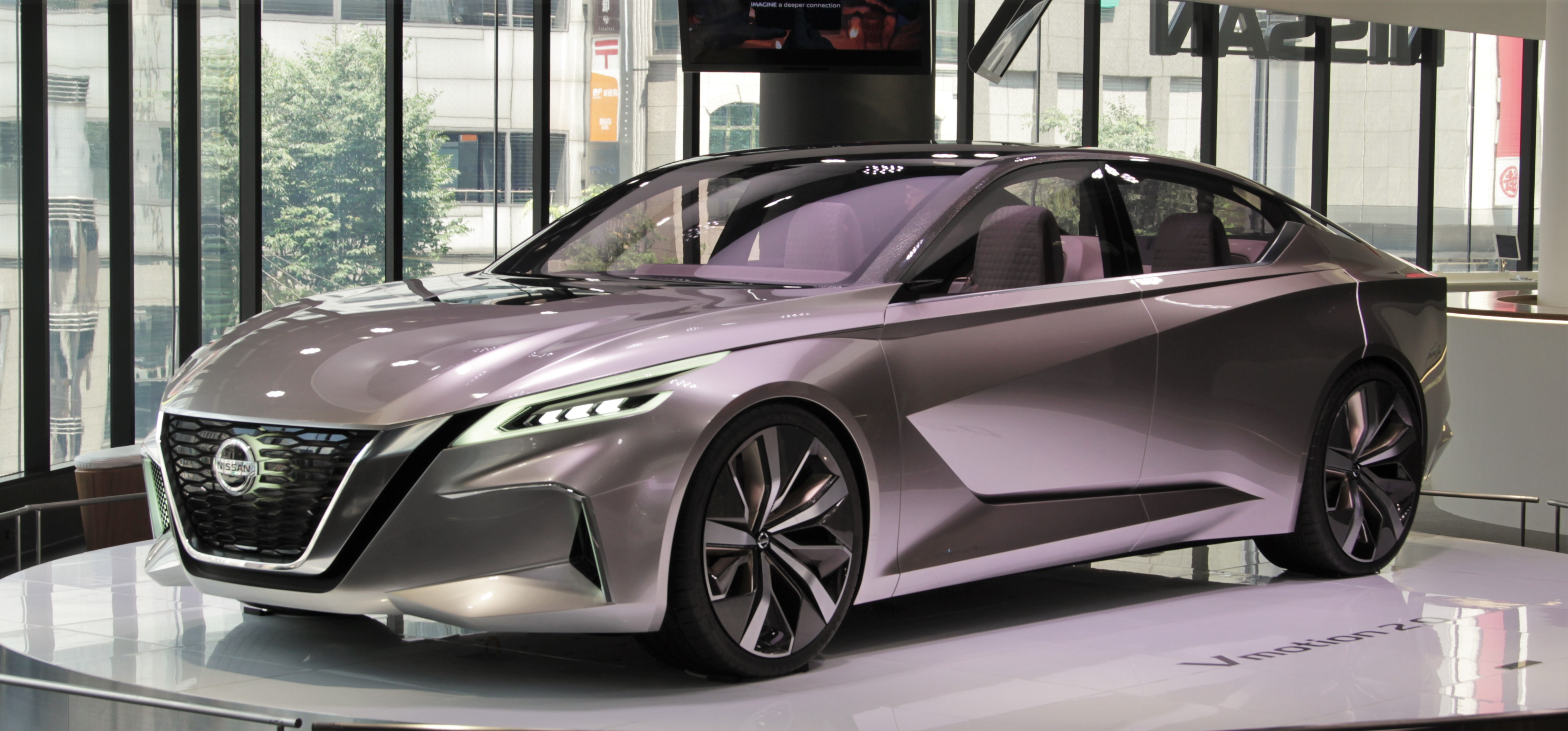
Vmotion 2.0
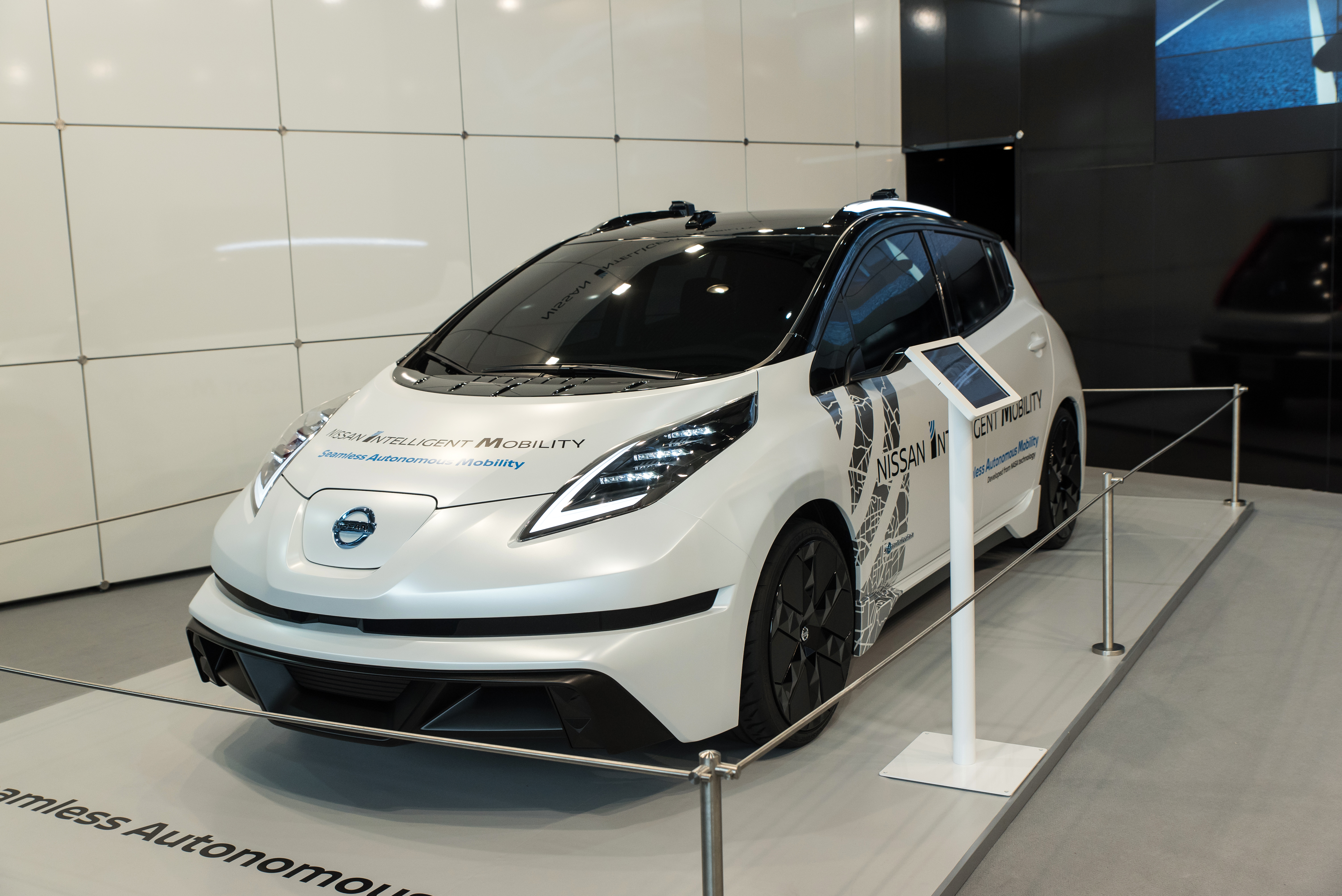
Seamless Autonomous Mobility
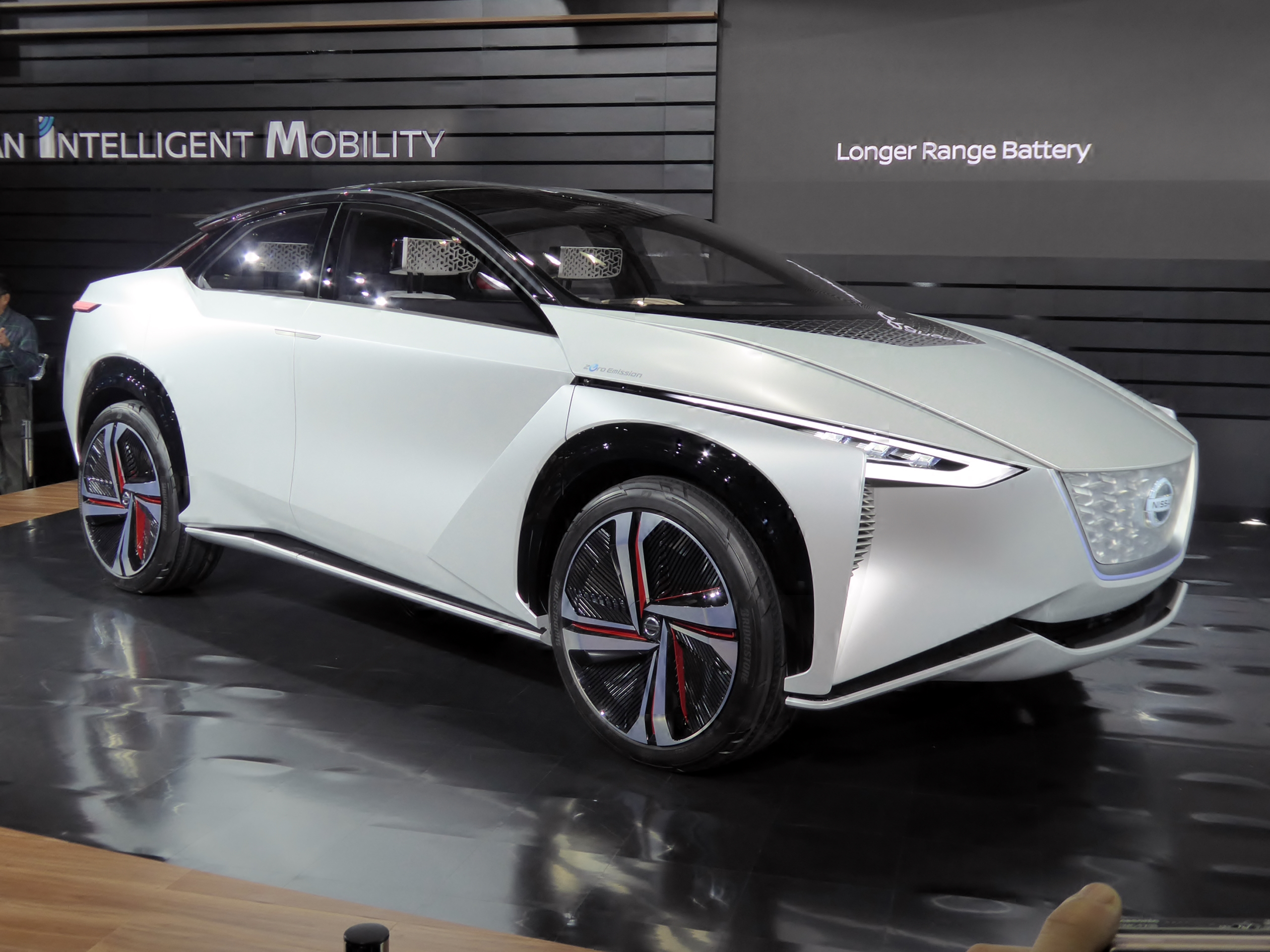
IMx
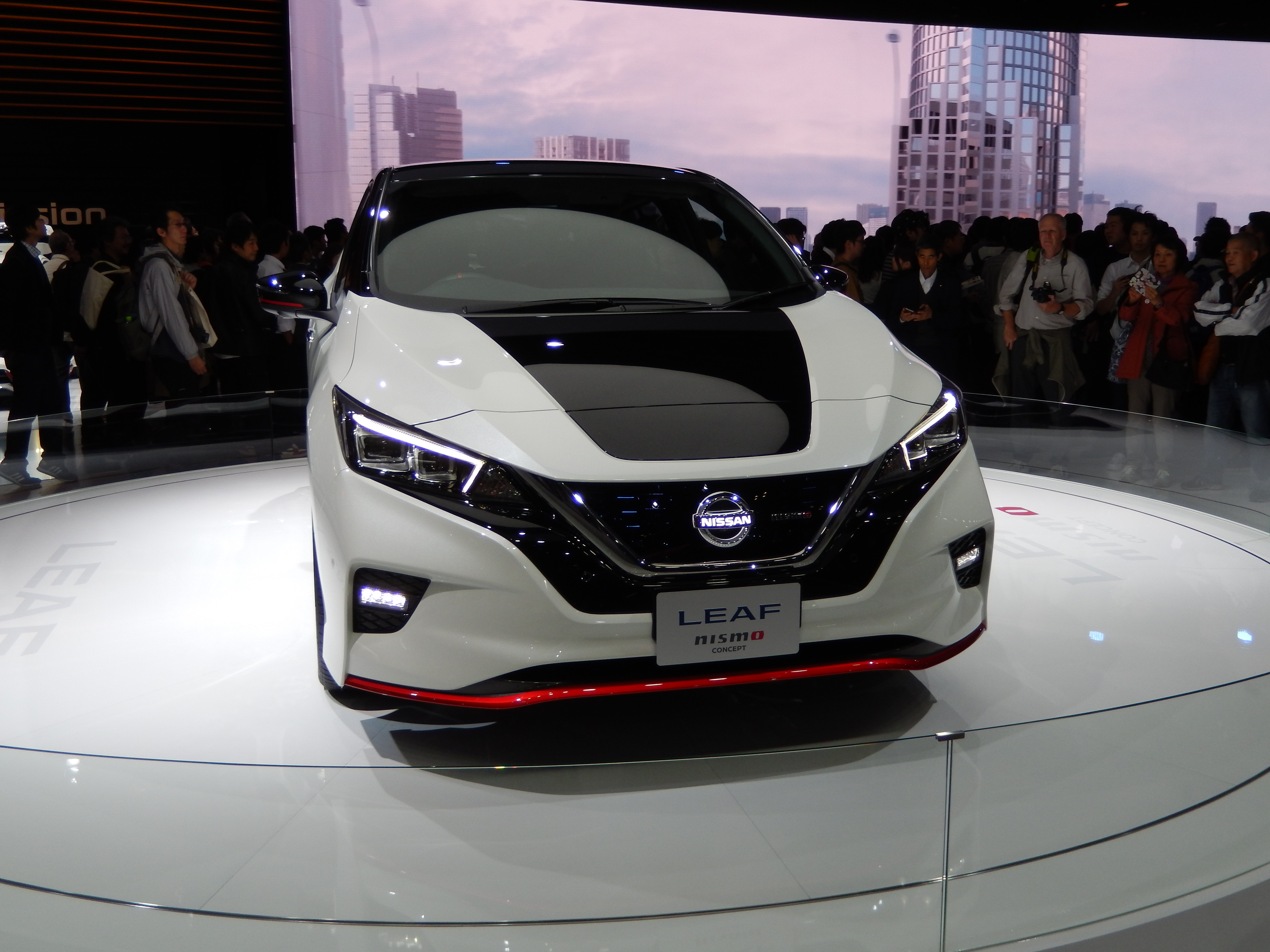
リーフニスモ コンセプト

2016年

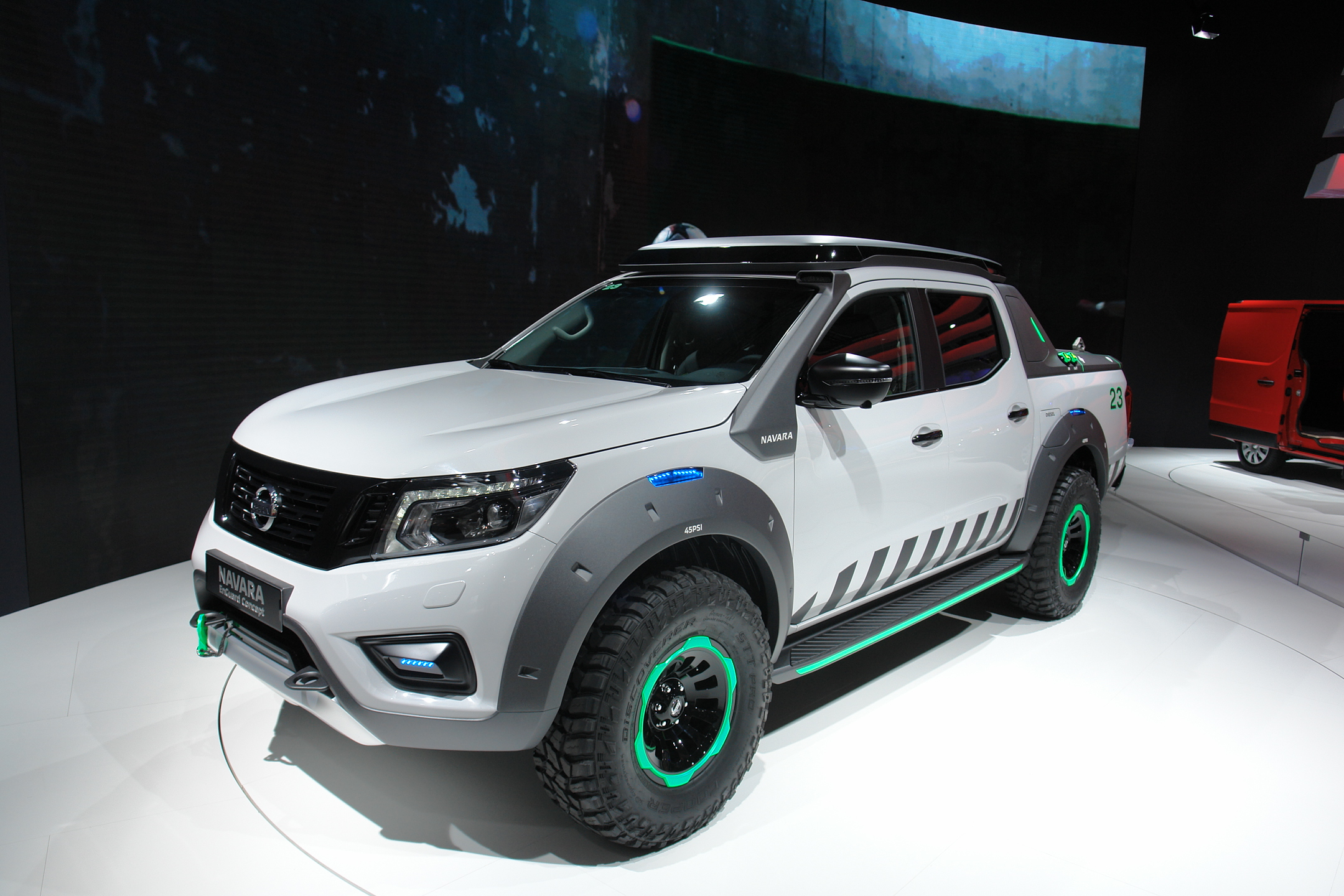
ナバラ エンガードコンセプト

2015年

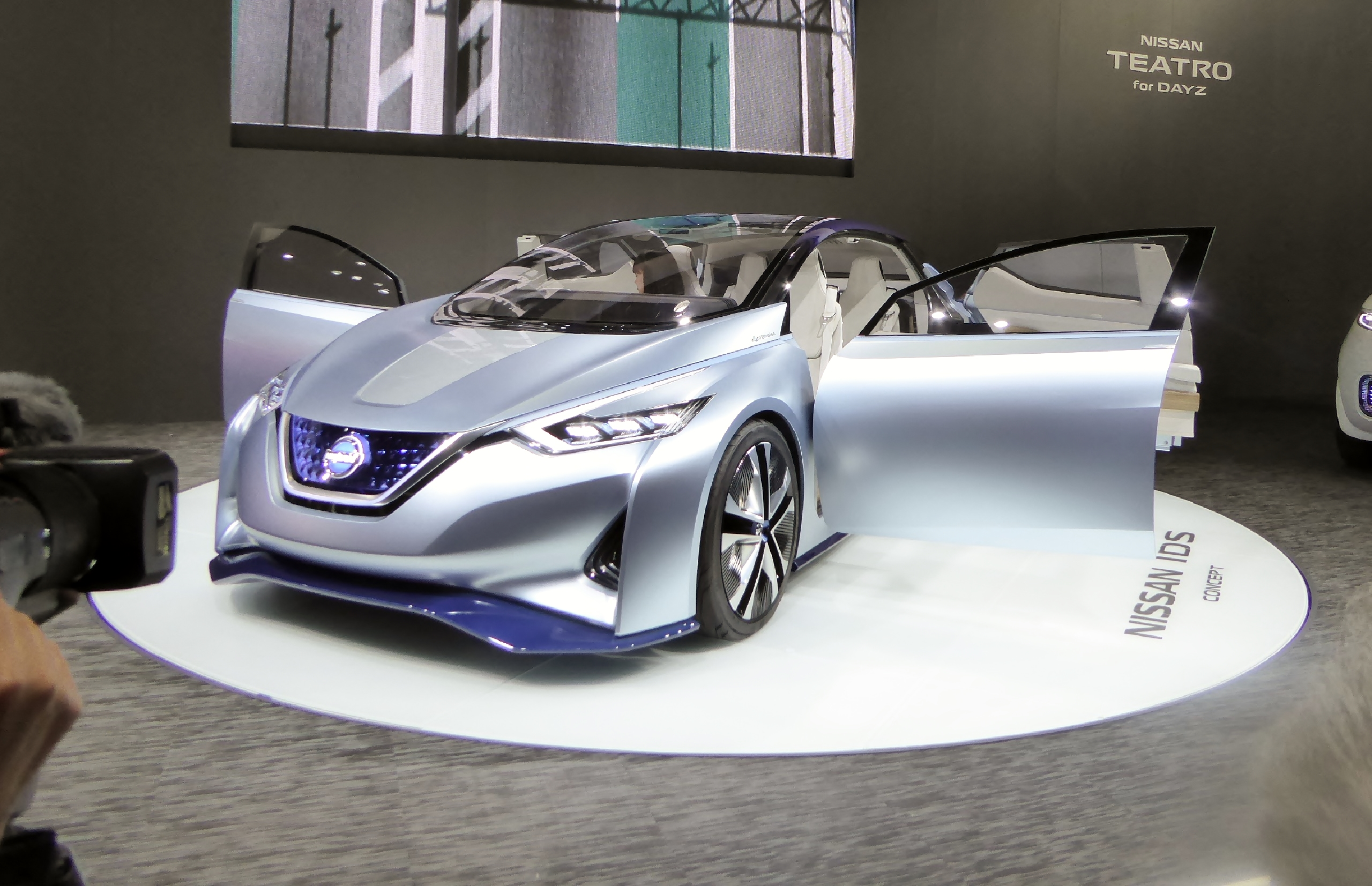
IDS
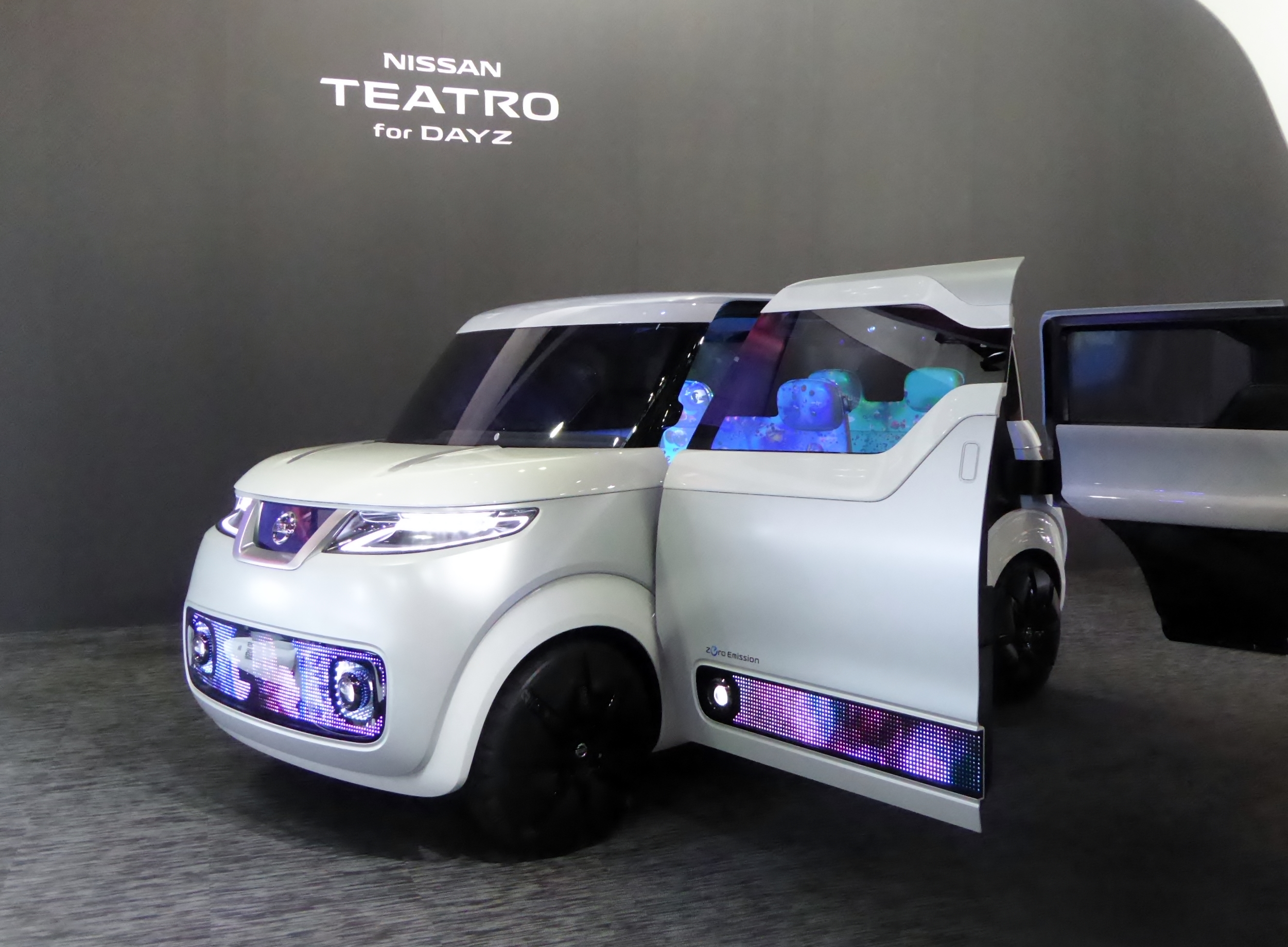
TEATRO for DAYZ
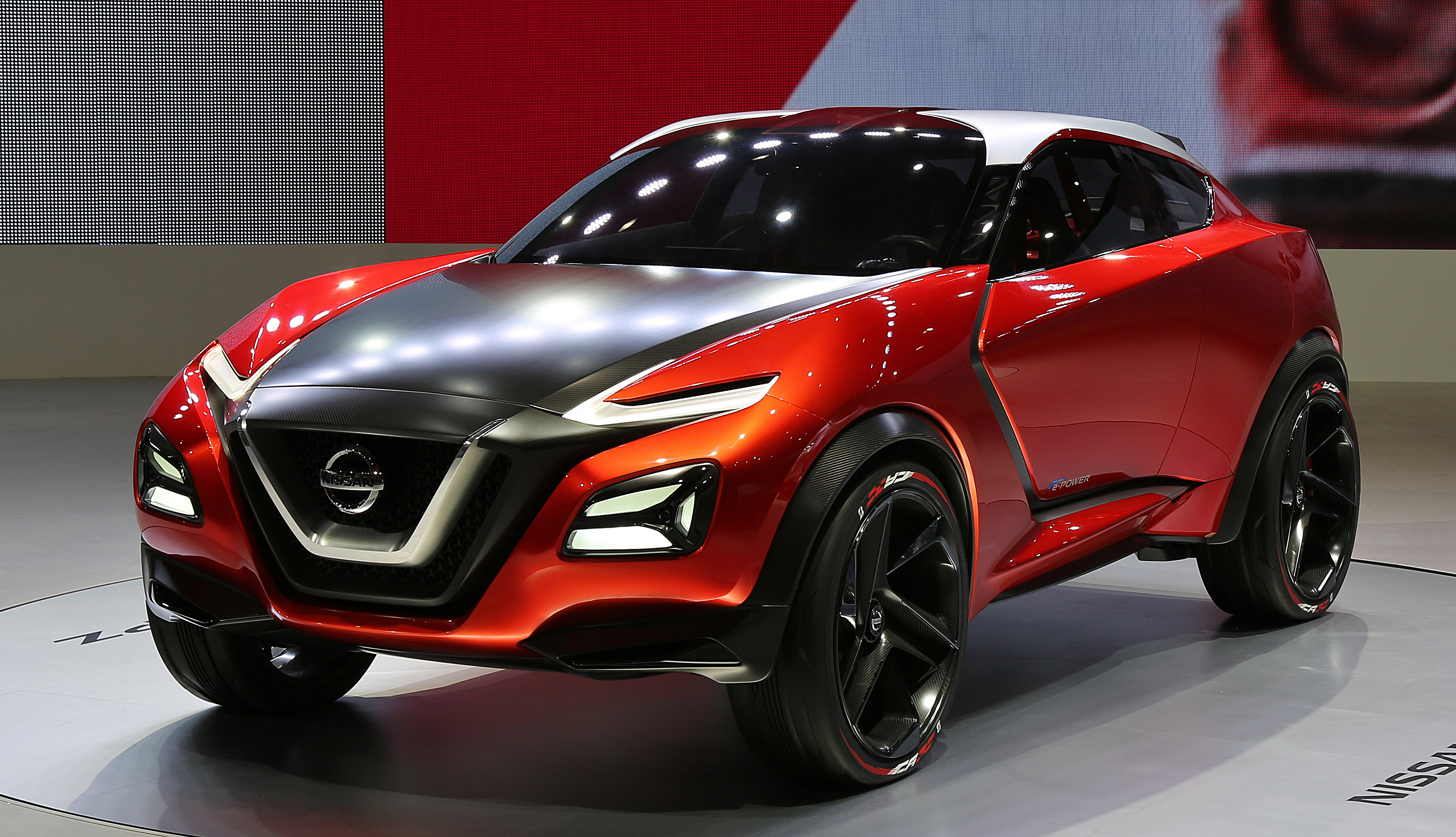
GRIPZ
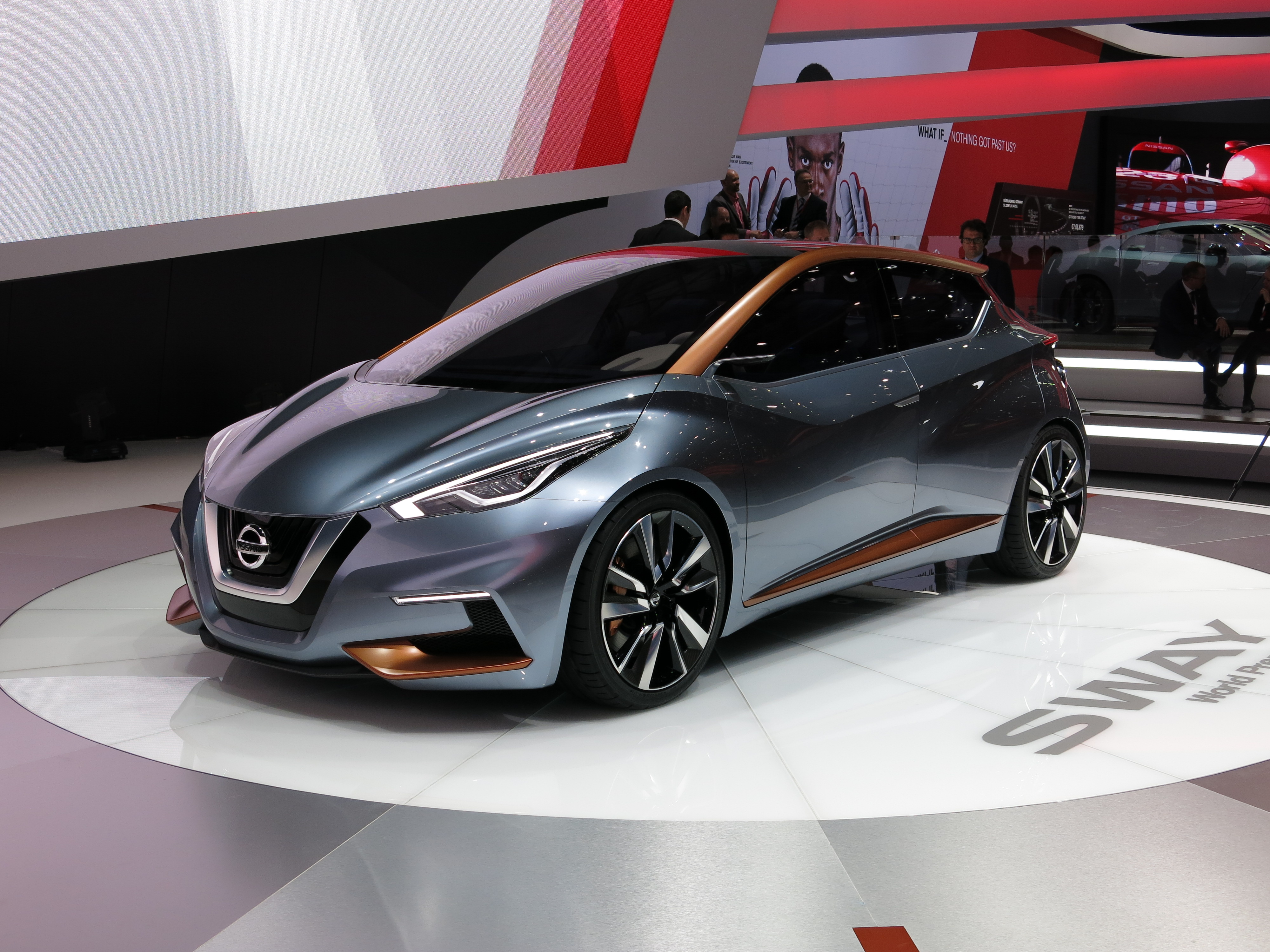
SWAY（英語版）

2014年

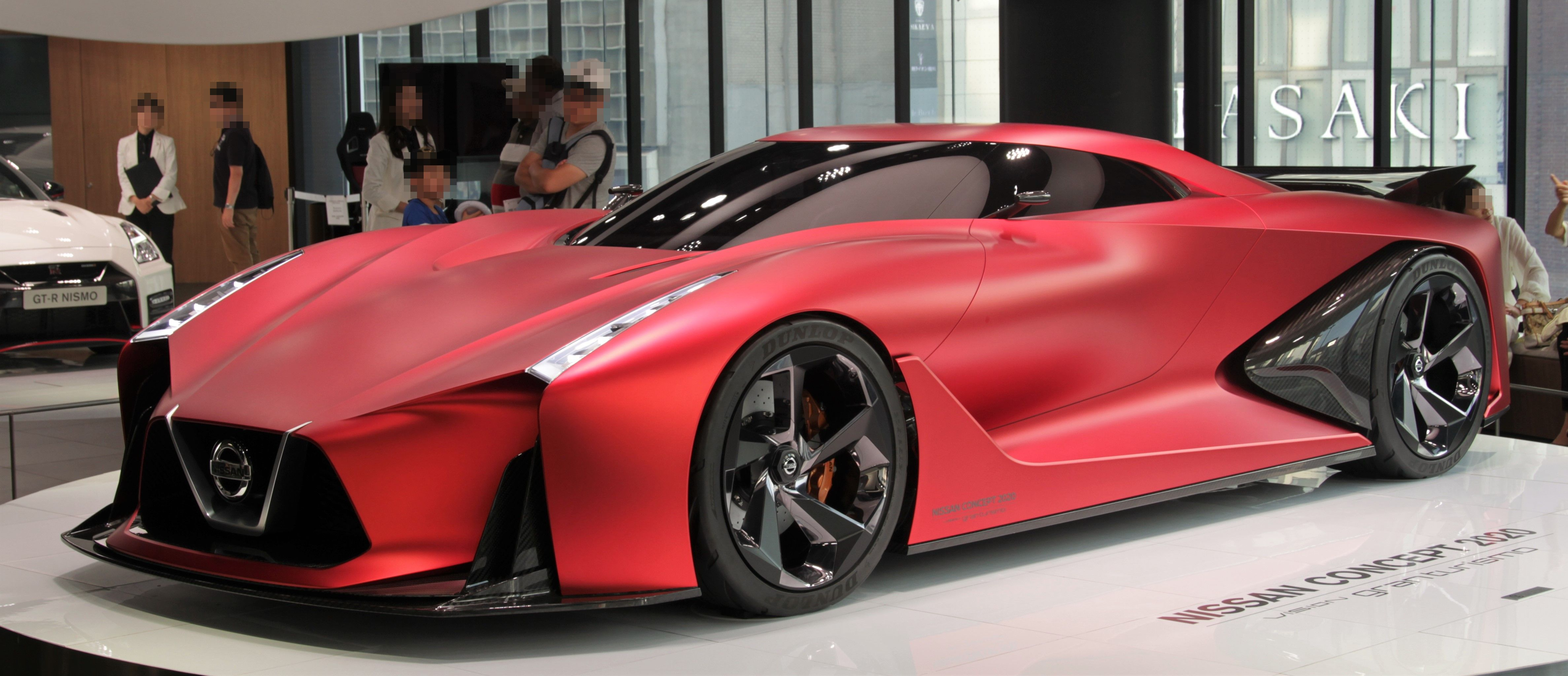
NISSAN CONCEPT 2020 Vision Gran Turismo
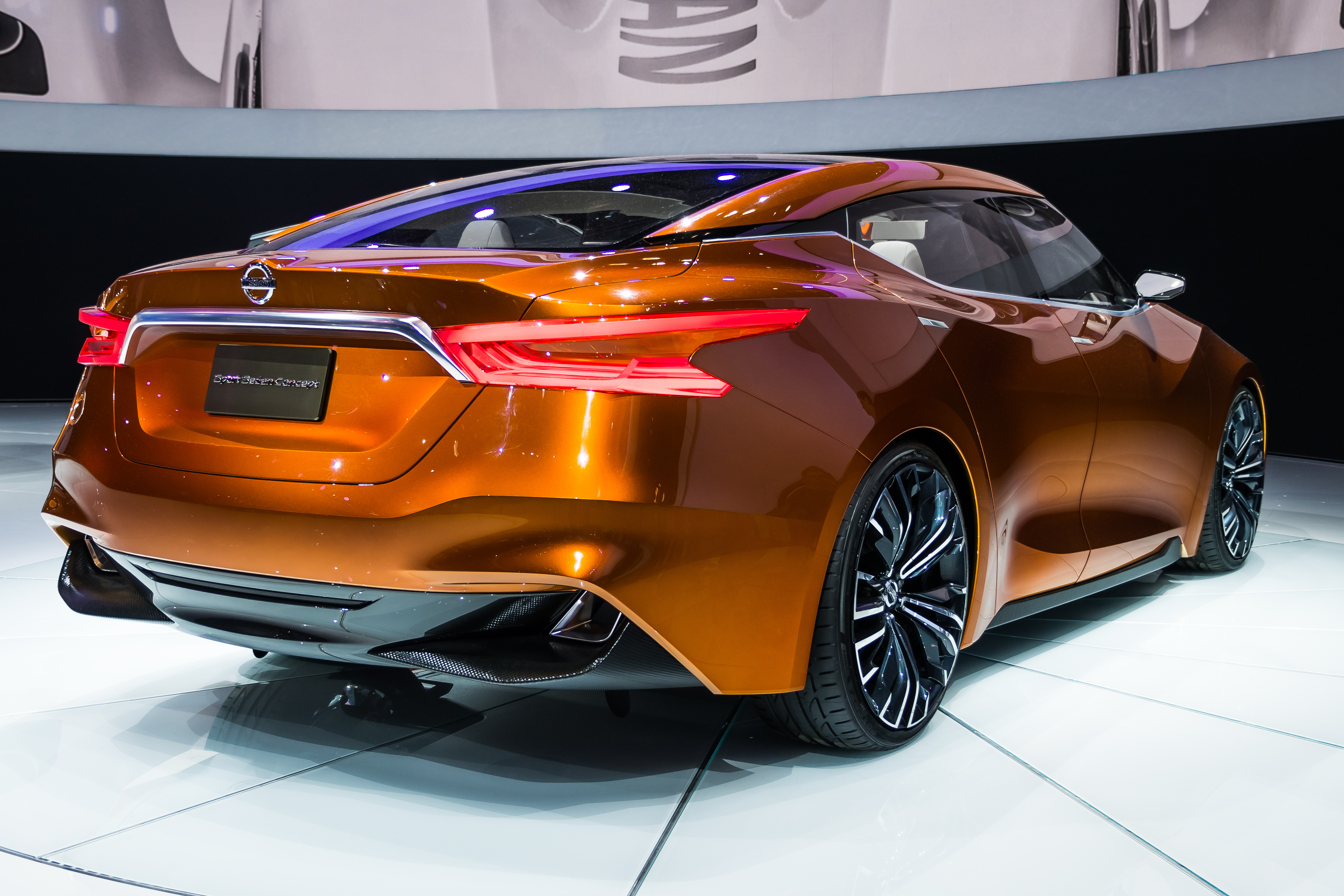
スポーツセダンコンセプト

2013年

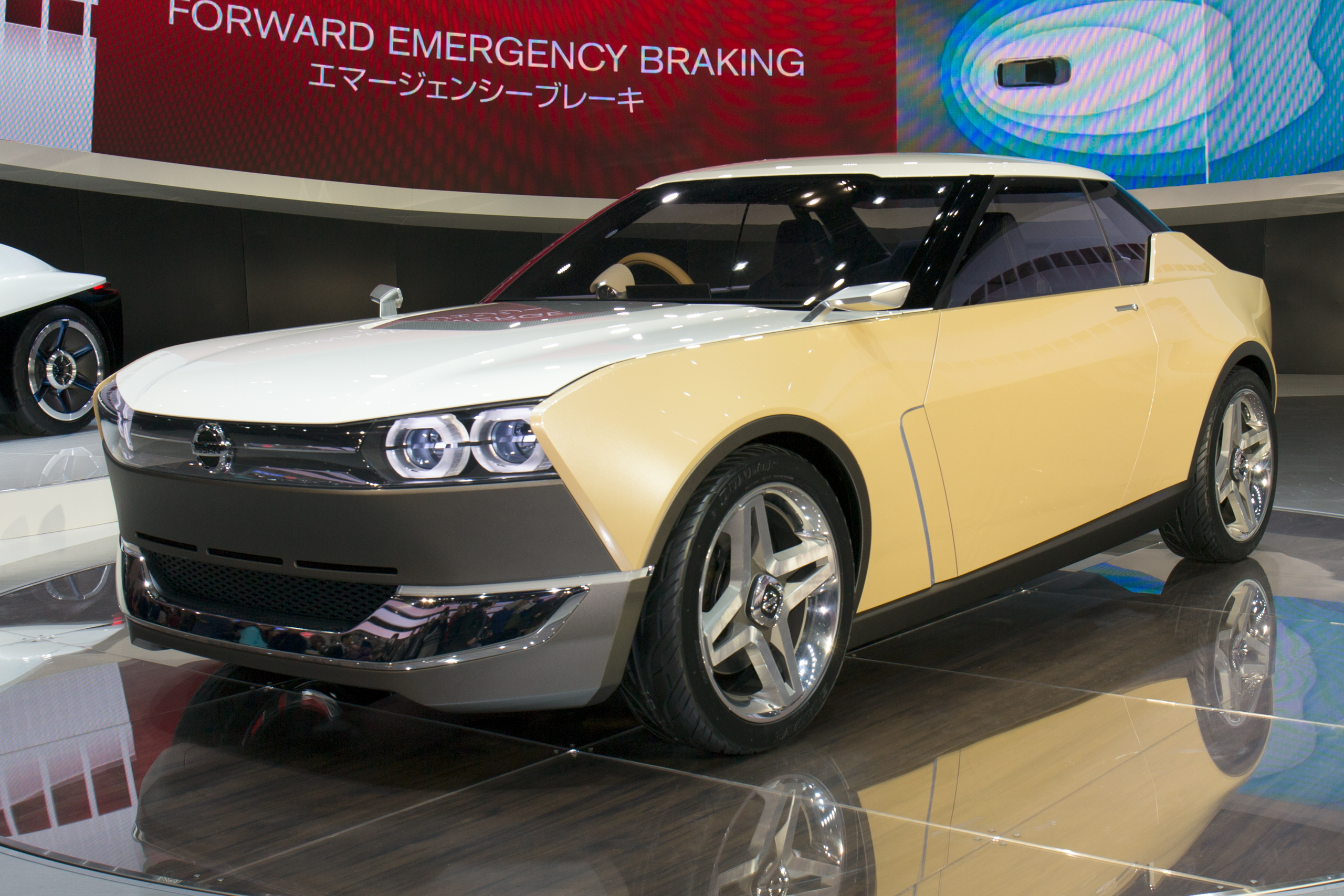
IDx Freeflow
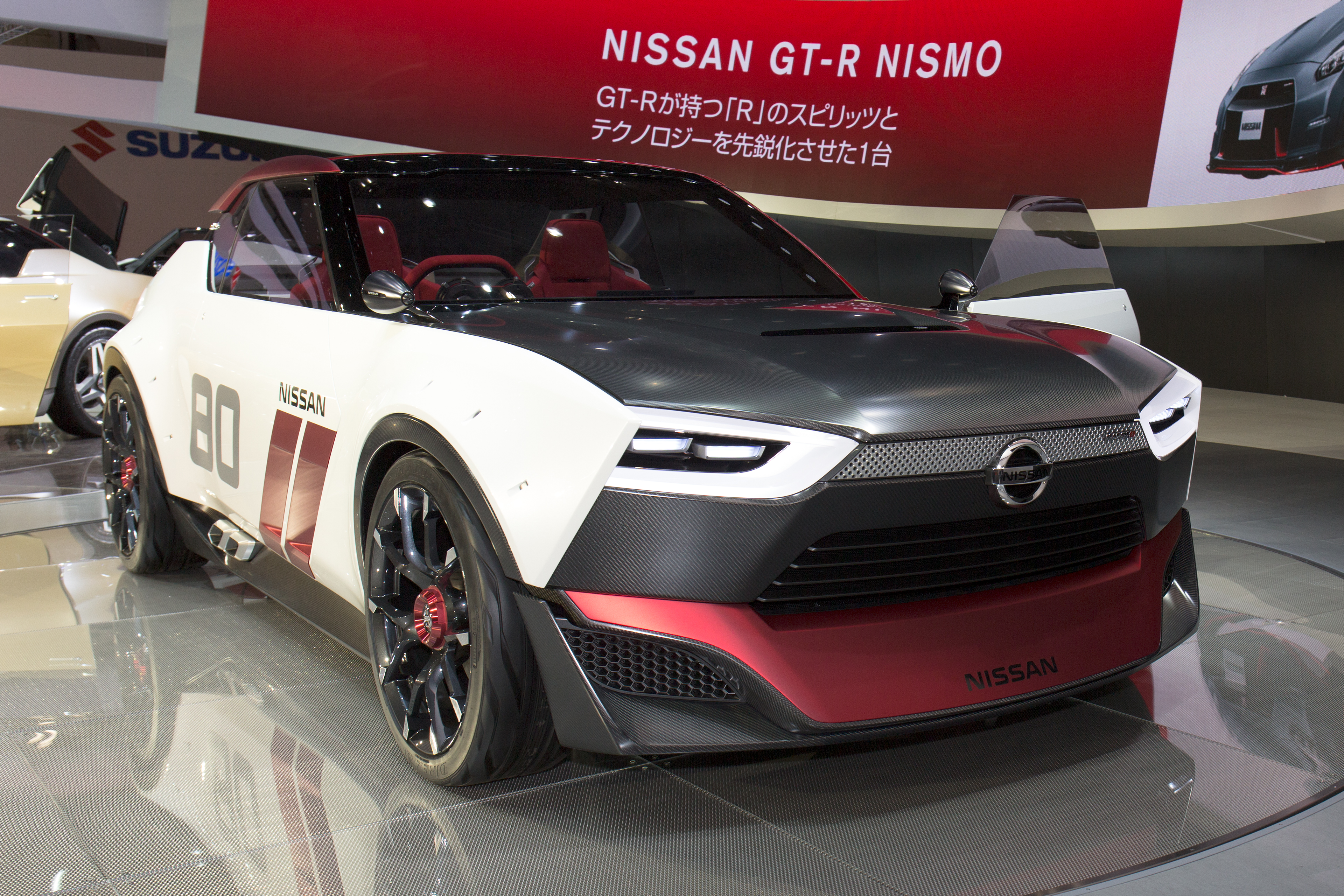
IDx NISMO
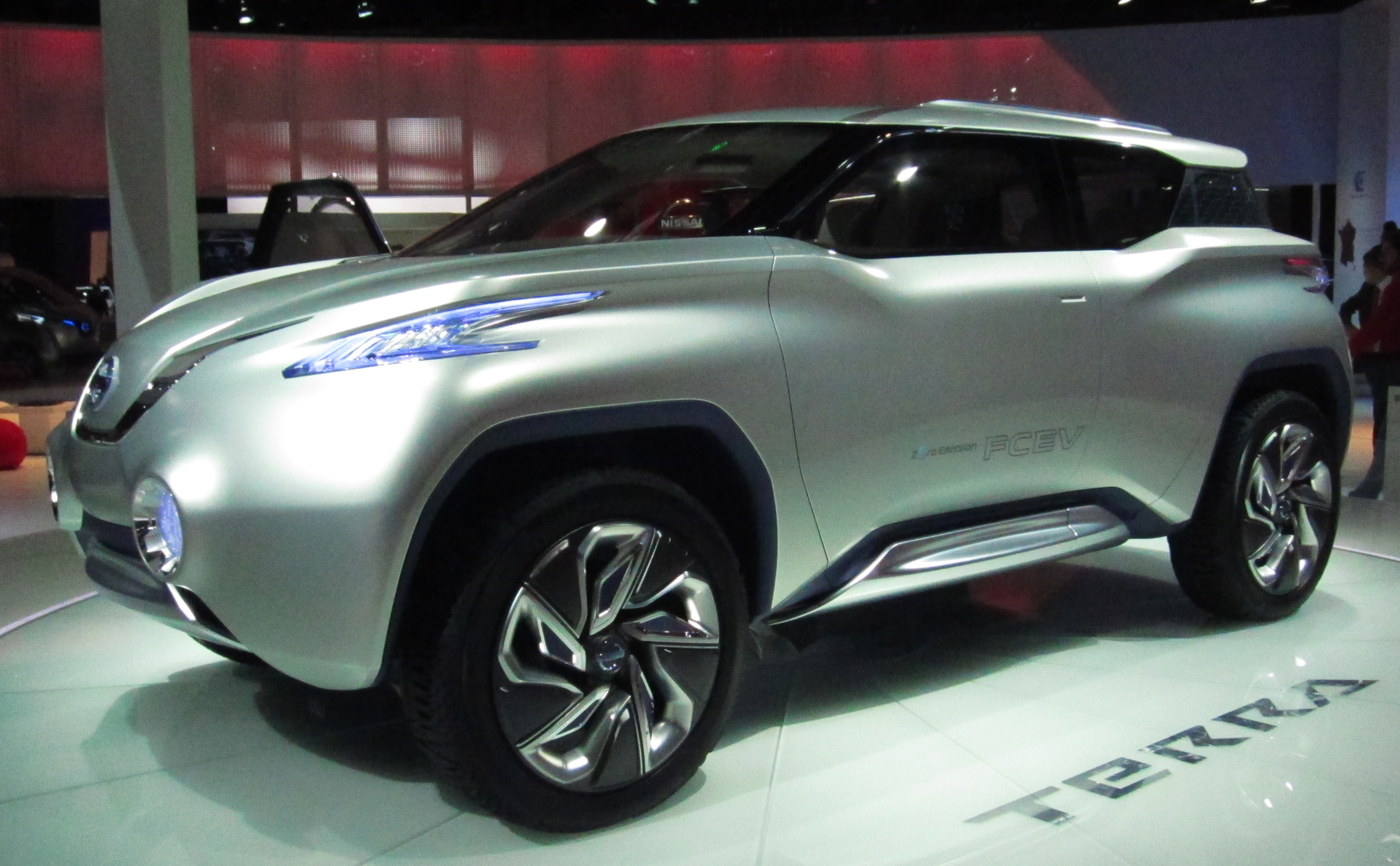
TeRRA
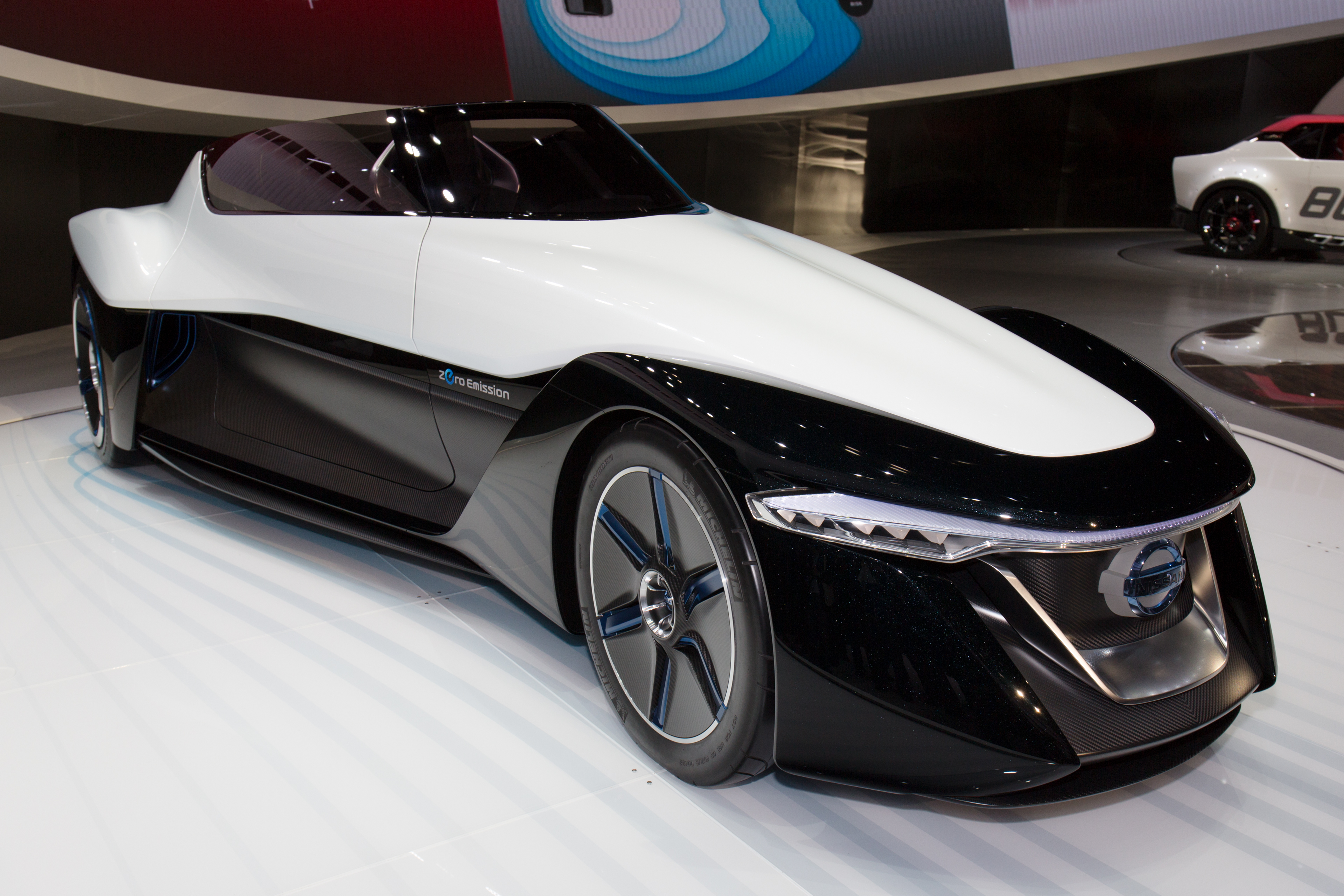
ブレードグライダー
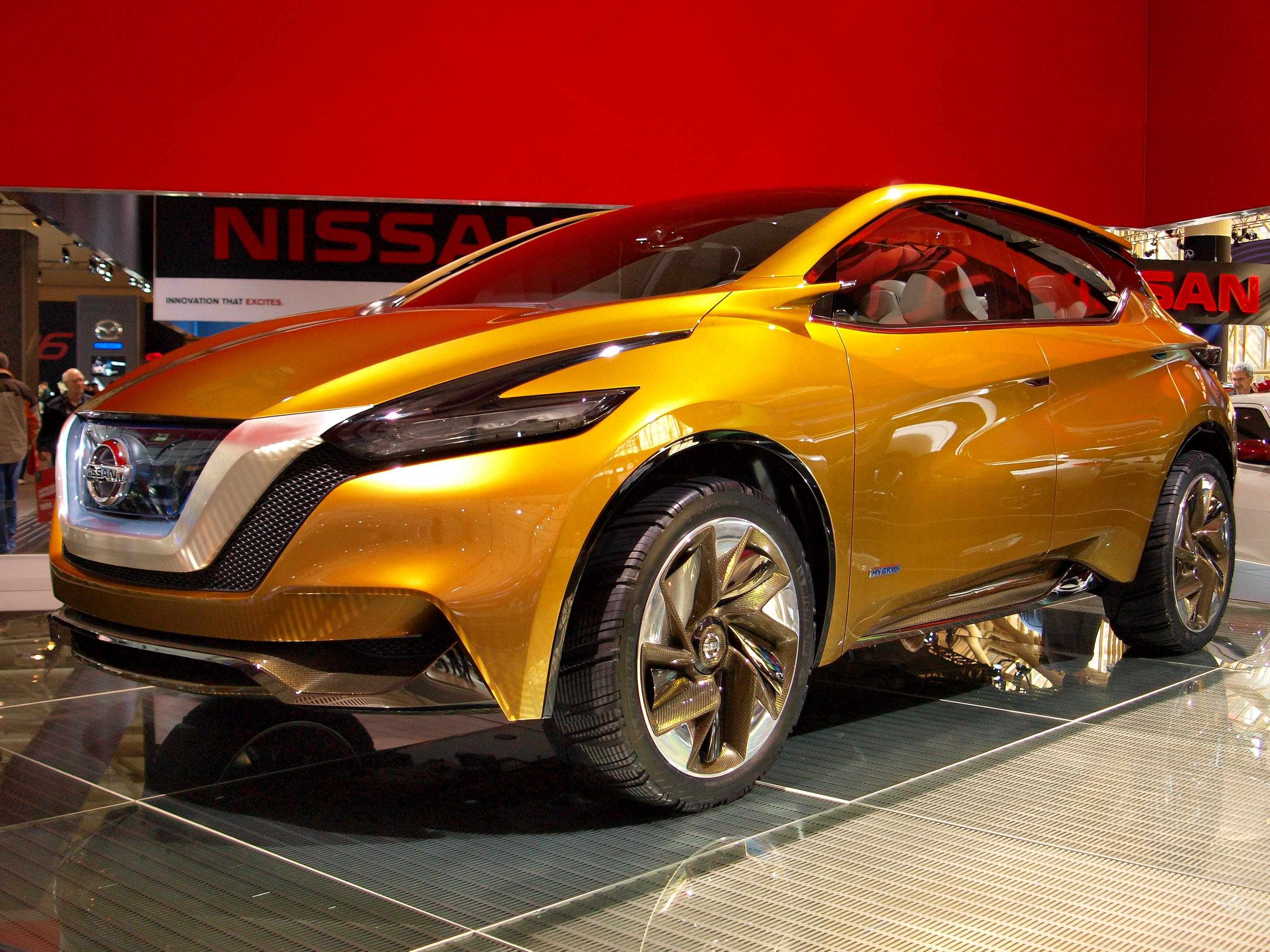
レゾナンス
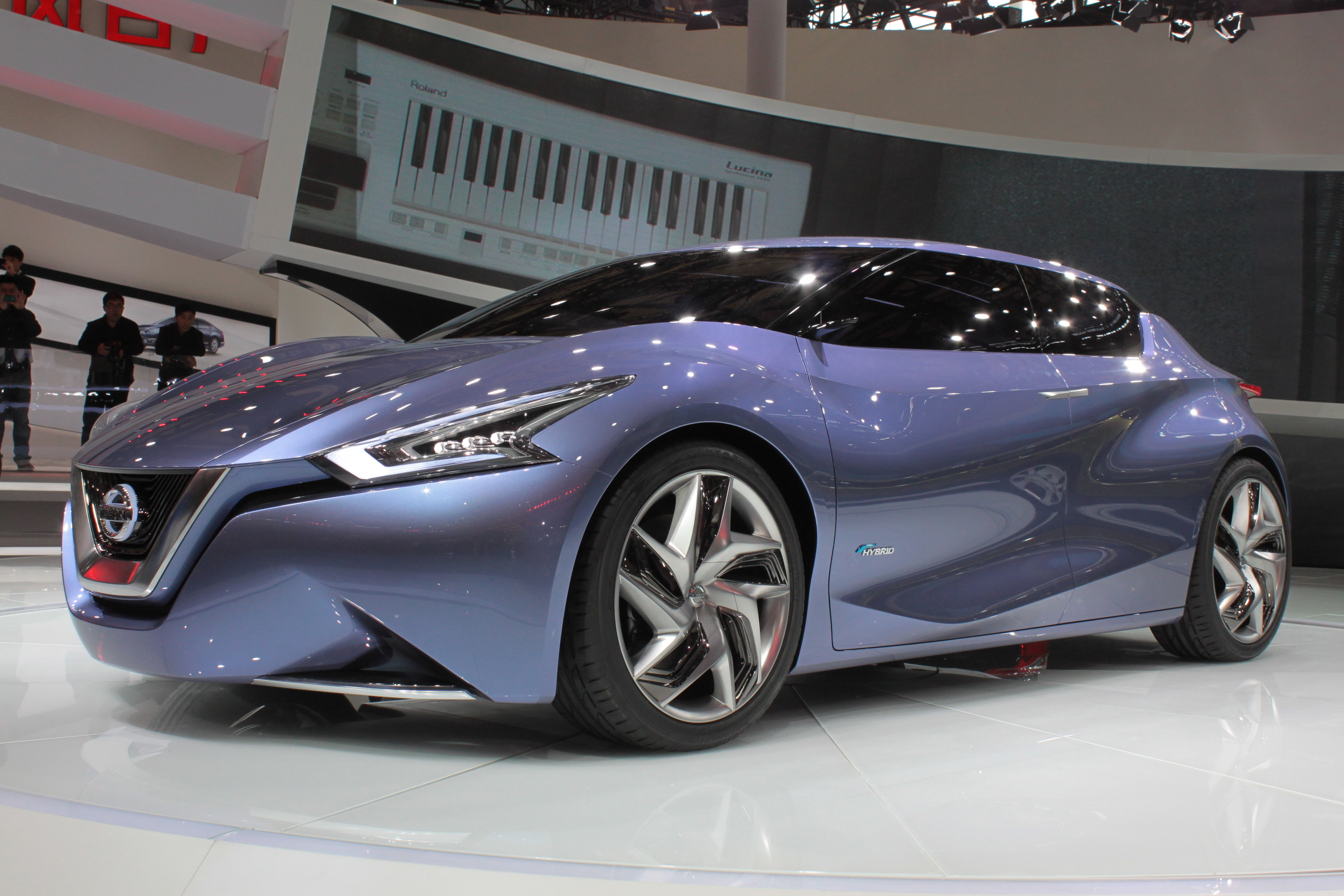
Friend-ME
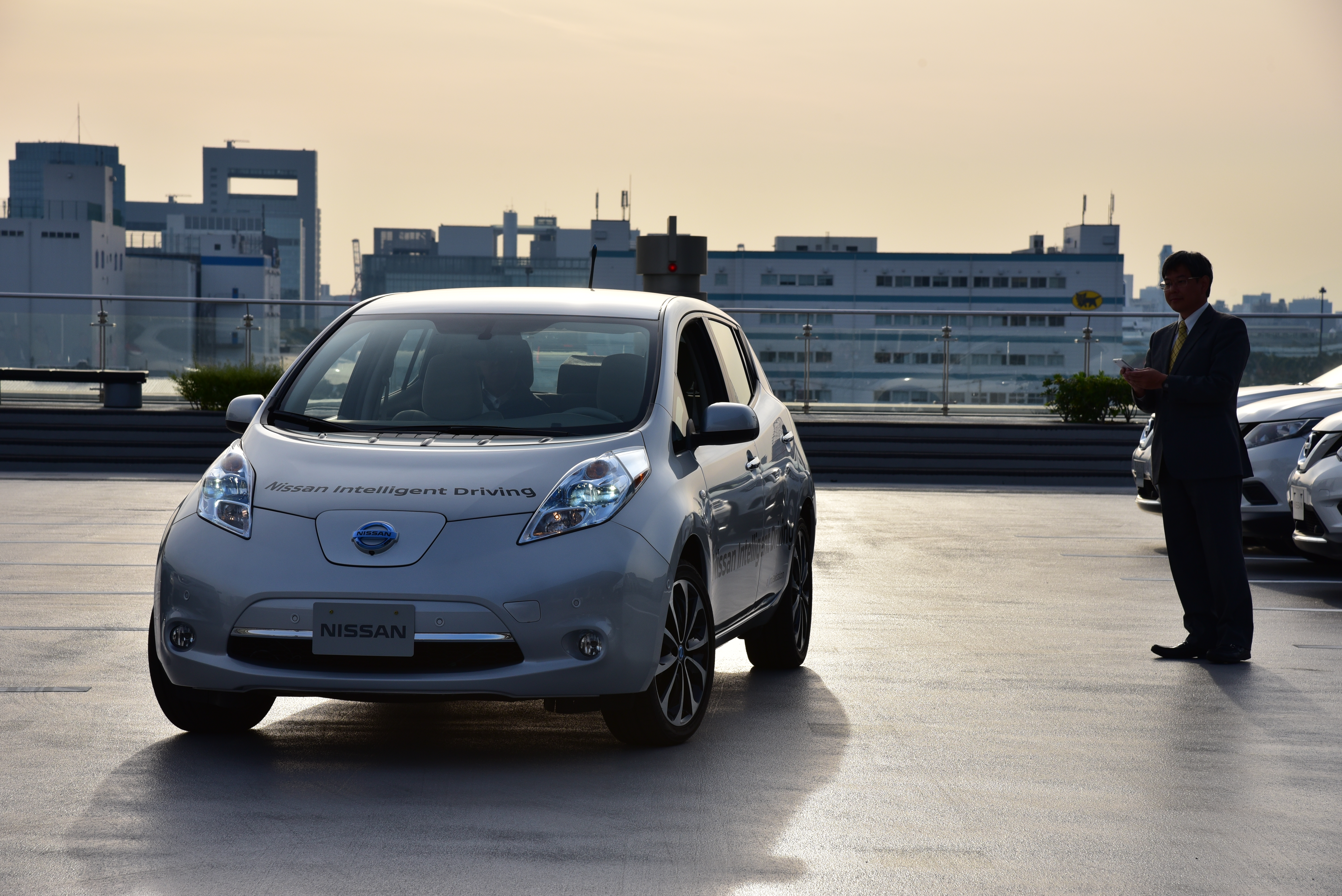
Autonomous Drive

2012年

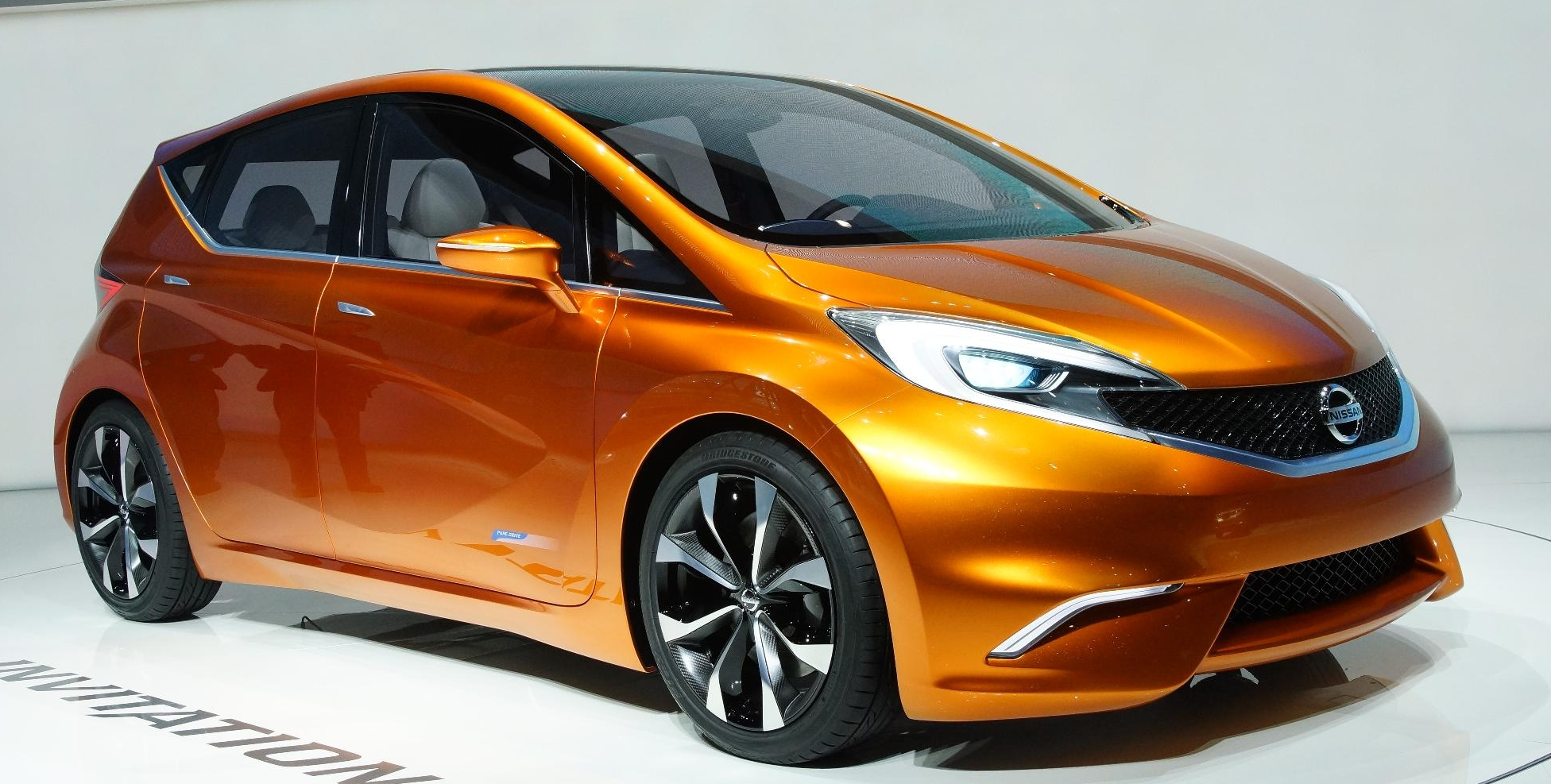
インビテーション コンセプト
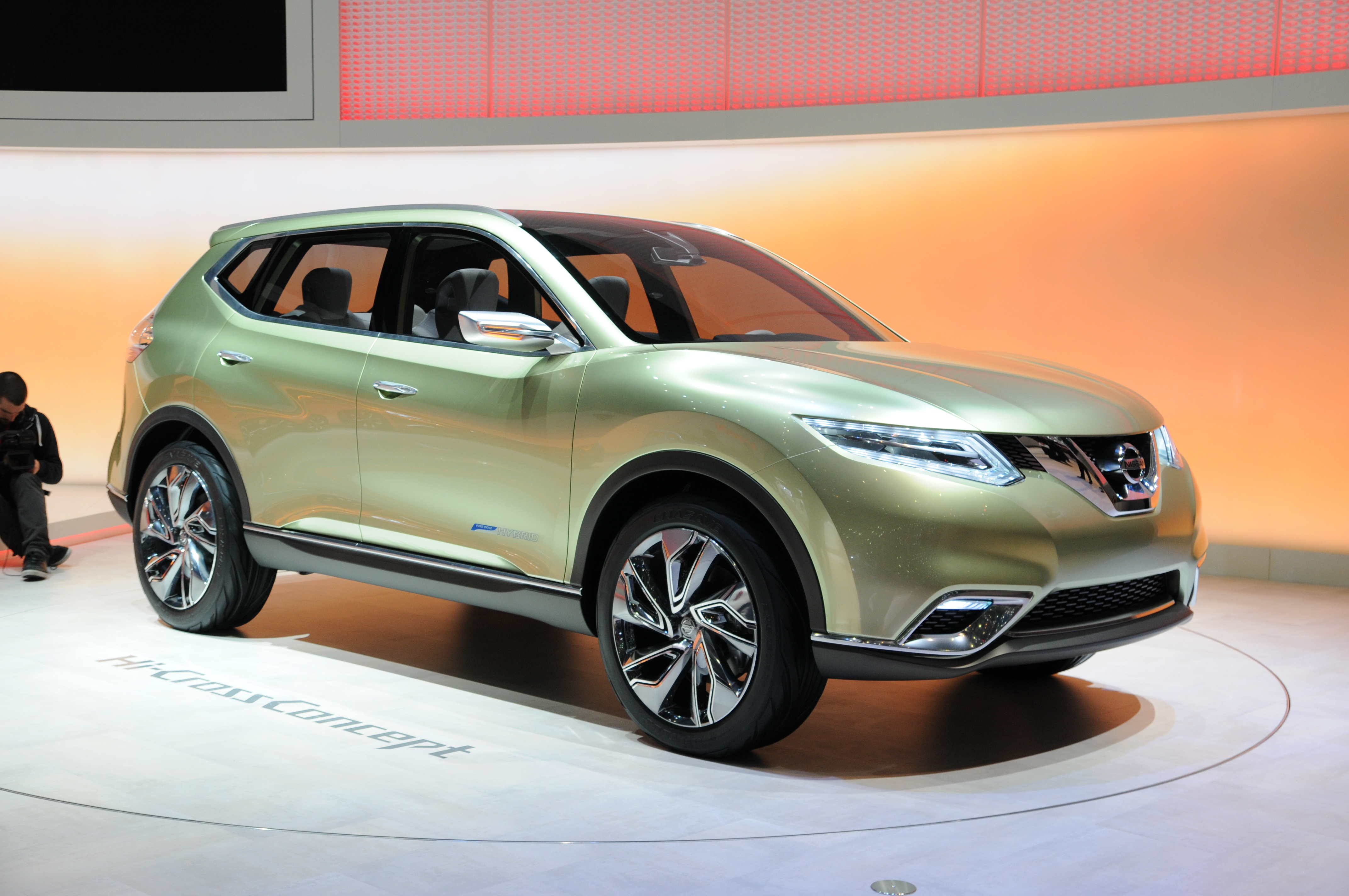
Hi-Cross コンセプト
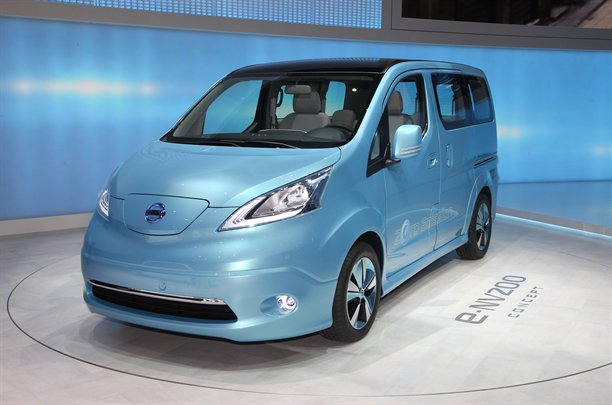
e-NV200 コンセプト
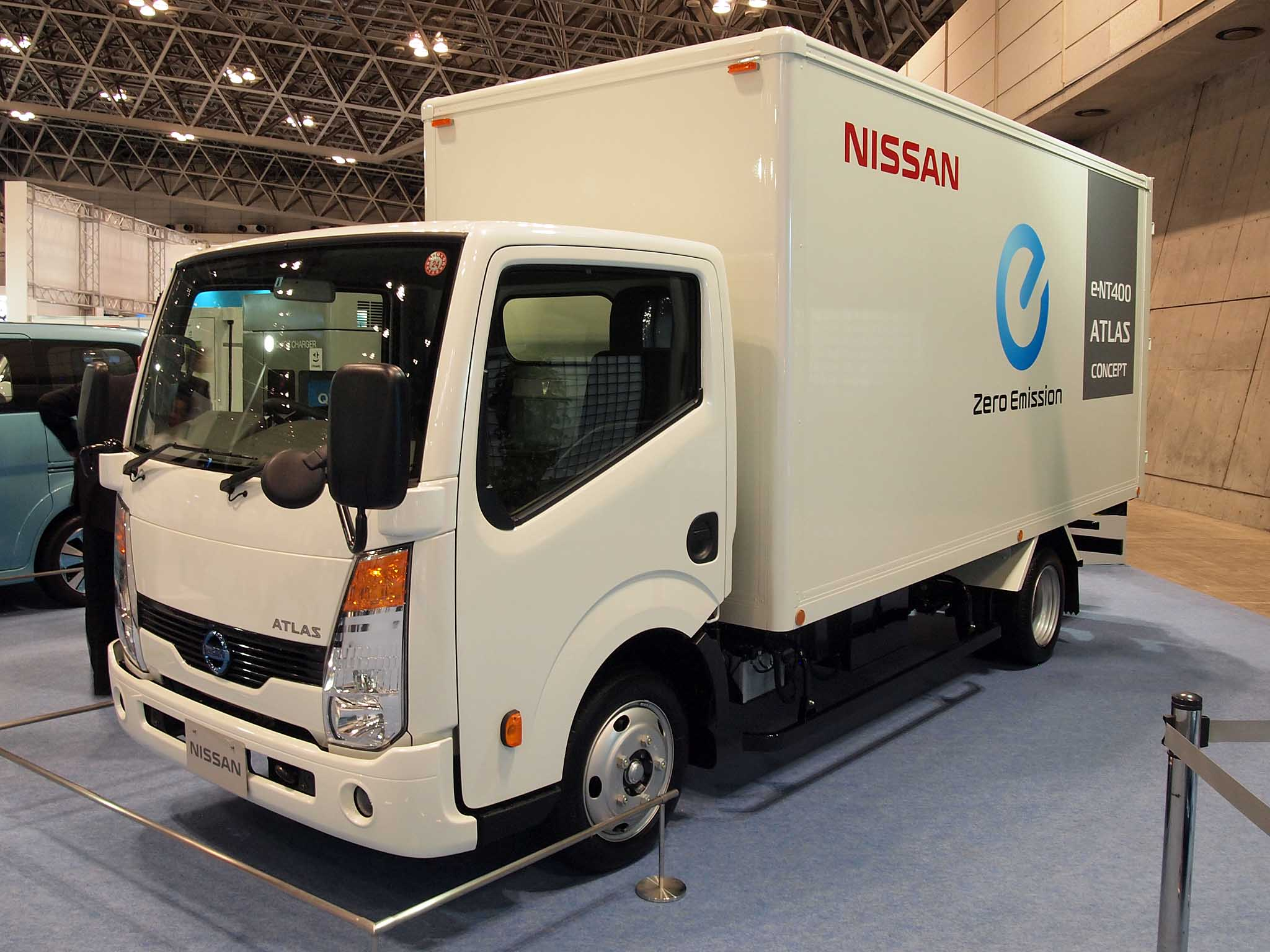
e-NT400 アトラス コンセプト
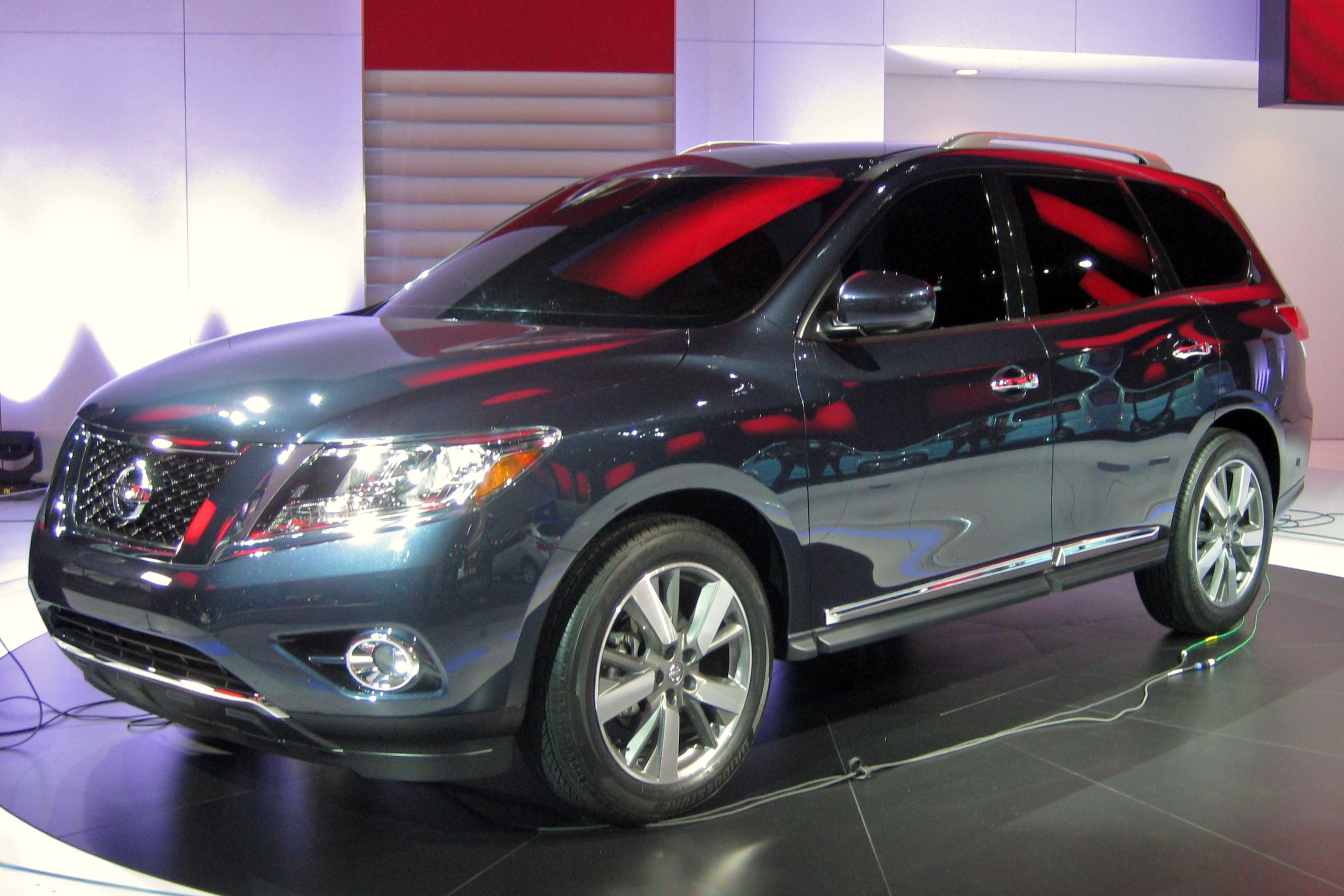
パスファインダー コンセプト
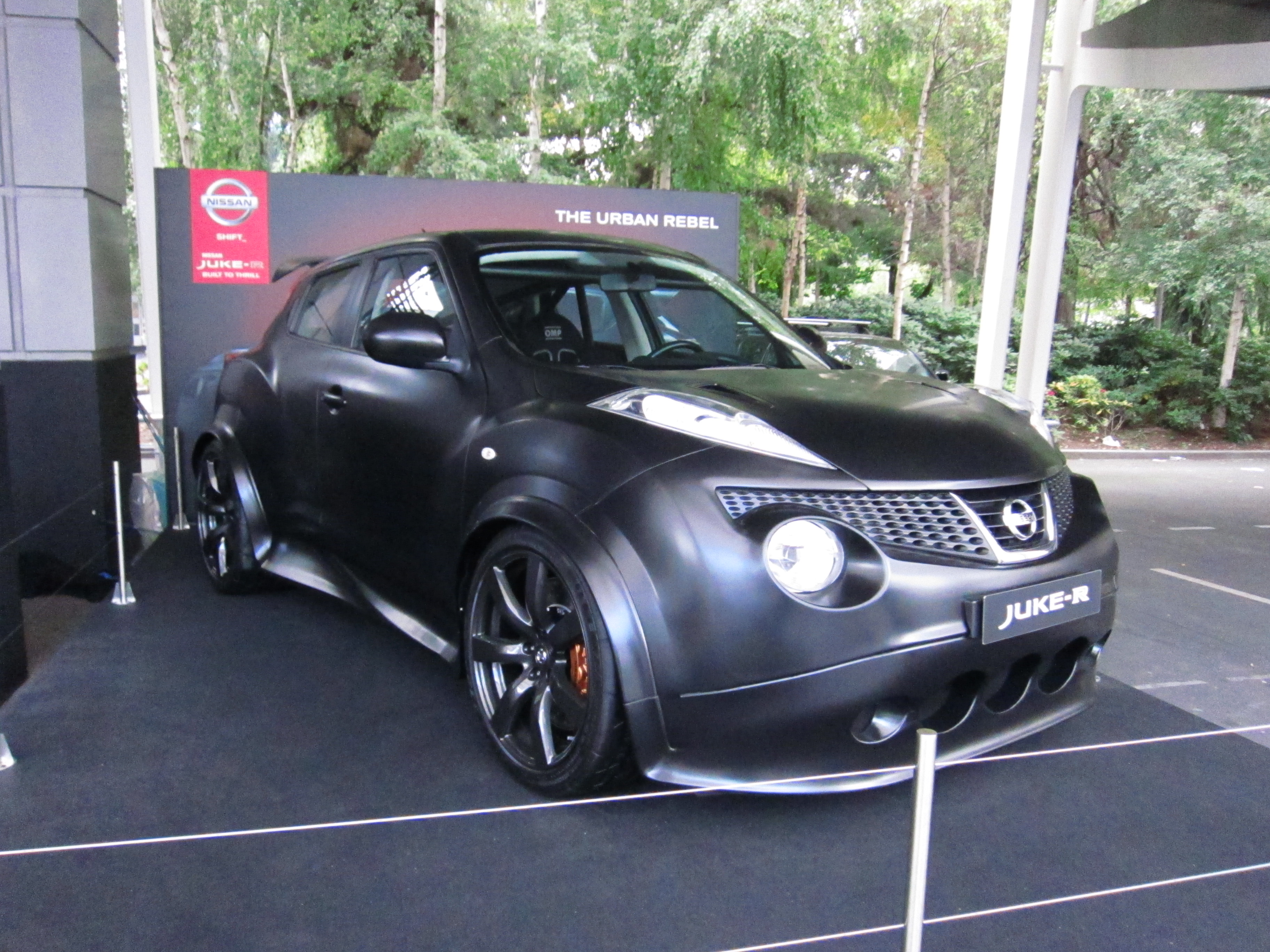
ジュークR コンセプト

- テラ SUV コンセプト
- アルティマ コンセプト
- エクストレム
- マーチニスモ コンセプト

2011年

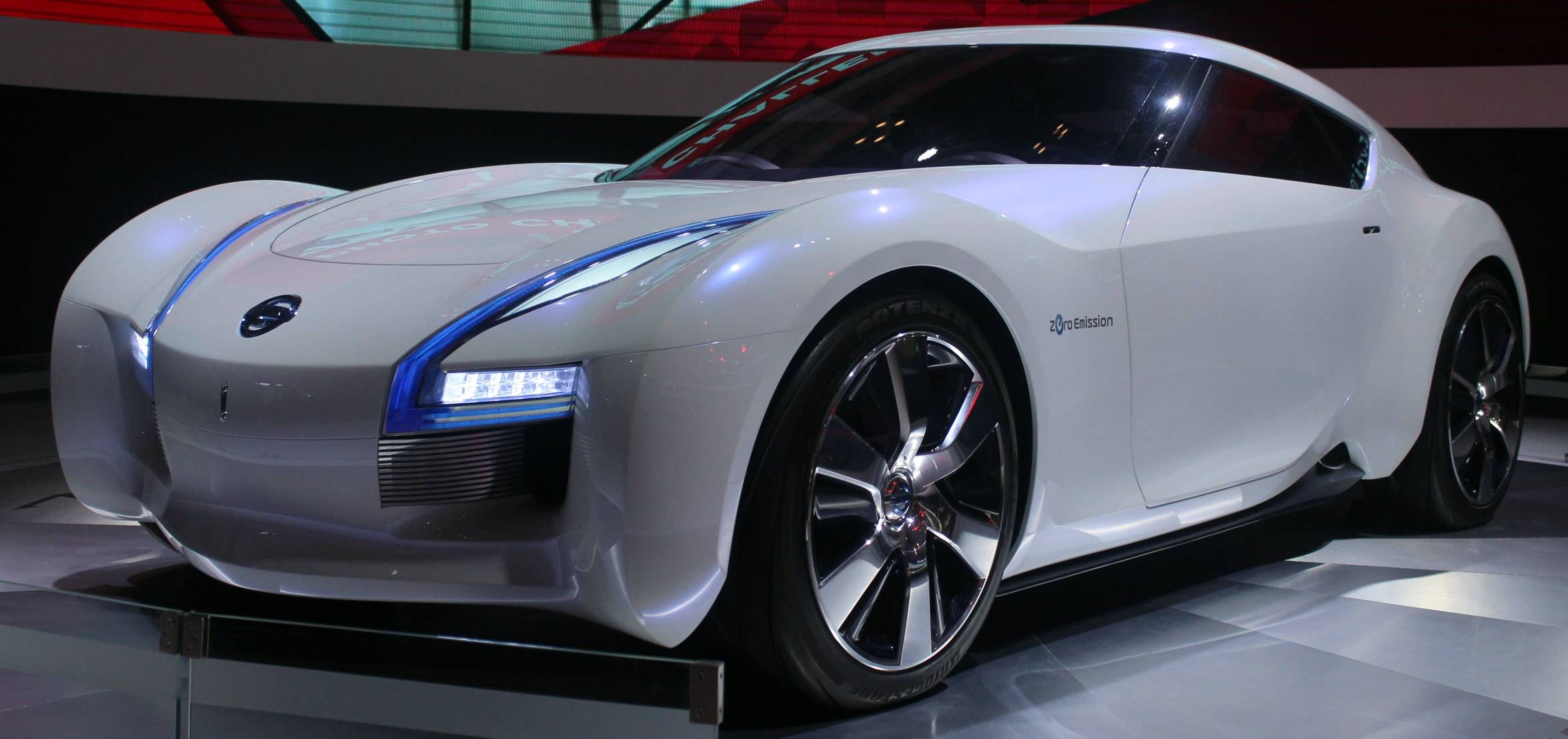
ESFLOW コンセプト
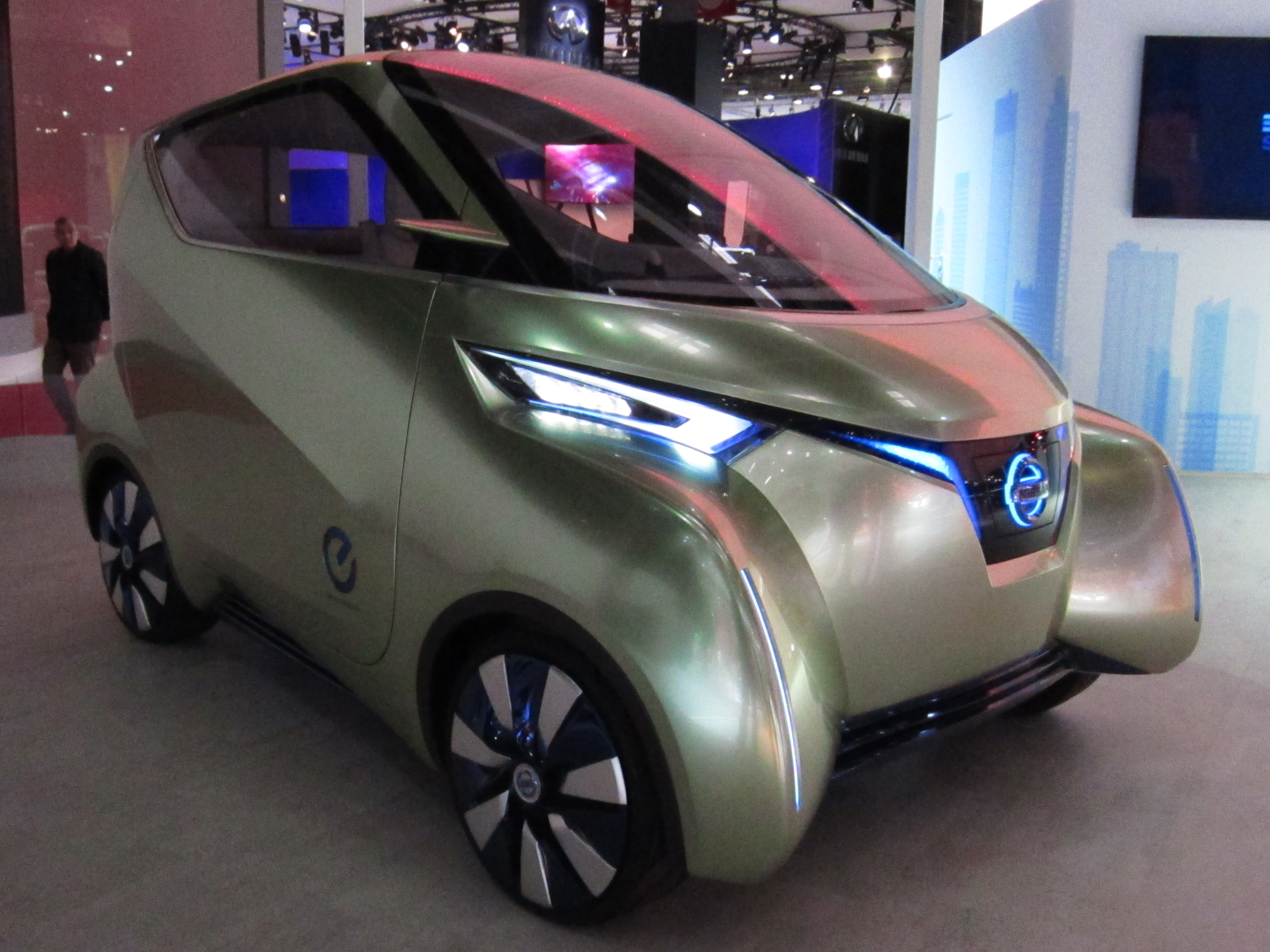
ピボ3
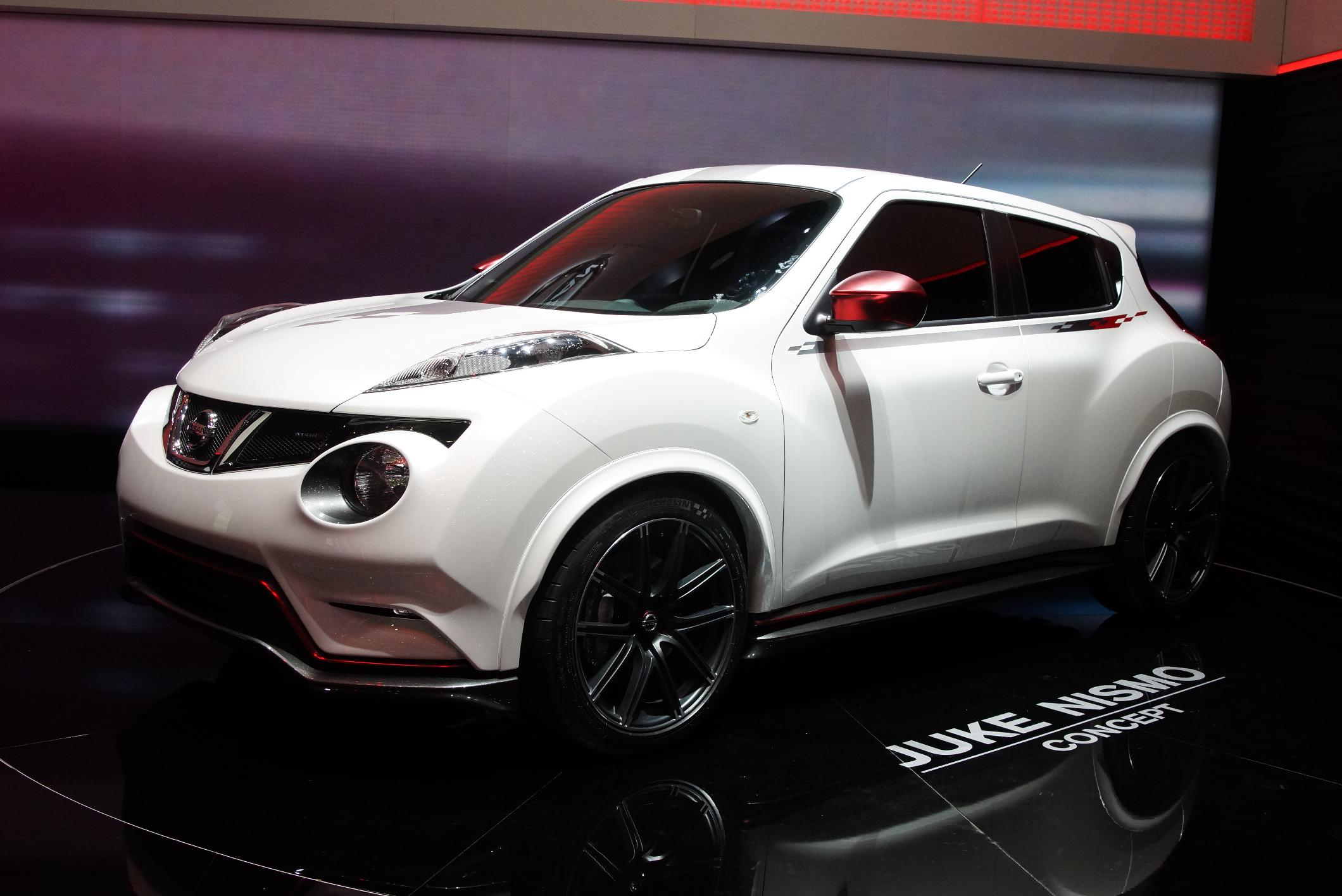
ジュークニスモ コンセプト
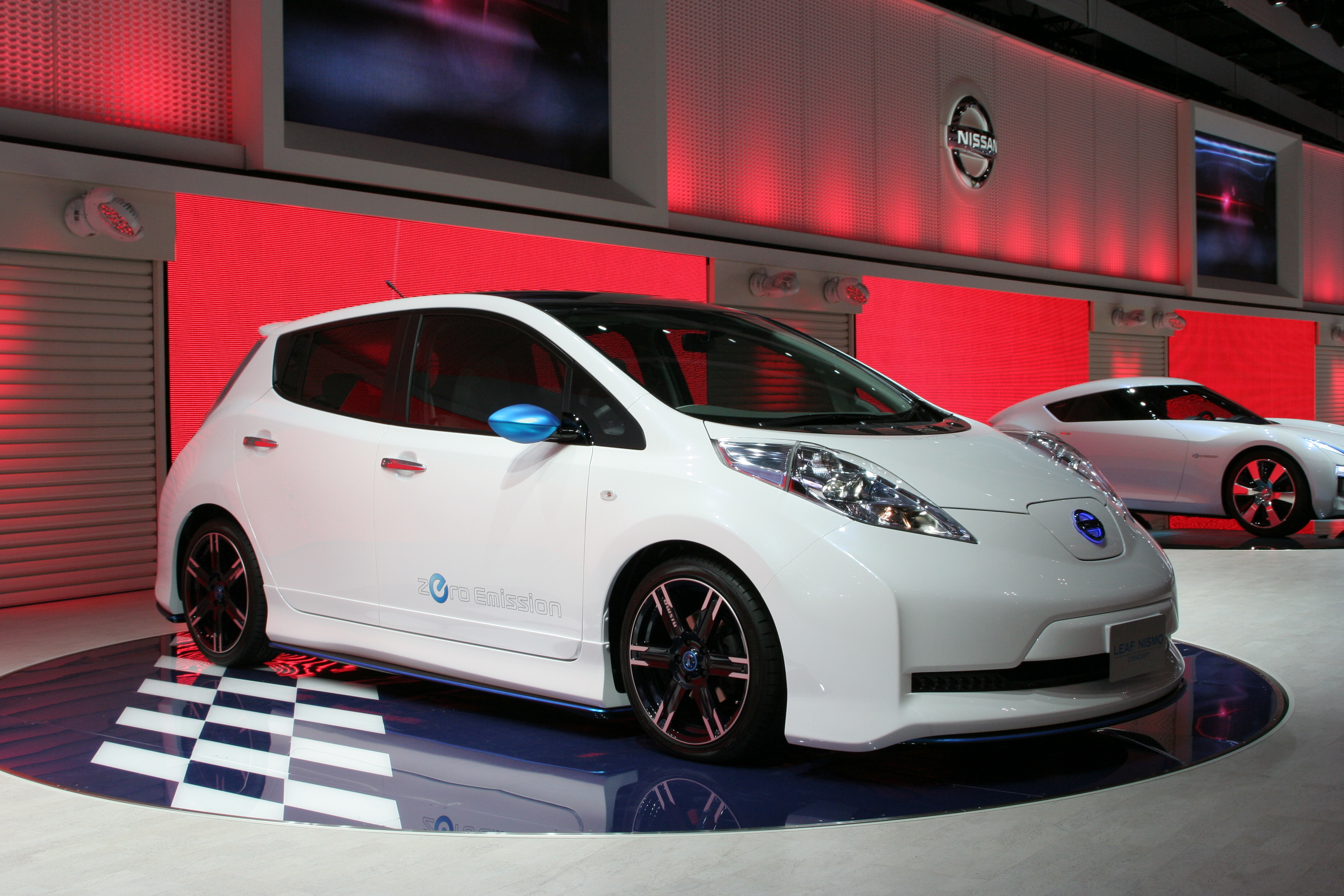
リーフニスモ コンセプト
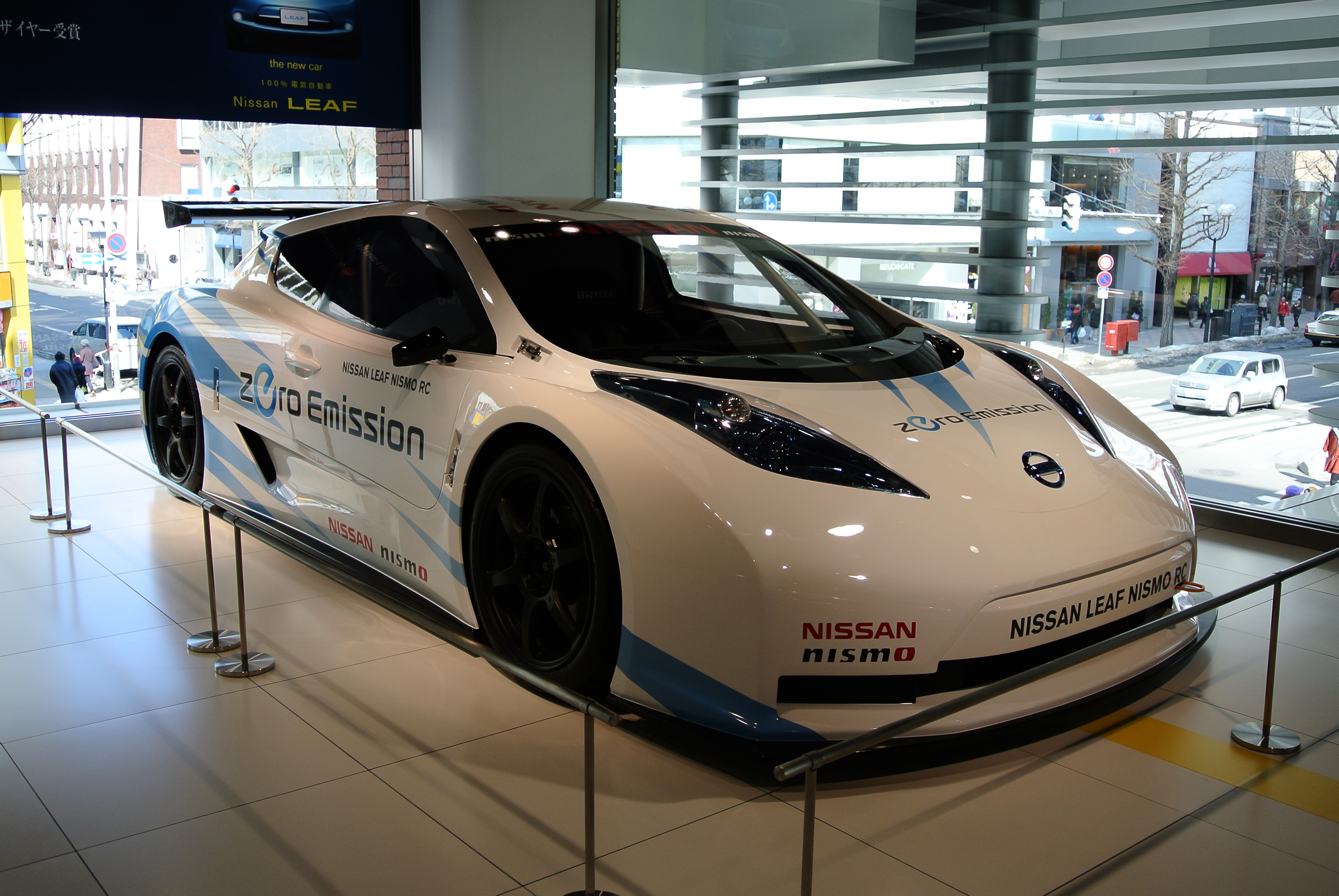
NISSAN LEAF NISMO RC

- コンパクトスポーツ コンセプト

2010年
- Townpod（英語版）
- Ellure コンセプト
- モビリティコンセプト

2009年
- ランドグライダー
- カザーナ

2008年
- フォーラム
- ニューヴ
- でんきキューブコンセプト

- NV2500
- ベベル

2007年

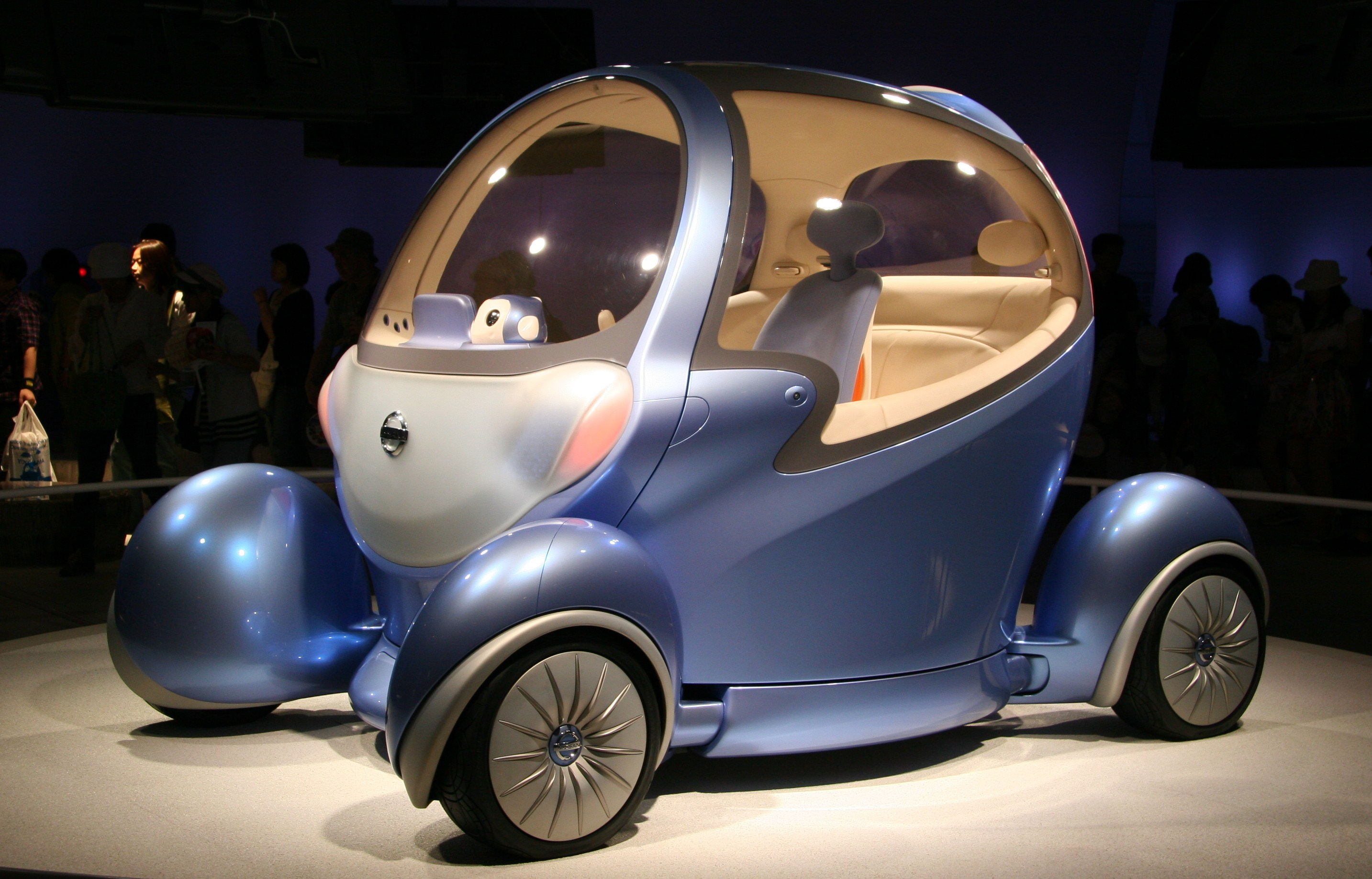
ピボ2
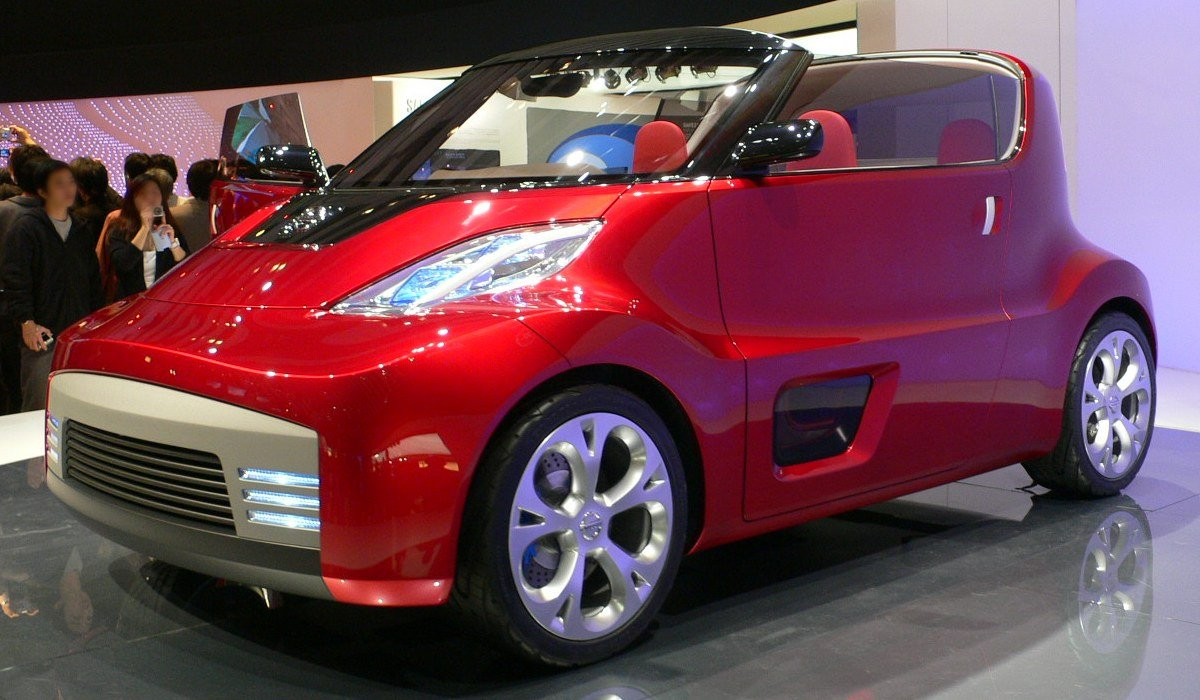
ラウンドボックス
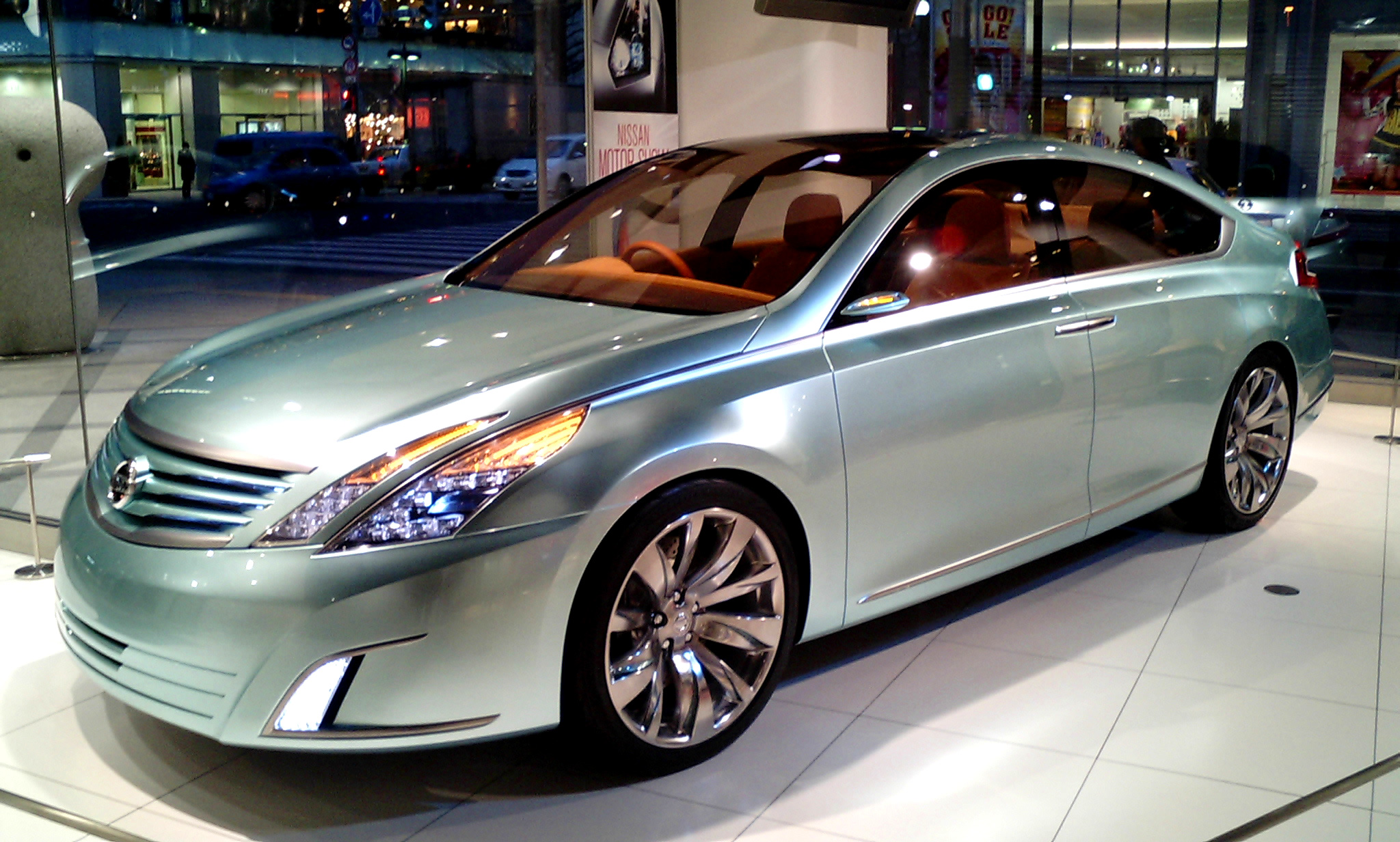
インティマ
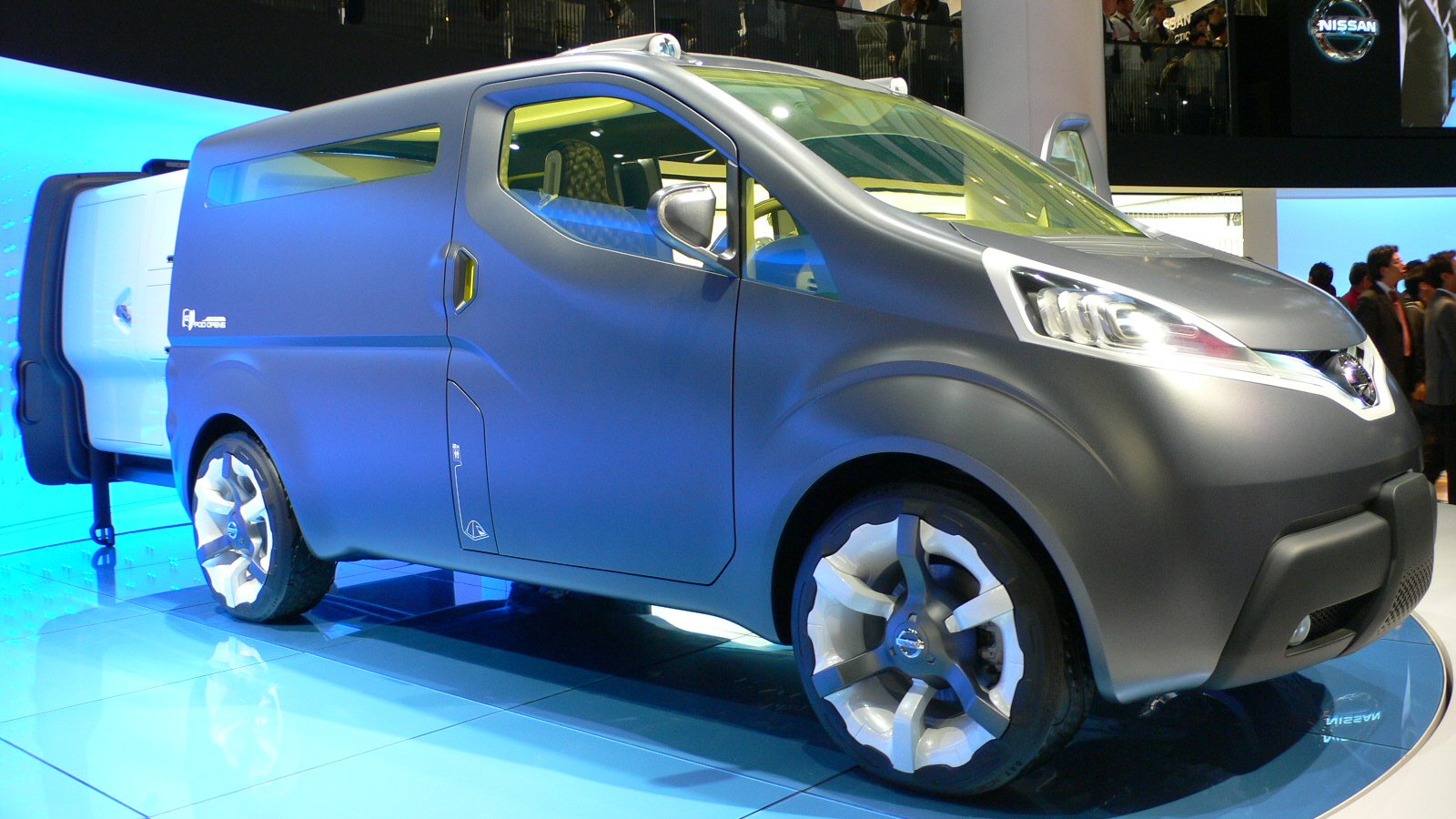
NV200
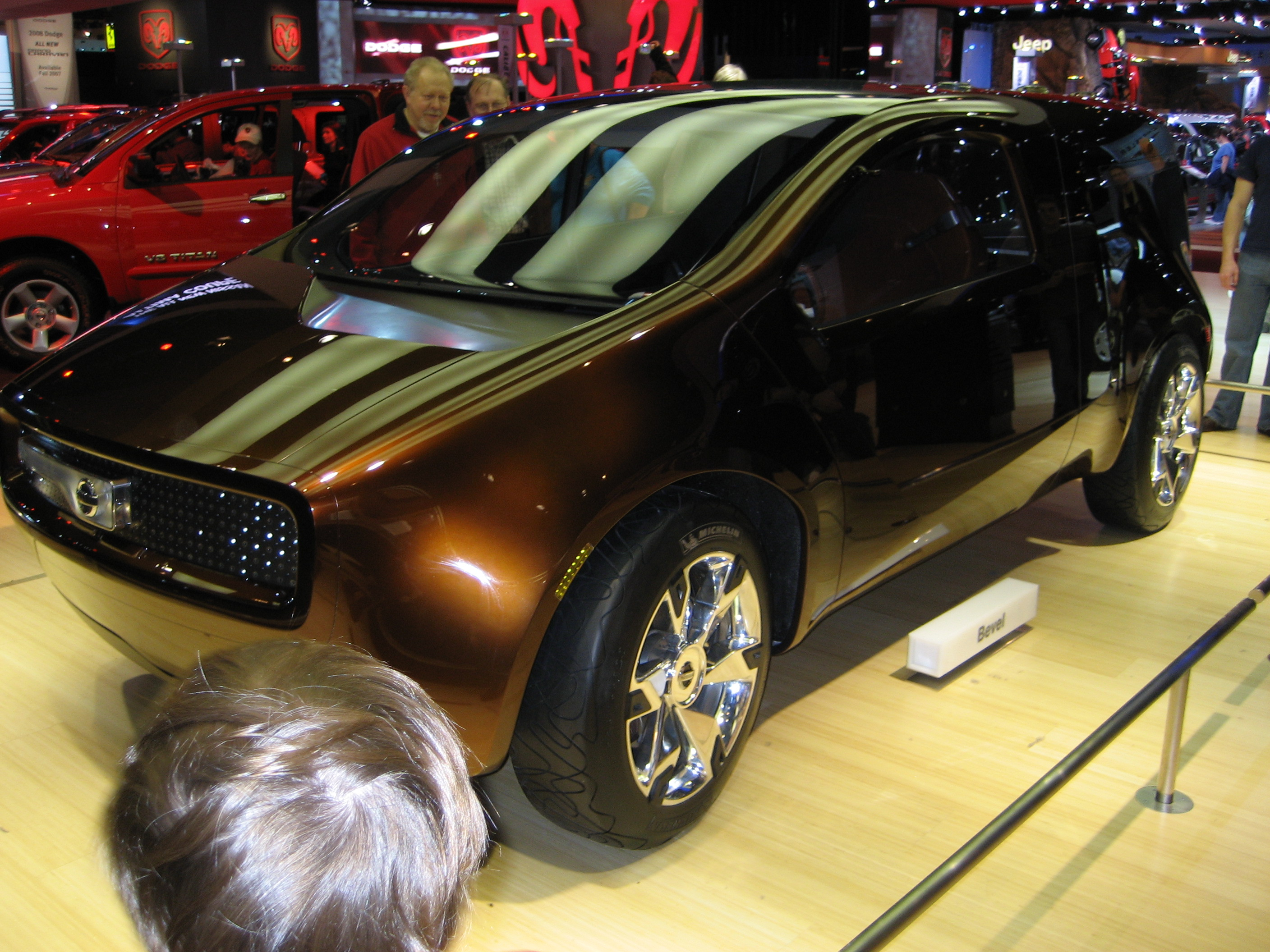
ベベル
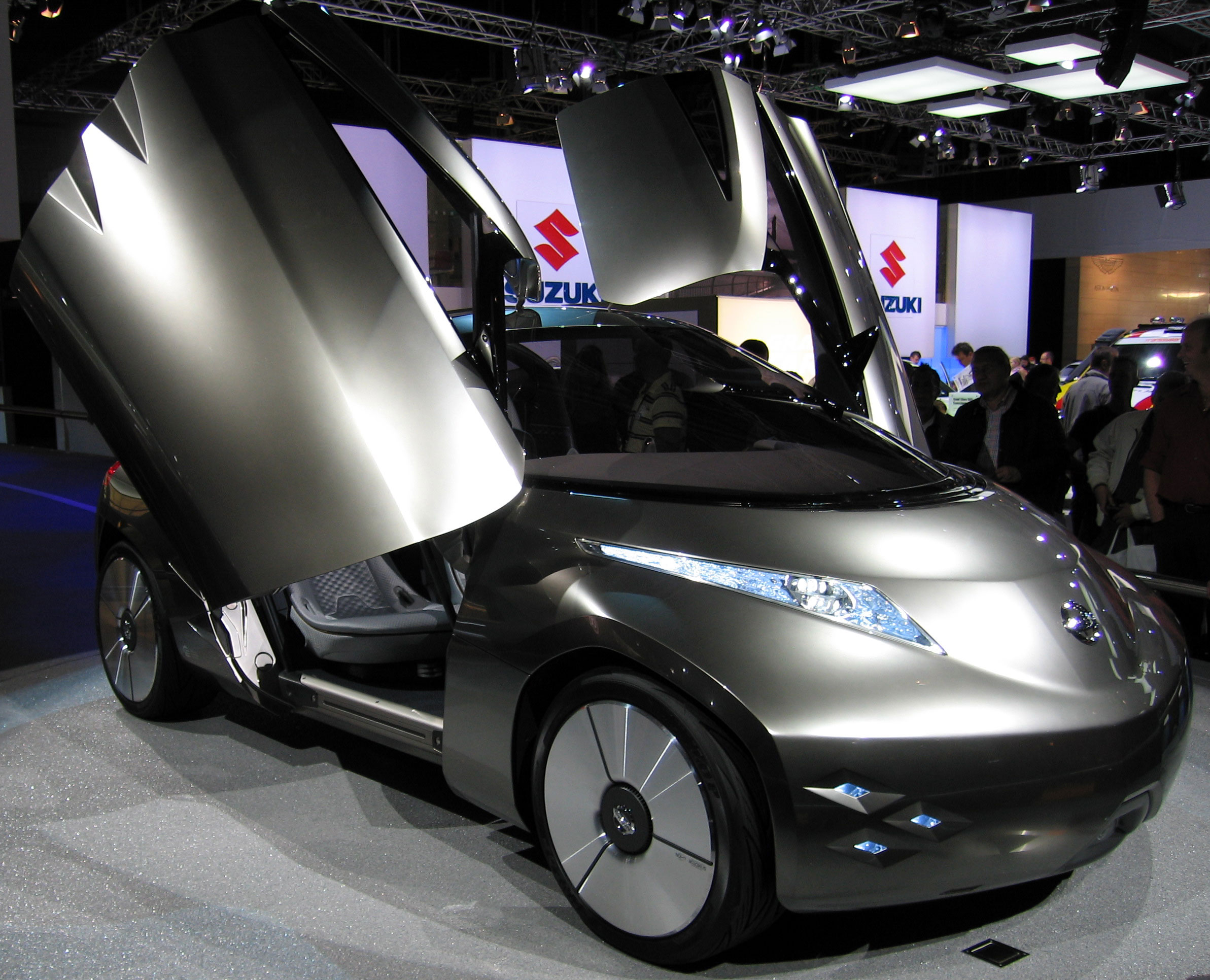
ミクシム

2006年

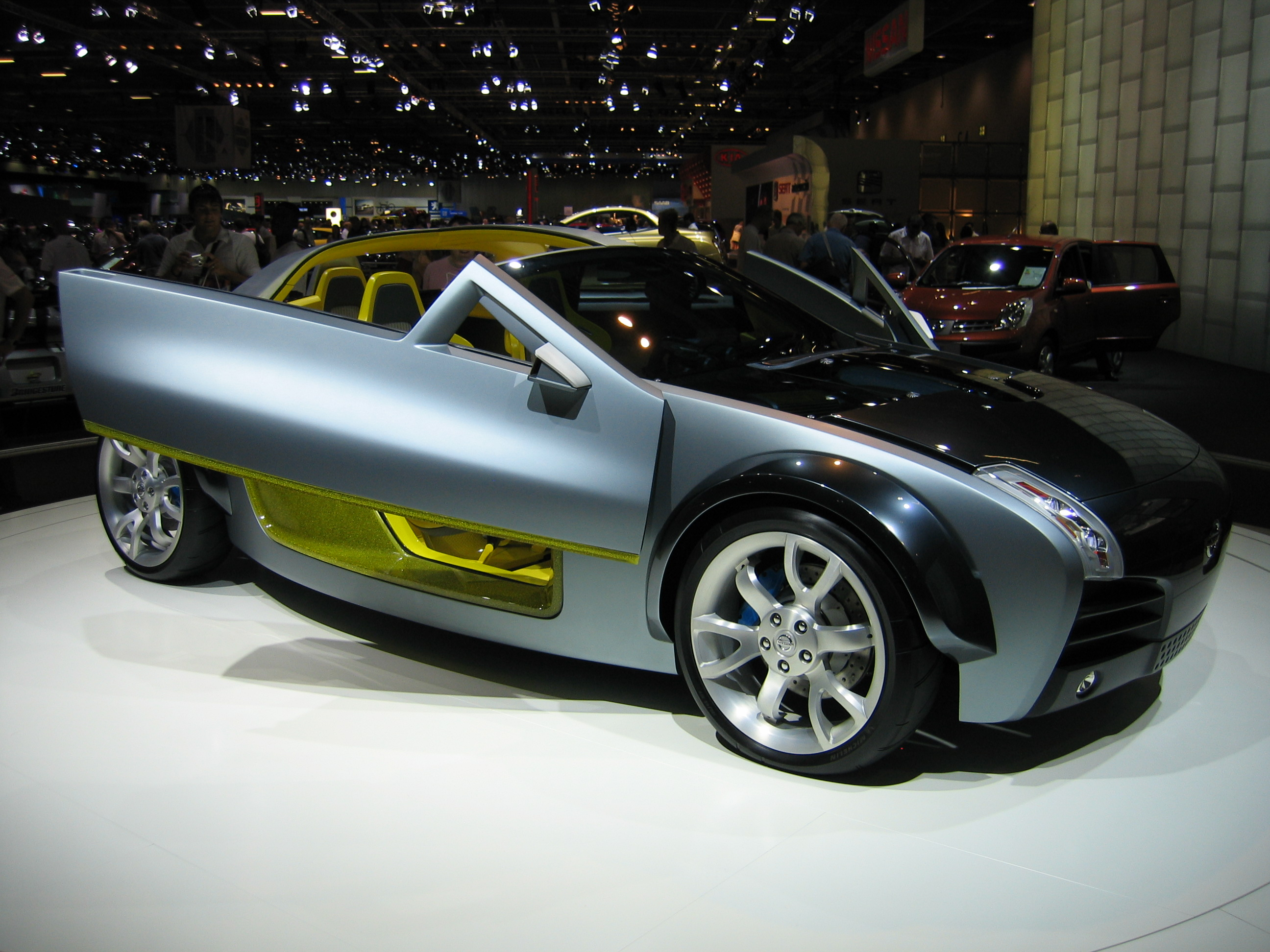
アージ
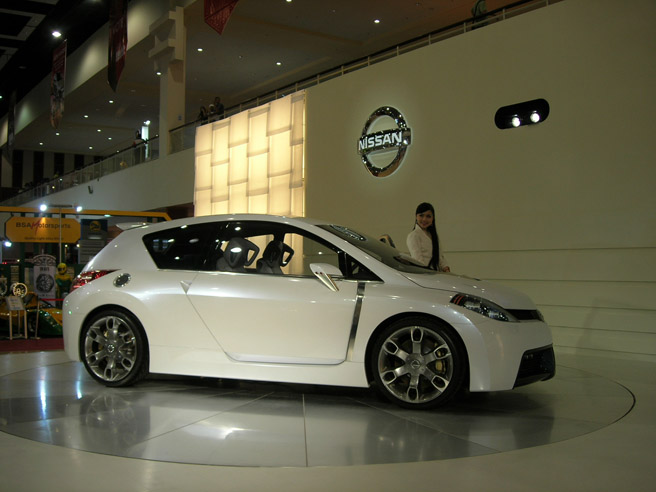
2006スポーツコンセプト
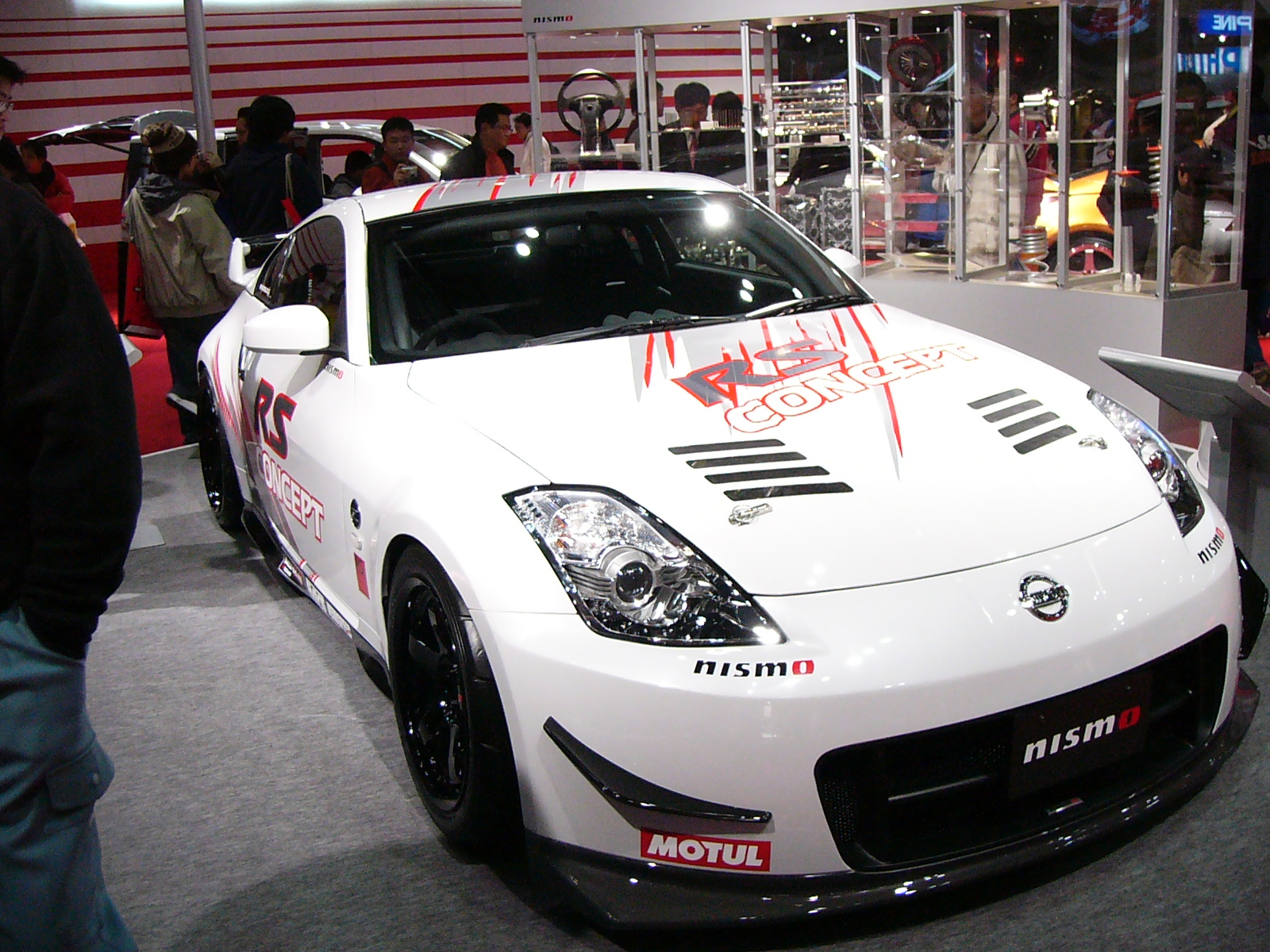
フェアレディZ RSコンセプトby NISMO

- ムラーノ GT-C コンセプト
- テラナウト（英語版）

2005年
- ピボ
- フォーリア
- アズィール
- GT-Rプロト
- トーン

- アメニオ
- ザルート
- スポーツクーペ コンセプト

2004年
- キャシュカイ コンセプト

- アクティック

2003年

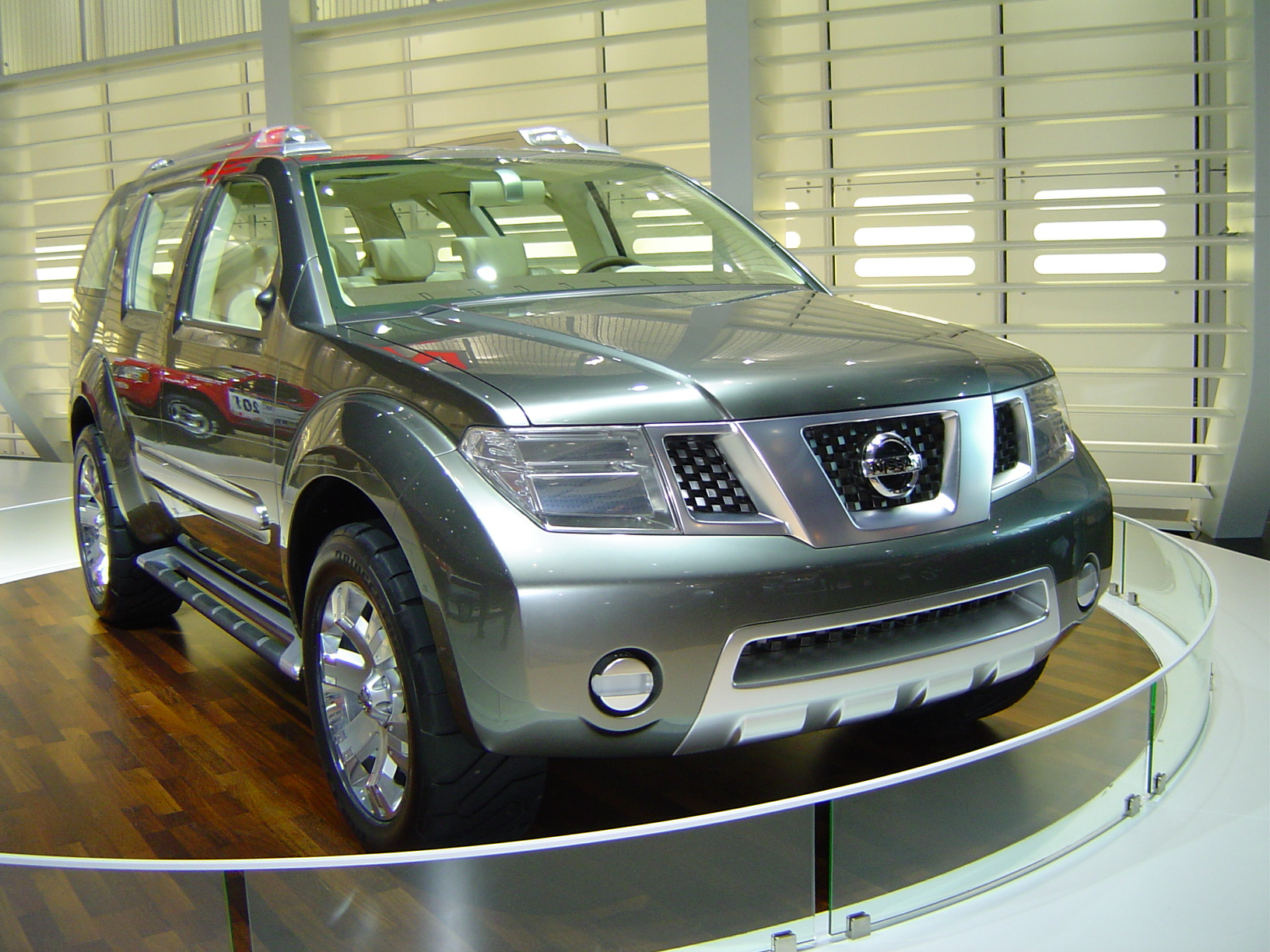
デューンホーク
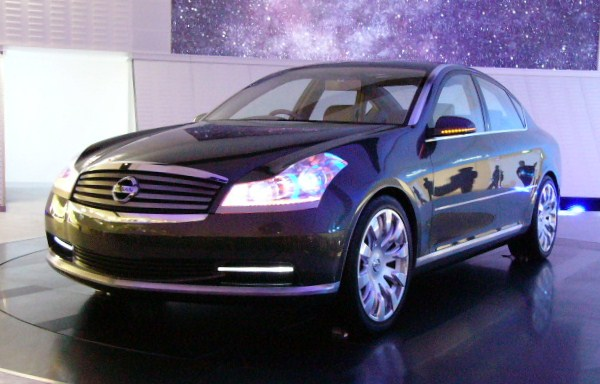
フウガ コンセプト

- JIKOO
- セレニティ
- エフィス
- レティゴ

2002年
- クエスト コンセプト

- ヤンヤ
- ビーライン

2001年
- クロスボウ
- GT-Rコンセプト
- mm.e

- ネイルズ（英語版）
- キノ
- クロスボウ
- シャッポ
- アルファT
- Zコンセプト

2000年
- イデオ
- フュージョン

1999年
- Z コンセプト
- XVL
- サイパクト

- SUT コンセプト
- AXY

1998年
- KYXX

1997年
- ハイパーミニ

- スタイリッシュ6
- トレイルランナー
- AL-X

1996年
- マイクラ カブリオ コンセプト

1995年
- XIX
- CQ-X
- AA-X
- FEV-II

1993年
- AP-X

- AQ-X
- サンフェーバー
- スカイラインGT-R プロトタイプ
- 300 セタ

1992年

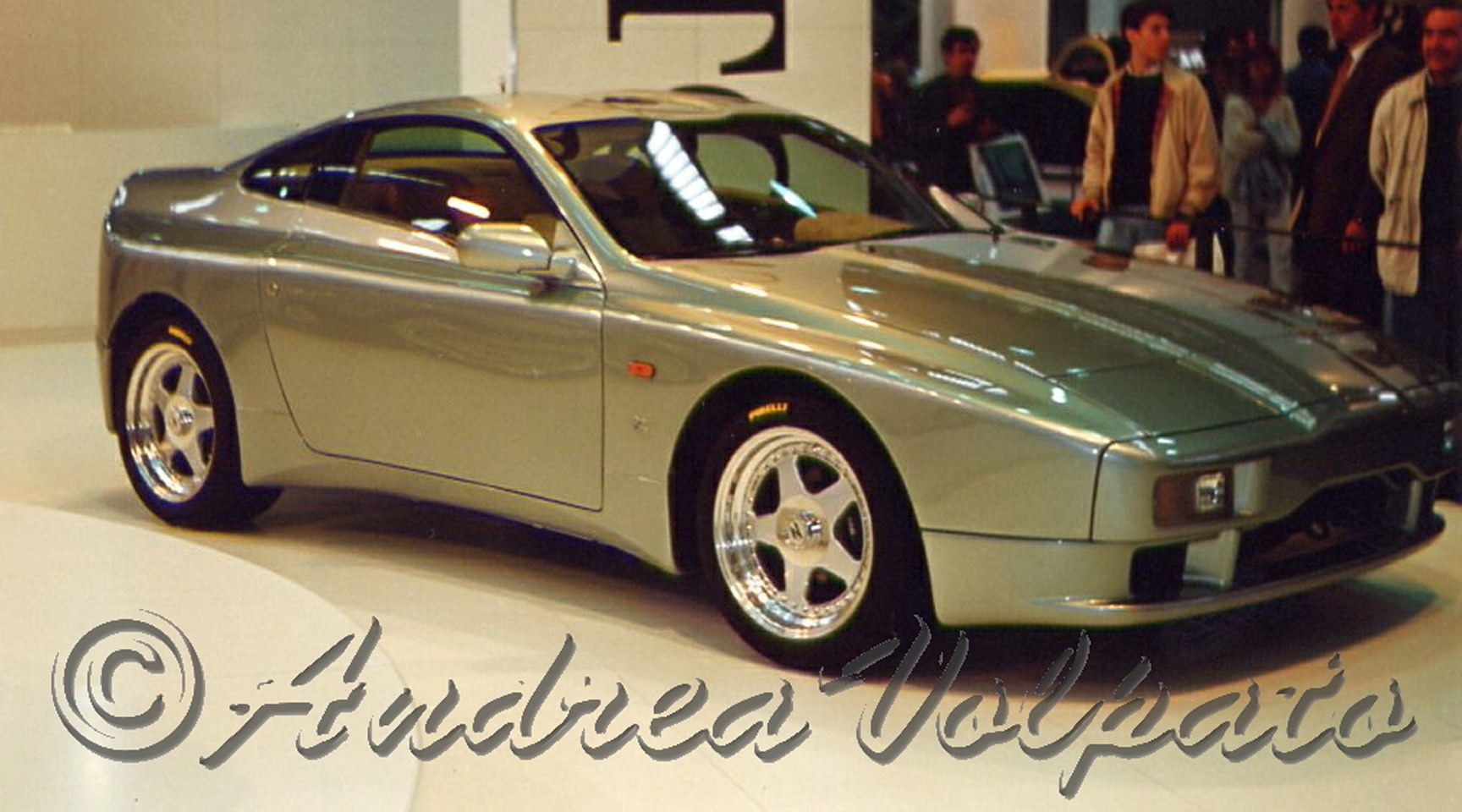
300 バンブー コンセプト by ザガート
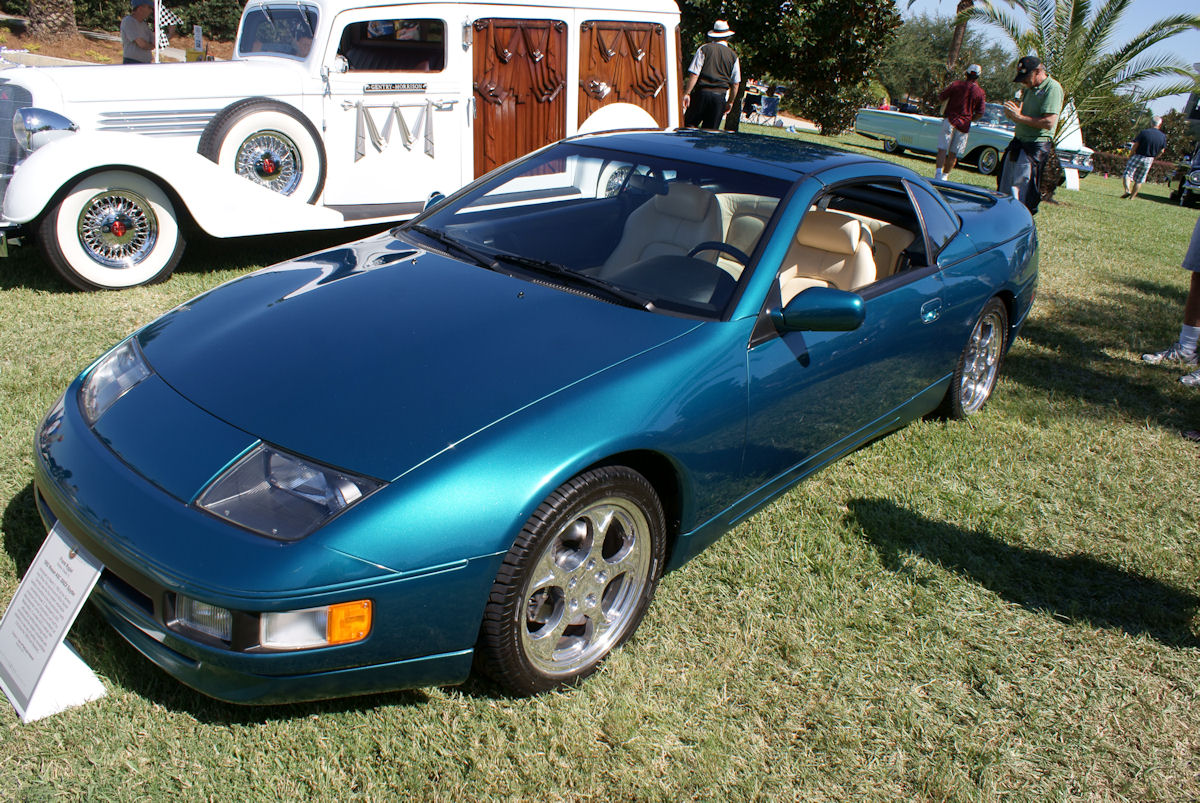
300ZX 1992 ASCスパイダーコンセプト

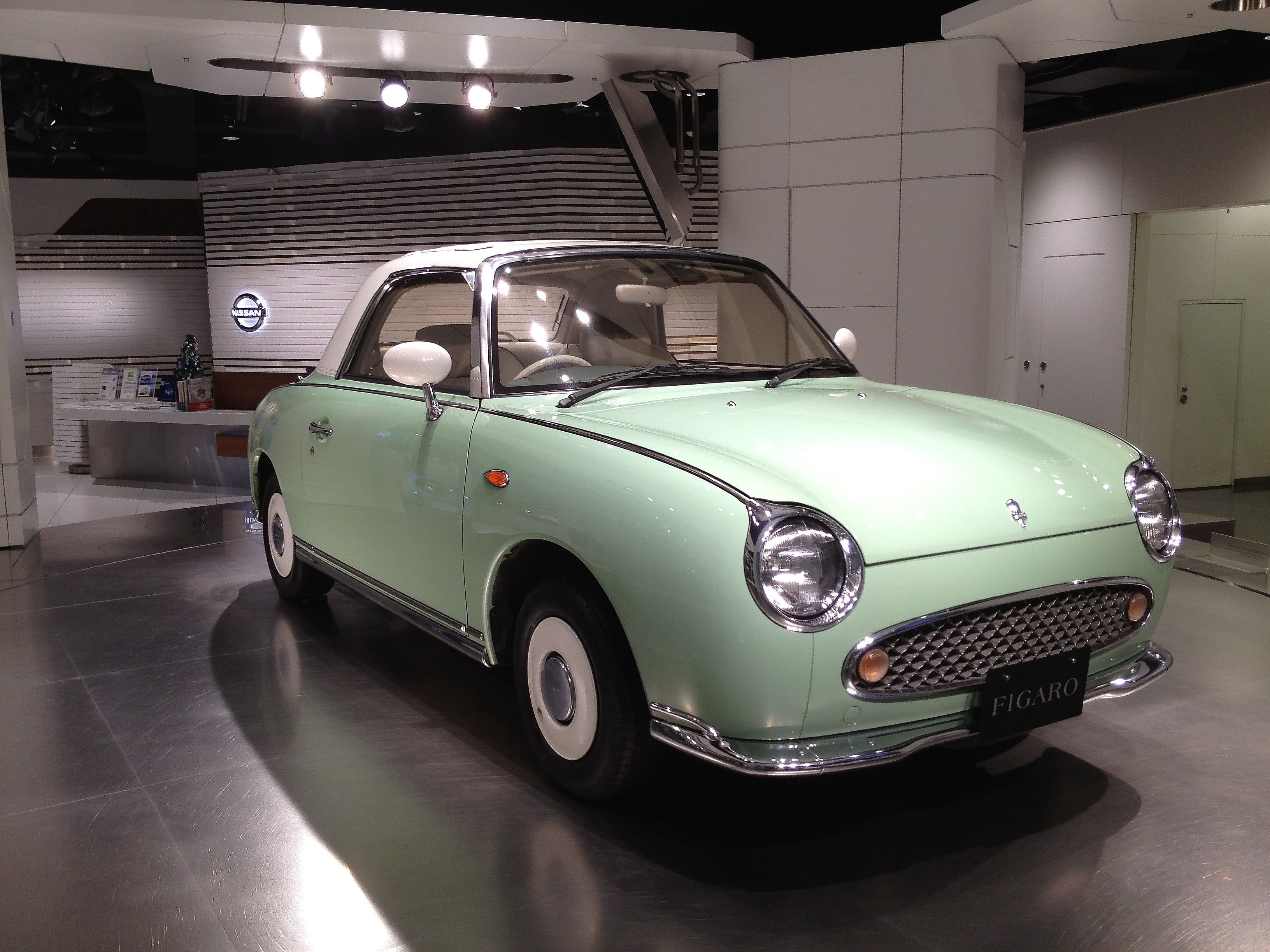
フィガロ
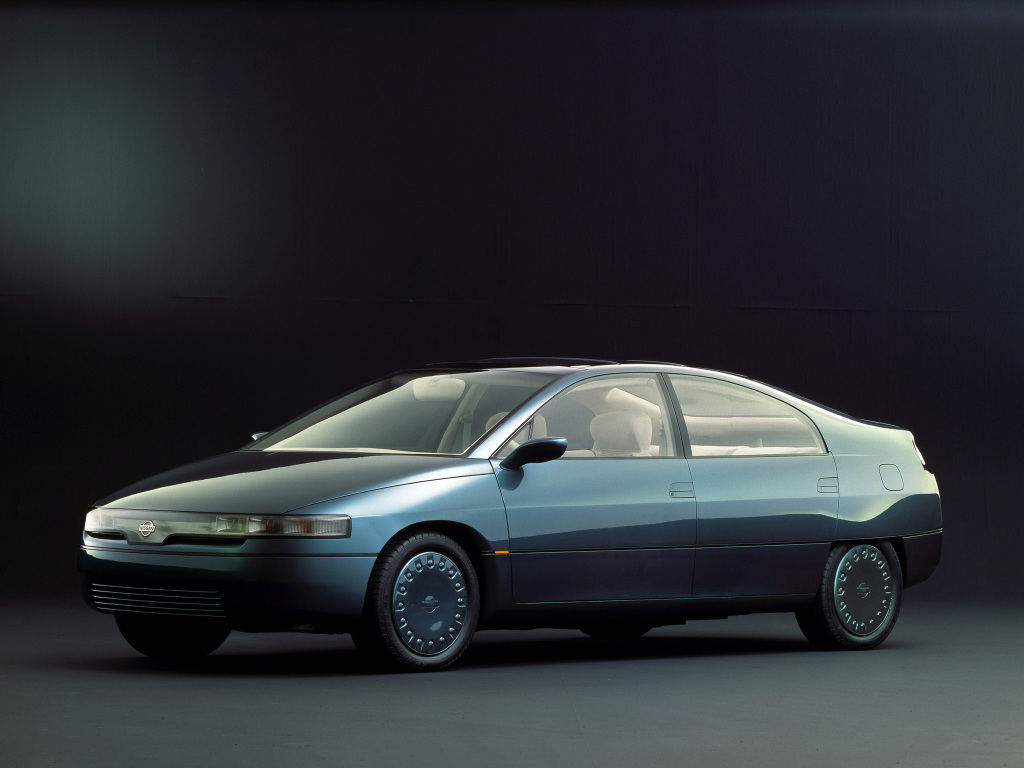
プリメーラX (UV-X)
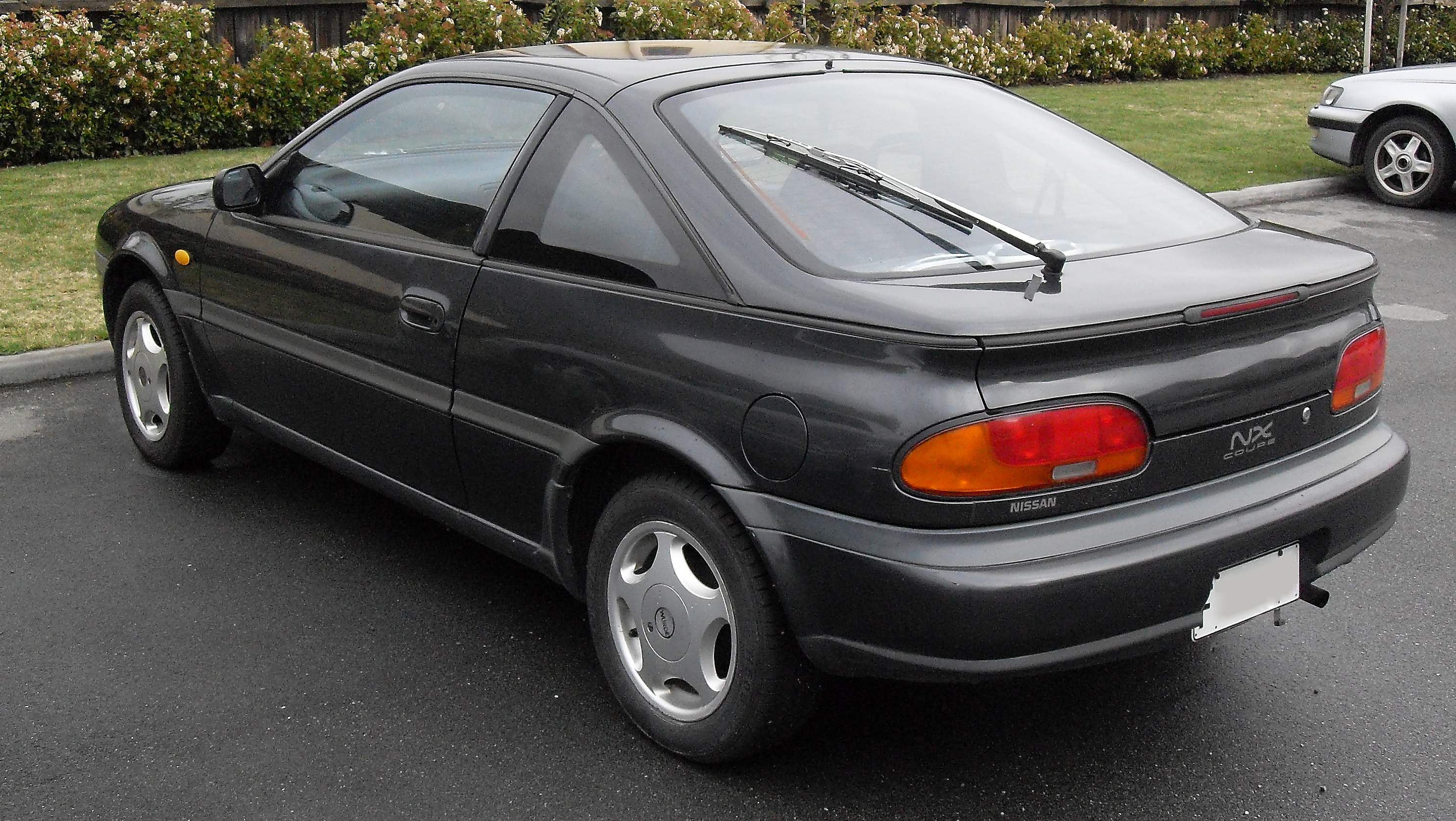
NXクーペ

- TRI-X

1991年
- FEV
- コクーン

1990年
- ゴビ（英語版）

1989年
- フィガロ
- プリメーラX (UV-X)
- NXクーペ

- ボガ
- NEO-X
- シャプー

1987年
- MID4-II
- パオ

- ザウルス
- ARC-X
- アルティマXコンセプト
- ジュラ
- ジュード

1985年
- MID4
- Be-1

- COM COM
- CUE-X
- LUC-2
- EV RESORT
- EVガイド-II

1983年
- NX-21 (画像左)

- NX-3
- NRV II

1981年
- NX-018

1978年
- 童夢-零[注 2]

1977年
- GR-2
- AD-2

1975年
- GR
- AD-1

1972年

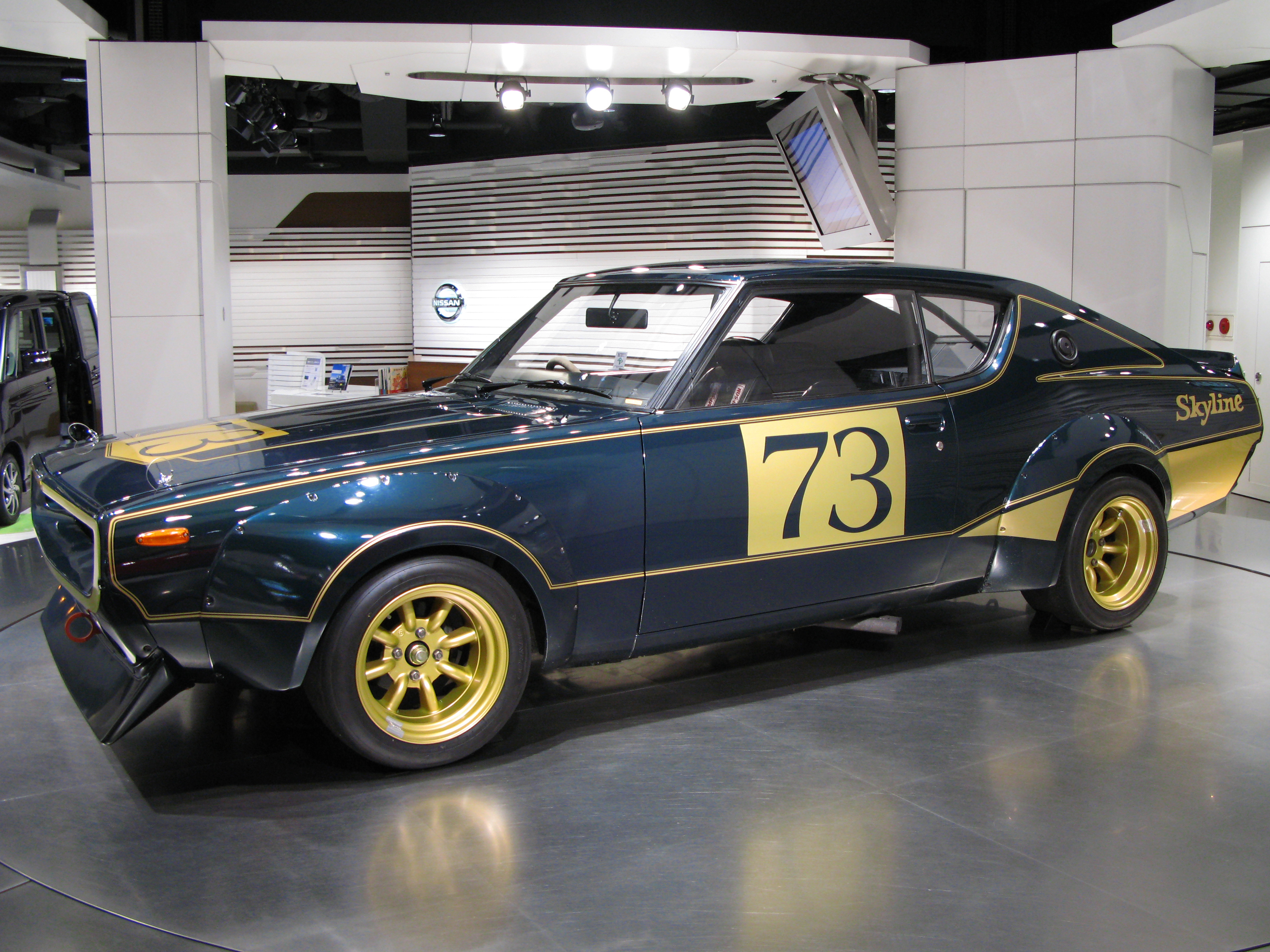
スカイライン2000GT-Rレーシングコンセプト

- シルビアロータリー

1971年
- 216X

1970年
- 270X
- 126X（英語版）